# 超異域公主連結☆Re:Dive角色列表
以下是《超異域公主連結☆Re:Dive》登場人物，過去於CyberAgent營運的遊戲《超異域公主連結》中多數角色也繼承至此部作品中。

## 美食殿堂（美食殿）
由貪吃佩可作為公會長，公會的宗旨是邊走邊吃嘗遍各式各樣的美食，即便是魔物也不例外。
主角
| 基本資料 | 介紹                |
| 年齡     | 17歲                |
| 身高     | 165cm               |
| 生日     | N/A                 |
| 種族     | 人族                |
| 聲優     | 阿部敦              |
| 本名     | 佑樹 (遊戲內可變更) |

故事的男主角，代表玩家的角色。
漫畫、動畫與遊戲內預設名稱為「佑樹（ユウキ）」（在太田僚編寫的前作原創小說《公主連結　～公主騎士爭奪戰～》中設定名為「坂井直人」），前作《公主連結》的男主角且代表玩家的角色，被突然出現的模索路晶強逼進入VR遊戲《阿斯特朗傳奇》的世界，成為遊戲世界中特殊的存在，(但晶的個人劇情揭示其小學時就跟晶碰過面，並跟晶立下互相幫助的約定)並慢慢上手，結局中和優衣等主角群與「七冠」之一的霸瞳皇帝決戰，並將其擊敗；而在續作的開頭接續前作與霸瞳皇帝決戰後。不同於前作結局，本作中他們在決戰中敗北，世界因此重置。主角雖是在世界此重置中保住一命，但失去了絕大部分的記憶，甚至是日常知識也失去了，導致他的言行水準像是退化成孩童一般的程度，後由愛梅斯傳送回「蘭德索爾」，第二部第3章揭示了其失憶的原因是前作最後被米奈娃修復但仍有資料遺失。
爛好人個性，面對他人的困境能毫不猶豫的出手幫忙，且具有極高的異性緣，絕大部分的女角都是因受他幫助而結緣，失憶後仍保留對女角們最低限度的記憶，而女角們基本上都會記得他（但不會記得太多），因此人脈很廣。
固有能力兼身分為「公主騎士」，優衣等人會以「騎士君（騎士くん）」為對他的暱稱是因為這個職業，本身的戰鬥力不高，但與公主們的「羈絆」連結會使她們的戰鬥能力獲得飛躍性強化，本作甚至可以強化魔物，被主角的劍擊中的玩家，可以無視遊戲的規則，同時給玩家在現實身體上也造成真實的痛覺傷害，並暫時無法使用自身能力。
於前作遊戲中，為他的劍術老師，因此本身也有一定程度的基礎劍術。
第一部第15章為了保護貪吃佩可被霸瞳皇帝殺害，後在晶的幫助下復活並獲得了完整的公主騎士力量，但未來的走向要他自己選擇；而在動畫版的開場中，他選擇了「閉上雙眼」，將時間再次重置，而開始了平行世界的劇情。
第二部由於某些原因重新失智，只有當在乎之人陷入極度危險中時，才會暫時恢復記憶，因達到了「擊敗一名七冠」、「跟同樣擊敗一名七冠的女角有心連心的羈絆」的特殊條件，且誤食貪吃佩可從王家寶庫中拿出來水晶球道具，導致能力進化，可以透過自身的強化力量讓符合特定條件的公主們轉換變身成公主型態，靠此力量而與眾人打敗第二部反派。
第二部第3章因為似似花的藥回復記憶跟說話能力，帶領怜、日和、咲戀、綾音、胡桃反擊，然而還是被阿澤爾德擊敗，但在倒下前用新力量強化了雪菲幫助眾人逃離險境。
第二部第8章帶領雪菲跟公主型態的佩可、優衣、可可蘿、日和、凱留、怜跟贊恩對決，然而因贊恩壓倒性的實力陷入苦戰，後與贊恩同歸於盡兩人一起落海，最後被雨神和晴神救回。
貪吃佩可
| 基本資料 | 介紹                                                          |
| 年齡     | 17歲                                                          |
| 身高     | 156cm                                                         |
| 生日     | 3月31日                                                       |
| 種族     | 人族                                                          |
| 聲優     | M・A・O                                                       |
| 本名     | 尤絲蒂亞娜·馮·阿斯特賴亞 ユースティアナ・フォン・アストライア |

於前作中出現在主角最終決戰勝利後的彩蛋。
個性非常貪吃，主要武器為一把劍。
曾做為合作活動角色登場於碧藍幻想遊戲中。劍上有類似咬痕的痕跡（根據設定冊，實際上用於固定在劍套上的缺口），該劍真實面貌為「皇家裝備·公主之劍」，頭頂的王冠亦是「皇家裝備（王家の裝備）」一部分，「皇家裝備」能力解放時會消耗大量卡路里為代價而因此獲得強大的力量，貪吃性格的養成原因也源自於此，經常戰鬥的她都一定要消耗大量能量來維持戰鬥力。
由於主角在遊戲《阿斯特雷亞》以及在現實世界對佩可的幫助，讓佩可感受到主角帶給她的真情實感，佩可在新聞採訪的電視直播中非常直白地說出了希望主角成為她的騎士。
本名為尤絲蒂亞娜·馮·阿斯特賴亞（ユースティアナ・フォン・アストライア），與其他人不同，是真正的外國王室的公主，其所屬的國家曾出資援助了MIMI和《阿斯特雷亞》的研發。
原本擁有的公主騎士能力被霸瞳皇帝用技術手段奪走，且為了滅口，霸瞳皇帝還在阿斯特雷亞全國通緝了佩可。
為了避免自己被霸瞳皇帝抓到後牽連他人，在申請創建新的公會需要登記時委派騎士代為登記而不是親自去。
第一部第15章接受了獲得新力量的主角的強化，顯現出了覺醒新的型態的徵兆（第二部第1章完全覺醒，似似花將其命名為公主型態），最終打敗了霸瞳皇帝並奪回了名字與王國。
第二部劇情中，以奪回的蘭德索爾公主身份居住於蘭德索爾王宮，但因想念佑樹等人而時常從王宮偷溜出來找他們，第3章幕間把主角叫進皇宮並告白，第7章以拿掉臉頰上的乳酪為由親了主角的臉頰。
可可蘿
| 基本資料 | 介紹             |
| 年齡     | 11歲             |
| 身高     | 140cm            |
| 生日     | 5月11日          |
| 種族     | 精靈族           |
| 聲優     | 伊藤美來         |
| 本名     | 棗可蘿 棗 こころ |

個性沉穩的精靈少女，專長為魔法，愛梅斯派來的引導者，負責照顧失去記憶的主角，劇情之外，時常也會作為《超異域公主連結Re:Dive》遊戲的引導員，向玩家介紹一些遊戲系統。
本名棗可蘿（棗 こころ），在現實世界是個小學五年級的小學生，家住在動物園實驗室，父親是實驗室主任。由於她的個性有些奇特，導致在現實中幾乎沒什麼朋友，所以現實世界中的主角就成為了她為數不多的互動對象之一，初見主角就稱呼主角為「主人」，和在遊戲世界中一樣，後在主角的要求下改為其它稱呼。
曾經參與過米奈娃的智慧訓練，長期與其進行對話。
父親也是「七冠」之一，別名「棗博士」，是七冠裡面年齡最大的。由於年事已高，所以他對《阿斯特雷亞》不感興趣，故由女兒代勞登錄遊戲，所以可可蘿可以說是七冠的代理人（公主騎士）。但也因為終歸只是代理，所以本身沒有繼承七冠的權限，索爾寶珠的製作者。
據拉比林斯達透露，在遊戲內時間半年前，所有在現實中登錄《阿斯特雷亞》的玩家全體昏睡無一例外。可可蘿在現實世界中的父親為此懊悔不已，想辦法造了個跟可可蘿一樣的假體，試圖讓可可蘿把現實世界的真相帶進虛擬世界以告訴主角，以便讓主角找回記憶準備回到現實世界。
由於體質跟其他人不同，比起其他人更不耐憤怒軍團成員卡里莎的鞭子。
對於引導已經失去記憶的主角很用心，稱呼自己為「在下」，對主角忠心耿耿，關係十分親密，甚至有些過度保護和溺愛，也正因為如此常被別人當做情侶或兄妹，並被玩家與主角與雪菲視為媽媽。
第二部第2章覺醒了公主型態。
三週年活動「絆、つないで。こころ、結んで」劇情揭示了其對主角的重要性不亞於晶，都是一切的開端，沒有了她，主角便無法施展出自己的公主騎士力量。
凱留
| 基本資料 | 介紹       |
| 年齡     | 14歲       |
| 身高     | 152cm      |
| 生日     | 9月2日     |
| 種族     | 獸人族     |
| 聲優     | 立花理香   |
| 本名     | 百地希留耶 |

貓耳獸人，一開始體力不濟倒臥在路邊，後來偶遇玩家才成為其夥伴，實質上是霸瞳皇帝派来監視主角的卧底。
本名百地希留耶（百地 希留耶），和其他角色不同的是，她與主角在現實中交情不深，是一個傲嬌的初中生，因為家庭原因生活拮据，平時也沒少抱怨對生活的不滿，為了上大學自己努力打工賺錢，十分崇拜《阿斯特雷亞》的開發者之一「千里真那」（也就是霸瞳皇帝在現實中的原型），故瞞著父母偷偷買了MIMI登錄了遊戲，並在輸入姓名時不小心把「キルヤ」打成了「キャル」，但之後就沒怎麼進入過遊戲，然而在角色劇情中，主角開始與凱留有了一些交集。
在與主角相處的過程中逐漸對主角有了好感，但不敢面對對主角的感情，希望得知主角有沒有喜歡的女孩子又怕得知不是自己，第二部第3章被涅維亞反覆暗示與主角的感情。
擁有「公主騎士」的固有能力，能操縱魔物，但常常失敗，以至於第一部第5章被霸瞳皇帝不顧肉體承受能力直接授與全部的公主騎士能力。
第一部第8章開始被洗腦成為霸瞳皇帝的代理人，直到第一部第12章才被主角群解除，之後因魔力消耗殆盡接收了「七冠」之一拉比林斯達（模索路晶（模索路 晶）給予的魔法力量，並為了將存放主角一部分記憶的鑰匙交給主角被迫親了主角的額頭(不在夢境裡所以只能用親的)。
第一部第15章最後把公主騎士力量還回去的關係不再具備「公主騎士」的固有能力，不過第二部第4章最後因為轉換變身公主型態失敗加上為了能遠距離控制晶因防憤怒軍團在公會小屋設置的警報裝置以及爆炸魔法等重新學習操縱的技巧。
第二部第3章看到主角跟雪菲同步回復說話能力後覺得這兩人的關係並不尋常。
第二部第5章從帆稀口中得知自身位於蘭德索爾歪曲世界接近中心的位置，後因不明原因被阿澤爾德的魔力抓走並被偽裝成霸瞳皇帝的阿澤爾德的魔物拷問拉比林斯達去向，在主角的救援下跟主角告白並斬斷對霸瞳皇帝不切實際的幻想，成功覺醒了公主型態，後更在公主型態的個人劇情中決定追隨主角，第二部第7章似乎因愛梅斯的旨意而不用依靠主角就能轉換變身公主型態。
給可可蘿的外號是「可蘿仔（コロ助）」，也只有對可可蘿有稱呼外號。
自身是容易吸引貓的體質，也很喜歡跟小貓玩，也因為這個原因在跟蹤主角時經常跟丟。
最初對蟲子和魔物的肉十分恐懼，同時也驚嘆於貪吃佩可什麼都吃得下，後隨著劇情進展漸漸接受魔物料理，也願意暢開心懷跟貪吃佩可與其他人一起吃好吃的東西，在某些場合下被稱作背骨貓。
雪菲
| 基本資料 | 介紹          |
| 年齡     | N/A           |
| 身高     | 147cm         |
| 生日     | N/A           |
| 種族     | 龍人族        |
| 聲優     | 近藤玲奈      |
| 本名     | 阿賀斗 紫布菜 |

第二部主線劇情中登場的女主角，在第一章中從索爾之塔的高空墜落被主角救下，但是失去了所有的記憶跟語言能力，無論是行為還是思想都變得跟嬰兒一樣。
武器是一把單手長劍，擅長使用冰凍魔法(劇情中所有角色只有雪菲有這項能力)，可以凍結地面在腳底生成冰刀，來做到相當快速的移動，此外還可以用冰包覆劍刃增加面積。
雪菲會因為一些原因精神變成幼兒狀態，諸如: 情緒慌張失控、吃到魔物料理、被心靈魔法攻擊，似乎有兩個精神意識分別是幼兒跟正常的意識，正常的意識有著幼兒時期所做所為的完整記憶，因為這樣雪菲在恢復正常意識後會因為之前的行為感到極度羞恥。
可能不是存在在這世界的人物，同時也擔憂記憶恢復後會成為主角的敵人，雖然如此其還是下定決心要恢復記憶。
在第一章中主角群被關押從豪紳議長知道了雪菲過去試圖刺殺霸瞳皇帝。
在第三章中主角群被阿澤爾德跟卡里莎擊敗，周圍還有大量的萬能人偶準備殺死所有人，主角在使出最後的力量強化雪菲便倒下，本來是希望雪菲能夠用這股力量逃跑，但是由於主角的強化力量跟過去不一樣，雪菲在被強化後精神像觸電一樣，選擇拿起主角的劍跟萬能人偶戰鬥，在摧毀所有萬能人偶後，跟鈴莓一起把所有重傷的人搬到房間療傷，雖然雪菲恢復了說話能力但是記憶還是沒有恢復，在下意識的情況仍然較可可蘿媽媽、佑樹葛格(おにーたん)，在意識到自己說了什麼後感到相當羞恥，為此還被凱留狠狠的捉弄一番。
第二部第4章跟佩可、主角、凱留一起前往月光學院上課，在這段期間跟其他同學相處得相當好，游泳課的時候因為害羞的原因不敢脫掉浴巾，凱留跟美咲看到後對她惡作劇直接強制脫掉，雪菲在情緒激動跟慌張之下精神又退回幼兒狀態，跟主角哭訴她被欺負，之後美空故意暴露自己的身份並且讓已經被洗腦的同學攻擊主角群，佩可、凱留、佑樹前去對付美空，雪菲、伊緒、鈴奈、美咲負責壓制被洗腦的人跟找出洗腦裝置摧毀掉，雪菲凍結所有人讓他們無法行動，四人開始找洗腦裝置在學院的哪裡，最後成功找到了但是由於洗腦裝置難以破壞，伊緒要所有人退下，使出了強大的魔法摧毀掉裝置但是她也受到傷害，之後美空撤退洗腦也被解除，美食殿堂則先回去公會小屋，雪菲則留在學院裡面思考，伊緒進來教室看到雪菲沒有回去關心的詢問一下，並且問說雪菲失去記憶的事情是真的嗎，雪菲則十分迷惘的說:「我不知道...我什麼都不記得了。我已經一無所有了，現在的我已經....」，問伊緒為什麼她可以為了學生這麼奮不顧身，伊緒則說:「唔...這個問題我沒有認真想過，但這可能是因為我希望每位同學，都可以在這間學院留下美好的回憶吧。」，雪菲說自己一無所有甚至連回憶都沒有，伊緒說她絕非一無所有，因為雪菲還有願意接納她的歸屬，希望她可以在那裡擁有許多美好回憶，雪菲則像是被開導了一樣回到公會小屋，在跟美食殿堂四人說她想要加入這個公會後，四人對她當然是熱烈歡迎，最後正式加入了美食殿堂。
第二部第12章得知自己是厄莉絲的工具，並且遭到她的命令，傷害拉比林斯達。之後對拉比林斯達說「叫主角群不要來找我」，並且離開主角群身邊。
第二部第16章第11話就此消失，消失時向主角告白，並且幫他登出遊戲。
於第三部第八章證實其靈魂被芙蕾雅囚禁於阿剌克涅女士的所在地，眾人歷經千辛萬苦才讓雪菲奇蹟似地平安歸來，並與眾人協力打倒阿剌克涅女士。
現實中是一名花樣滑冰選手，有著高超的花樣滑冰技術，是被大家看好的實力派選手，與主角僅有一面之緣，由於過度的練習對腳產生了太大的傷害，必須腳上打著石膏扶著拐杖走路或是坐輪椅，要一直不斷的做復健，順利的話有希望可以再次正常走路，但是最喜歡的溜冰可能永遠無法再接觸到，玩阿斯特朗傳奇的原因是為了實現讓自己能夠再次跳躍起來的願望，有一個哥哥，第二部第8章幕間確定是憤怒軍團的贊恩。

## 破曉之星（夜明けの星／トゥインクルウィッシュ）
以幫助人為活動跟攻略索爾之塔頂端為目標的公會。
日和
| 基本資料 | 介紹                 |
| 年齡     | 16歲                 |
| 身高     | 155cm                |
| 生日     | 8月27日              |
| 種族     | 獸人族               |
| 聲優     | 東山奈央             |
| 本名     | 春咲日和 春咲 ひより |

「破曉之星」公會會長，是位熱心助人的冒險者，口頭禪「有問題就互相互相啦」
與優衣和做了同樣的夢，以此為契機成立了公會「破曉之星」，目的是登上索爾之塔實現願望。
在主角再次為其擊退魔物後與主角定下了約定，兩人互助之外再去幫助別的需要幫助的人，主角說出想讓自己展露笑容後心靈深處產生了一股暖意。
現實中是聖都學園的高一學生，同時也是該學校啦啦隊成員，與主角是不同學校學長學妹關係，因為小時候迷路找不到媽媽時曾被主角幫助，嚮往著幫助自己的主角，並漸漸對主角有了好感，也養成了喜歡幫助別人的心。
第二部第3章覺醒了公主型態。
第二部第11章跟優衣和怜被美空關進籠子裡面，主角和夥伴們必須跟美空玩遊戲，並且贏過她才能放出優衣、日和和怜。由於籠子有阻擋遊戲系統的力量，恢復再構築之前的記憶。
優衣
| 基本資料 | 介紹     |
| 年齡     | 17歲     |
| 身高     | 158cm    |
| 生日     | 4月5日   |
| 種族     | 人族     |
| 聲優     | 種田梨沙 |
| 本名     | 草野優衣 |

在本作序章後篇被魔物追逐之際與失憶的主角重逢，並認識尚未正式成立公會的「美食殿堂」三人組。前作第一女主角。
對主角有好感，有向主角表白的想法，但每次都因為害羞而不敢說出口，在2019年新年活動中被實體化的願望要求與主角接吻也沒有成功，不過前作角色劇情曾告白成功過。
現實中是主角的同班同學，性格溫柔，是班級裡的優等生，每天都會做諸如給教室裡的花瓶換水等小事，對從初中就在同一個班的主角懷有暗戀之情，但是在戀愛方面卻非常笨拙，自己對主角的愛戀之情除了前作的告白外從未傳達到主角身上。
在六星角色個人劇情的夢中，一天傍晚優衣回到教室取回忘記的東西時恰好遇到剛睡醒的主角，邀請主角一同回家，在岔路口優衣鼓起勇氣向一直以來喜歡的主角告了白並成功，主角對優衣的稱呼也從「草野」變成了「優衣」，並且根據公主型態優衣的劇情，這之後兩人就開始了情侶間的約會，包括餵食，雖然因為夢境是愛梅斯製作的原因，主角醒來之後便全數忘記，但也讓優衣從約會的夢中醒來後有了回到現實世界的動機。
在主線劇情第一部中，根據霸瞳與矛依未敘述，認為優衣在為前作向米奈娃許下的願望是導致阿斯特朗的世界被扭曲的主因(其實是第一部序章優衣的願望被霸瞳皇帝干擾而沒有實現)，亦即與導致目前蘭德索爾現狀的元兇「厄莉絲」有關。
在主線第二部中，帆稀為驗證優衣的正體是否即為厄莉絲而率領旗下公會「龍族巢穴」與破曉之星大打出手，然而在實際交手後帆稀確認了優衣的帳號並無異常，初步導出幕後黑手另藏於暗處的結論。直到第二部第9章，厄莉絲正式登場，出現在主角群面前的厄莉絲有著和優衣相同的面容，接著在同章第9話，美空解釋是在索爾之塔決戰時，在優衣向米奈娃宣示「願望」後霸瞳皇帝仍舊負嵎頑抗，如同第一部序章的演出，包含主角在內的破曉之星4人相繼戰死，「運營世界，實現願望的裝置」米奈娃失去應實現其「願望」的對象，系統因此發生了異常（bug），為了解決此一異常狀態，米奈娃使用了優衣的帳號數據緊急創造了一個新的替代帳號，此即厄莉絲的誕生。然而在厄莉絲誕生後又反向吸收了米奈娃，成為阿斯特朗傳奇內的最高權限系統管理員，由於必須讓世界維持在符合優衣的願望下營運，厄莉絲打倒了霸瞳皇帝，並且執行了第一次的「世界再構築」，嗣後受到系統邏輯的約束而隱於幕後，只有當優衣或主角死亡或是阿斯特朗受到破壞時能親自執行行動，並發動「再構築」讓遊戲內的一切回到起點。
第二部第1章跟佩可一同覺醒了公主型態，之後因為沒在沒剛轉換變身後節制食量而在第二部第6章被日和跟怜告知變胖，對此感到非常羞恥並打算不吃東西減肥，被主角安慰後情緒才得以平復，也更加確認自己喜歡主角，第二部第8章正式跟主角告白。
第二部第10章經由美空談話(美空刻意避開與霸瞳皇帝有關的話題)，想起前作的兩個願望(前作優依線時間軸，兩個願望分別是「和大家在阿斯特朗永遠在一起」和「想永遠和主角在一起，不要主角無法獲得幸福的世界」)，但是這兩個願望害了所有玩家都捲入再構築，困在阿斯特朗傳奇遊戲中，連帶人格改變和失去記憶，讓她的精神崩潰。要被美空抓走之際，被主角趕來所救。
第二部第11章跟日和和怜被美空關進籠子裡面，主角和夥伴們必須跟美空玩遊戲，並且贏過她才能放出優衣、日和和。由於籠子有阻擋遊戲系統的力量，恢復再構築之前的記憶。

| 基本資料 | 介紹     |
| 年齡     | 18歲     |
| 身高     | 163cm    |
| 生日     | 1月12日  |
| 種族     | 魔族     |
| 聲優     | 早見沙織 |
| 本名     |          |

受夢境指引而以登上索爾之塔為目標的劍士，平時會在森林裡靠斬殺魔物來進行修行，十分痛恨低效率的努力，因為一個小小的契機，而開始教導主角劍術。
偶遇主角在海邊釣魚時釣到了一條很大的魚，為了報答主角把被其斬殺的魚分給主角，又立下了要跟主角一起釣魚的約定。
現實中是一個可靠的委員會的成員，出身名門，家風較為嚴格，上的也是貴族學校，故以高效辦事著稱。
擊敗霸瞳皇帝後，作為父親的代理和主角一道巡視各地，解決了某地欺壓百姓的惡霸，並在另一個村落討伐魔物時遭遇了隱藏在山洞中的強盜，怜和強盜交戰時和主角被分開，因為得不到強化而陷入不利，對自己的實力產生懷疑，在主角的呼喚下重拾信心，覺醒了新的奧義「暴風雨斬擊（Slash Tempest）」擊敗強盜因為強盜對「自由」的理解，開始反思自己對「自由」的追求是否顧及他人的感受，決定直面父親。
第二部第3章覺醒了公主型態。
第二部第11章跟優衣和日和被美空關進籠子裡面，主角和夥伴們必須跟美空玩遊戲，並且贏過她才能放出優衣、日和和。由於籠子有阻擋遊戲系統的力量，恢復再構築之前的記憶。

## 拉比林斯（ラビリンス）
由拉比林斯達一手創立的公會，目的是為了探究世界的謎團，經營可麗餅店作為收入，表面上是一個正規公會其實是祕密結社，有著許多秘密據點。
拉比林斯達
| 基本資料 | 介紹     |
| 年齡     | 25歲     |
| 身高     | 160cm    |
| 生日     | 7月25日  |
| 種族     | 人族     |
| 聲優     | 澤城美雪 |
| 本名     | 模索路晶 |

「七冠」之一「棗博士」的學生，在前作中是賜予主角「公主騎士」能力之人，屬於主角一方的後台，七名超越者「七冠」之一的「迷宮女王」，擁有變更世界事物的能力。
在本作中並沒有因為世界被「再構築」而徹底消除記憶，而創立了公會「拉比林斯」，後來為了解開這個世界的真相，進行一連串的隱密行動，同時也是屬於主角群的同盟陣營之一。
對可麗餅有著強烈的執著，一直不斷的嘗試做出各種口味，希望能夠做出最棒的可麗餅，但是得到的評價都是普通。
多年以前，晶在國外留學的時候，為了繼承父業而修習醫學，但因為見過世間太多的惡意，再加上自己的父親因為醫患關係被害死，因而對人類和世界都沒有什麼好感，也不覺得自己學醫救人有什麼價值。
直到為了參加父親的喪禮回到日本，遇上當時還是小學生的主角，並經歷了多次事件了解主角喜歡幫助他人的生活方式，也找回了自己的善心，開始重新看待人類和世界，並與主角立下了「雙方不管誰有了麻煩，都要互相幫忙」的約定。
與千里真那的最大差別在於，是否有在最糟糕的那天遇上主角。
本人的天賦跟能力超越千里真那，是七冠裡面實力最強的一名，即便是強如霸瞳皇帝都對其忌憚三分。
對主角充滿了愧疚感，因為主角的靈魂不完整而且精神支離破碎，認為是她把主角害到如此地步，一直不斷的想要補償這一切。
能力
| 權能     | 介紹 |
| 物件變換 | 迷宮女王專屬能力，能夠製作陷阱、改變地形壓扁敵人、複製替身、快速移動、移動物體位置、生成物體、製作迷宮困住敵人、讓迷宮崩塌摧毀敵人、生成物體等，其範圍小到塵土大到天體，全部都能夠被輕易操控，是一個十分強大的能力。 |

登場劇情
| 章節         | 內容 |
| 第一部第5章  | 在主角跟其他人跟霸瞳皇帝對峙的時候，拉比林斯達親自現身，並且說霸瞳為了抓住她可真是不擇手段，把她的秘密據點通通都搗毀了，之後霸瞳皇帝釋放大型破壞魔法打算殺掉在場所有人，但是拉比林斯達用諾維姆的胸章跟跳躍王的身體把在場所有人傳送走，在傳送離開前拉比林斯達直接攻擊霸瞳皇帝，導致霸瞳重傷陷入昏迷需要長時間休養。 |
| 第一部第8章  | 陷入了昏睡狀態，因為本人已經離開了遊戲去處理事情。 |
| 第一部第10章 | 可可蘿在遊戲中陷入昏迷，意識在一些巧合下返回現實世界，拉比林斯達為可可蘿準備義體讓她可以行動，在這段期間解釋了現實世界跟米奈娃的禁錮，讓充滿疑惑的可可蘿稍微能夠勉強理解事情的經過。 |
| 第一部第12章 | 因自己需待在現實一段時間加上凱留的洗腦被解除後魔力消耗殆盡給予了凱留自己的魔力，並同時將存放主角一部分記憶的鑰匙一併交給凱留要凱留轉交給主角。 |
| 第一部第12章 | 由於主角的身體被霸瞳皇帝開了一個大洞，性命已經危在旦夕，此時拉比林斯達再次現身將主角的傷勢給治療好，並且說主角有兩個選擇，一個是她會把過去主角所有的能力全部都還給他，但是有著極其巨大的風險，因為現在主角的數據跟過去的數據不同，即便是拉比林斯達也不知道會發生甚麼情況，她推估最糟的情況主角可能會被系統當成未知的錯誤而被清除掉，如果真的是這樣主角就是真正意義上的死亡了，即便是現實世界也是，第二種是主角現在就閉上眼睛世界重新再次來過，雖然所有的羈絆、友情跟美好的際遇通通會消失不見。 拉比林斯達認為第二個選項比第一個要好很多，她說真的需要付出這麼巨大的代價來選擇第一項嗎，選擇第二項的話霸瞳皇帝會因為這永無止盡的輪迴最終被徹底壓垮，但是她仍然把選擇權交給主角，最後主角選擇第一項選擇，拉比林斯達知道後感謝他的選擇，隨後把主角的枷鎖解除掉並且把過去的劍交還給主角，將他傳送回去戰場，並且說出了：「願你得到太陽與星辰的祝福」。 |
| 第二部第2章  | 再次回歸遊戲，提到現實的事務已經基本處理完成，所以來照顧主角及夥伴們，對於主角阻止了霸瞳皇帝卻沒有殺死霸瞳皇帝這點非常感激，但對於主角的新能力，她表示一無所知，並且對雪菲的身分感到很疑惑跟好奇，因為照理來說龍人族不可能出現在遊戲裡面。 |
| 第二部第3章  | 主角群在敗給卡里莎之後，由於有被殺掉的風險拉比林斯達直接用物件變換將所有人融入地底救走，之後為了防止被關押的霸瞳皇帝被憤怒軍團抓走，拉比林斯達決定待在王宮大門口面對憤怒軍團的公會長贊恩，在跟贊恩對話中她對贊恩感到極為有興趣，在知道贊恩這次目的不只是為了抓霸瞳皇帝，這次的行動也是為了釣出她來，可以一次一網打盡抓住兩個七冠，之後兩人在王宮門口展開交戰，一開始拉比林斯達試圖用地形把贊恩壓扁但是無法傷到贊恩半毫，之後改變地形變成手臂抓住贊恩再把他扔到空中，之後把懸浮在空中的空島降下打算擊敗贊恩，但是贊恩直接出力把這個碩大無比隕石砍到炸裂，令拉比林斯達相當的吃驚說贊恩的實力越看越不得了，而且發現贊恩所使用的大刀是個不尋常的存在，之後贊恩使用「蠻牙龍咬」攻擊拉比林斯達。 面對贊恩的猛攻拉比林斯達只能夠不斷的防守，稍有一個疏忽幾條命都不夠用，贊恩光憑蠻力就摧毀了她的陷阱，但是贊恩也稱讚她在面對猛攻下還能夠縝密的反擊，不愧是七冠之一的迷宮女王，之後拉比林斯達對贊恩提議說這場對決算平手好不好，畢竟雙方都消耗了不少體力，贊恩則果斷地拒絕認為要比耐力他比拉比林斯達更佔優勢，拉比林斯達則認為這場戰鬥再拖下去會很不利，但是她在跟贊恩戰鬥的時候，偷偷避開似似花妨礙移動的魔法把霸瞳皇帝的監獄移動走，跟贊恩說她已經移動了監獄即便是憤怒軍團也難以找到位置後，便說贊恩辛苦了，然後變遁地離開，憤怒的贊恩則一刀劈開地面認為自己失算了，在結束戰鬥後拉比林斯達略為疲倦的說贊恩極為棘手難纏，贊恩有著龍族角色跟一把噬魂武器(跟主角的劍功能類似)，再加上贊恩再跟拉比林斯達戰鬥的時候並沒有開啟龍族覺醒，如果戰鬥再糾纏下去勝負就不好說了，在看到王宮地下有著數量驚人屬於阿澤爾德的萬能人偶後，令拉比林斯達大吃一驚開始著手消滅這些萬能人偶，之後到了咲戀育幼院幫助重傷的主角群療傷。 |
| 第二部第5章  | 在遠方覆蓋掉阿澤爾德的物件變換，把主角的移動地點換成凱留那裏，徹底地破壞掉阿澤爾德的計畫。 |
| 第二部第7章  | 跟似似花在偏僻的場地討論現實世界的現況，根據拉比林斯達的說法遊戲世界時間的速度比現實世界要快上很多，似似花說她本來以為拉比林斯達做了這麼多保險措施是在杞人憂天，從結果看來沒有這到保險措施所有人早就已經死了，但是拉比林斯達說這些保險只不過是杯水車薪的程度，現實中所有人都躺在病床上吊著點滴打營養劑勉強活著，而且七冠在現實世界已經變成了頭號通緝犯了，幾乎可以說是世界公敵了，順便討論了一下憤怒軍團的問題，兩人認為憤怒軍團有幕後主使者，而且米奈娃的失蹤跟這個幕後主使脫不了關係，但是拉比林斯達也感慨米奈娃的成長速度，說她為米奈娃感到驕傲，畢竟是七冠們親手做出來的，拉比林斯達感覺米奈娃就像她的女兒一樣，之後拜託似似花她不在的這段期間起讓主角們有一段和平幸福的日常生活似花對於拉比林斯達會這樣拜託她感到很吃驚，但是仍然接下拉比林斯達的請求了。 之後到美食殿堂公會小屋的門口，想要找一下主角，聽到主角說他在使用能力的時候那種觸及心靈的感覺已經沒有了，拉比林斯達說主角的能力已經超過她的認知了，但是她相信主角一定會找到辦法的，說她準備要離開蘭德索爾了，因為憤怒軍團為了抓到她要拿主角當作誘餌，為了不讓主角陷入危險拉比林斯決定讓軍團的眼光盯向她，在離開以前主角要拉比林斯達不要想著贖罪，因為她的原因主角才能夠見到大家，拉比林斯達聽到後相當的欣慰，開始了自己的旅途。 |
| 第二部第9章  | 憤怒軍團四名成員進攻蘭德索爾，在這之前拉比林斯達已經準備好了援軍跟計劃，派遣矛依未對付美空、派遣真軌對付卡里莎、派遣大悟對付蘭法、派遣龍族巢穴全員對付阿澤爾德，就在其他公會要被憤怒軍團擊潰的時候，拉比林斯達即時將所有援軍派往現場，成功暫時止住戰線不會潰敗，拖延時間直到主角群前來支援，蘭德索爾沒有被憤怒軍團毀滅有很大的原因歸功於拉比林斯達。 |

靜流
| 基本資料 | 介紹       |
| 年齡     | 18歲       |
| 身高     | 168cm      |
| 生日     | 10月24日   |
| 種族     | 人族       |
| 聲優     | 生天目仁美 |
| 本名     | 星野静流   |

弟控，總是稱呼主角為弟弟，實際上是主角在現實認識的鄰家姐姐，並沒有血緣關係。
璃乃
| 基本資料 | 介紹       |
| 年齡     | 15歲       |
| 身高     | 156cm      |
| 生日     | 8月25日    |
| 種族     | 人族       |
| 聲優     | 阿澄佳奈   |
| 本名     | 衣之咲璃乃 |

家境貧寒的少女，兄控，加入的陣營「拉比林斯」同樣很窮酸，為了省錢只能去買二手衣服或用破布縫製衣服，為了能拿獎學金進入裁縫學院而努力讀書中。
與靜流等成員從拉比林斯達口中得知了這個世界的真相，並進一步去解開現在世界的真相。
首次見面時將主角當成了一堆破布，之後認定騎士為她的哥哥，並且對這個哥哥十分依賴。
初次考試即落榜，之後一聽到類似「掉下來」之類的詞就會回想起來，在現實中同樣因為模擬考試沒考好而哭泣。

## 慈樂之音（カルミナ）
偶像演出為主的公會，在蘭德索爾知名度超高有著不少狂熱粉絲，有些時候會去其他國家巡迴演出。
望
| 基本資料 | 介紹     |
| 年齡     | 17歲     |
| 身高     | 157cm    |
| 生日     | 1月24日  |
| 種族     | 人族     |
| 聲優     | 日笠陽子 |
| 本名     | 櫻井望   |

「慈樂之音」公會會長，在看到千歌紡希跟那優秀的才能，將其招攬入公會，三人成立了以偶像聞名的公會。
十分的擅長各種舞蹈，表演中的各種舞蹈都是望所構想的，以及擁有著非常好的歌喉，能夠把千歌寫的曲目唱得令人如痴如醉。
是慈樂之音中最受眾人喜愛的偶像，有著一大堆瘋狂的粉絲要她的簽名，從一般的平民百姓到王宮騎士團甚至是流氓混混，幾乎都是望的粉絲，琪愛兒是望最瘋狂的紛絲，寫了一堆粉絲信，還會在望表演的時候聲嘶力竭的大吼大叫。
個人目標是成為最優秀的超人氣偶像。
十分的在意自己的體重跟身材，只要有些微的變化望就會開始拼命的減肥。
十分的喜歡主角，而且行動力非常的強，只要一有空就會去找主角，在現實世界甚至有一次差點就在大型演唱會現場跟主角告白。
現實是一名女子高中生偶像，一樣有著超高的人氣跟知名度。
軼聞：由於有一段時間望無論是在主線劇情還是活動劇情幾乎消失，長時間一直沒有登場，導致日笠陽子本人幾乎忘記了望的聲線，讓望的現在的聲線跟過去差異很大。
千歌
| 基本資料 | 介紹     |
| 年齡     | 17歲     |
| 身高     | 163cm    |
| 生日     | 6月3日   |
| 種族     | 人族     |
| 聲優     | 福原綾香 |
| 本名     | 三角千歌 |

是一名透過歌唱召喚精靈戰鬥的「唱喚士」，因這項能力被小望看上，而招攬為「慈樂之音」的一員。
對於音樂有著十分透徹的了解，對於音樂這方面的才華十分的優秀，慈樂之音表演的曲目都是由千歌所撰寫的，本人的歌喉絲毫不輸給望，但是在舞蹈的方面不如望那麼的駕輕就熟，需要花費大量時間來練習。
在活動中為了幫助主角恢復記憶結果召喚出了危險的精靈，導致自己的記憶通通被奪走，變成了跟雪菲一樣的情況，精神直接退回了幼兒狀態，之後成功恢復但是對於之前的行為感到極度羞恥。
現實中的千歌是一女高中生，目標是成為一名優秀的歌手，為此千歌不斷努力，但是一開始不敢在眾人面前唱歌，為此主角開始協助千歌進行努力的訓練，千歌也因為這樣開始喜歡上了主角，有一次編寫好了曲目希望主角能夠聽聽，曲目有著千歌跟主角告白的內容，千歌為此鼓起了所有的勇氣，之後唱完卻因為過度的害羞逃離現場，主角則因為過於遲鈍沒有發現有告白的內容。
紡希
| 基本資料 | 介紹     |
| 年齡     | 14歲     |
| 身高     | 153cm    |
| 生日     | 9月7日   |
| 種族     | 人族     |
| 聲優     | 木戶衣吹 |
| 本名     | 繭宮紡希 |

擁有一眼即可看出對方三圍的眼力，日常在兰德索尔做裁缝工作，傲娇性格。
對於服裝設計有著十分獨到的眼光，服裝的花紋跟配色能夠跟穿戴者完美的搭配，而且對布料的挑選十分嚴謹，讓穿戴者能夠舒適跟方便的使用，在蘭德索爾大受歡迎，為此紡希甚至開了一家服飾店。
一開始本人在慈樂之音主要工作是後台，設計慈樂之音表演所用的服裝，沒有去表演，但是之後被望多次邀約請她表演，由於紡希十分的不擅長跳舞跟歌唱，需要長時間的練習，為此主角也多次協助紡希訓練，讓紡希成功拾起自己的自信心。
十分的崇拜，非常討厭跟怜關係很好的主角，曾經多次驅趕主角離開怜，但是跟主角相處久了之後對主角的印象改觀，甚至對主角有了好感雖然本人還沒有自覺，之後甚至演變成了跟怜搶主角的戲碼。
在現實世界是一名就讀於「王林道初中」的女國中生。

## 小小甜心（リトルリリカル）
並非是真正的公會，是三名關係很好的三人所扮演的家家酒，目標是到處的遊玩。
美美
| 基本資料 | 介紹     |
| 年齡     | 10歲     |
| 身高     | 117cm    |
| 生日     | 4月3日   |
| 種族     | 獸人族   |
| 聲優     | 日高里菜 |
| 本名     | 茜美美   |

「小小甜心」公會會長兼最年長成員，然而卻經常迷路，是個令人放不下心的獸人族女孩，與主角見面的契機是與禊和鏡華走散，並當場認主角為哥哥。
禊
| 基本資料 | 介紹    |
| 年齡     | 9歲     |
| 身高     | 128cm   |
| 生日     | 8月10日 |
| 種族     | 人族    |
| 聲優     | 諸星堇  |
| 本名     | 穗高禊  |

喜歡惡作劇的人族女孩，造成「小小甜心」公會成立的始作俑者。
鏡華
| 基本資料 | 介紹     |
| 年齡     | 8歲      |
| 身高     | 118cm    |
| 生日     | 2月2日   |
| 種族     | 精靈族   |
| 聲優     | 小倉唯   |
| 本名     | 冰川鏡華 |

「小小甜心」公會最年少，卻也是頭腦最聰明的精靈族女孩，非常討厭吃胡蘿蔔和青椒。

## 森林守衛（フォレスティエ）
以精靈族管理的公會，成立的歷史相當悠久，主要目的是保護森林環境跟管理只有精靈之森特有的藥草。
美里
| 基本資料 | 介紹         |
| 年齡     | 21歲         |
| 身高     | 165cm        |
| 生日     | 9月5日       |
| 種族     | 精靈族       |
| 聲優     | 國府田麻理子 |
| 本名     | 愛川美里     |

「森林守衛」公會會長，在妖精森林擔任保育士的精靈族女性。
個性非常慈祥和譪，氾濫著母性的光輝，因此在遊戲中和玩家之間也有「聖母」的封號。
能夠感化充滿惡意的人跟魔物，在美里溫柔的話語下，無論是凶神惡煞的混混流氓還是兇猛的魔物，都會瞬間被安撫下來。
十分的擅長照顧各樣的孩童，為此受到了不少孩童的歡迎。
現實世界是幼稚園的老師，一樣受到了幼稚園孩童的歡迎，跟伊緒是熟人。
碧
| 基本資料 | 介紹     |
| 年齡     | 13歲     |
| 身高     | 158cm    |
| 生日     | 6月6日   |
| 種族     | 精靈族   |
| 聲優     | 花澤香菜 |
| 本名     | 雙葉碧   |

是位極度不擅長與人交流、相處的精靈族少女，作為見習生加入“森林守衛”時原本因為自信不足打算拒絕，擊退魔物後美里認可了她的勇氣，將其收為見習成員，後在初音和美里的共同培養下成為了正式成員。
有著嚴重的社交恐懼症，十幾年都沒有交到過朋友甚至連跟一般人溝通都很少，導致了碧有一些奇怪的習慣，經常自言自語跟自己想像出來的朋友溝通，並且以人格分裂的情況扮演各種人。
跟人溝通的時候經常會因為過度的緊張，從而突然大吼說出一些意義不明的話語，然後直接跑掉。
為了交到朋友經常想出一些奇奇怪怪的辦法出來，甚至認為交朋友必須賭上性命。
是一個極其嚴重的「邊緣人」，跟主角一起成立了名為「BB團」的組織，希望兩人能夠互助交到好朋友。
現實中是一名就讀於「鶴原中學」的女國中生。
初音
| 基本資料 | 介紹     |
| 年齡     | 17歲     |
| 身高     | 156cm    |
| 生日     | 12月24日 |
| 種族     | 精靈族   |
| 聲優     | 大橋彩香 |
| 本名     | 柏崎初音 |

會使用超能力的精靈族少女。有一位獸人族的妹妹——栞。
有著語癖:閃亮亮☆（キラー☆）
使用超能力後會異常想睡，睡著後常常不自覺使用超能力飛起來四處飛著睡，在睡眠的期間任何的外力干擾都無法喚醒初音，諸如；在耳邊大喊、被搖晃身體、被踩、撞到牆上、掉進水裡等，初音為此也感到很困擾。
由於聽說超能力者會被抓去解剖跟研究，為此初音十分的害怕被發現是超能力者，但是初音經常少根筋的說溜嘴。
時常會去伊莉莎白農場探望栞。
在個人劇情中為了解決嗜睡的問題，跟主角一起探討了各種方法，諸如：服用提神藥物、穿按摩拖鞋、喝咖啡等，結果是初音會在不經意的情況發動超能力，然後瞬間的睡著，睡著的時間明顯大幅的縮短了，但是突然發動的超能力也給主角吃盡苦頭，最嚴重的一次是在人來人往的廣場把主角全身的衣服都變不見，導致主角被人群為是個曝露狂，主角被迫瘋狂的躲避眾人追殺。
十分的喜歡主角，在劇情中趁主角睡覺的時候跟他告白，但是也有點忌妒自己的妹妹。
現實中是一名就讀於「東清高校」的女高中生，一樣是超能力者，主角是少數知道初音是超能力者的人。

## 惡魔偽王國軍（悪魔偽王国軍／ディアボロス）
以伊莉亞為首所成立的公會，公會全員都是魔族。
伊莉亞·奧恩斯坦
| 基本資料 | 介紹                                   |
| 年齡     | N/A                                    |
| 身高     | 170cm(成人型態) 130cm(小孩型態)        |
| 生日     | 5月5日                                 |
| 種族     | 魔族                                   |
| 聲優     | 丹下櫻                                 |
| 本名     | 伊莉亞·奧恩斯坦 イリヤ・オーンスタイン |

統治黑夜的黑暗女王，也是忍等人所要尋找的「傳說的吸血鬼」，其目标是征服世界。
依里
| 基本資料 | 介紹     |
| 年齡     | 13歲     |
| 身高     | 150cm    |
| 生日     | 11月22日 |
| 種族     | 魔族     |
| 聲優     | 原紗友里 |
| 本名     | 風宮依里 |

茜里的雙胞胎姊姊，極度怕生，不敢與男性交談。就算面對同樣愛玩遊戲而談得來的主角，也無法坦然說出自己的真心話。
茜里
| 基本資料 | 介紹     |
| 年齡     | 13歲     |
| 身高     | 150cm    |
| 生日     | 11月22日 |
| 種族     | 魔族     |
| 聲優     | 淺倉杏美 |
| 本名     | 風宮茜里 |

依里的雙胞胎妹妹，性格与其姐相反，性格活泼且很會撒嬌，其对话经常带有性暗示，容易引人误解。
忍
| 基本資料 | 介紹     |
| 年齡     | 18歲     |
| 身高     | 157cm    |
| 生日     | 12月22日 |
| 種族     | 魔族     |
| 聲優     | 大坪由佳 |
| 本名     | 上喜忍   |

配音：
擅長占卜和通灵的魔族少女，總是與骷髏老爹 (配音：小山剛志) 形影不離，合作战斗。其骷髏老爹沉迷女色且出言不逊，因而总会被忍教训一顿。
宮子
| 基本資料 | 介紹     |
| 年齡     | 14歲     |
| 身高     | 130cm    |
| 生日     | 1月23日  |
| 種族     | 魔族     |
| 聲優     | 雨宮天   |
| 本名     | 出雲宮子 |

被誤認為「傳說的吸血鬼」而被喚醒的幽靈，說話時有（NANO）的口癖，最喜歡吃布丁，三不五時就會向別人要布丁吃。

## 公主騎士 王宮騎士團（プリンセスナイト 王宮騎士団／NIGHTMARE）
蘭德索爾的國軍，負責保衛蘭德索爾不受侵略以及保護王宮以及王族，還有維持蘭德索爾的治安，實力所有公會中最強之一，每一名成員都有十分強悍的身手。
純
| 基本資料 | 介紹     |
| 年齡     | 25歲     |
| 身高     | 171cm    |
| 生日     | 10月25日 |
| 種族     | 人族     |
| 聲優     | 川澄綾子 |
| 本名     | 白銀純   |

「王宮騎士團」團長，在外隨時都身著厚重鎧甲。由於家規的關係，總是不肯以真面目示人。
對於自己跟騎士團全員都實施嚴格的斯巴達式訓練，認為王宮騎士團不能夠有一絲放鬆的時間，對於責任感十分的重視，自己能夠長時間的站立在王宮門口不動，讓不知情的人以為是一尊雕像。
在任何環境下都不會脫下自己的盔甲，即便是在炎熱的沙灘上，純說雖然在沙灘上很熱會讓她滿身大汗，但是她已經習慣了，甚至在睡覺的時候都穿著盔甲。
如果失去盔甲跟頭盔，純會陷入驚慌失措跟極度害羞的狀態，就像是沒有穿衣服被人看到。
本人的力氣跟速度十分驚人，能夠瞬間把大型魔物扔到高空，穿著盔甲的情況仍然能夠高速奔跑。
有著十分優秀的劍術，跟克莉絲提娜比劃的時候甚至將其擊敗。
經常被克莉絲提娜找麻煩，無時無刻都被攻擊，雖然純都能夠閃開。
現實中是遊樂園的特攝劇演員，經常穿著裝扮的服裝（類似假面騎士），甚至有一次直接以這樣的裝扮到主角學校找他，即便是下班的時候都戴著面具。
克莉絲提娜
| 基本資料 | 介紹            |
| 年齡     | 27歲            |
| 身高     | 165cm           |
| 生日     | 2月7日          |
| 種族     | 人族            |
| 聲優     | 高橋智秋        |
| 本名     | 克莉絲提娜·摩根 |

前作《公主連結》中的七名超越者「七冠」之一，別名「誓約女君」。
在第一部劇情中因為世界再構築的原因，失去了所有有關於現實世界的記憶。
本人是一名戰鬥狂，只有在戰鬥的時候才會感到愉悅跟幸福，無時無刻都想與高手交戰，對於自己的實力有著絕對的自信。
本人的個性相當豪邁而且不拘小節，會讓其他女性陷入害羞的情況，克莉絲提娜會直接豪爽地答應。
在個人劇情中跟主角比劃，說主角只要碰到她一下就算她輸了，結果主角用能力強化天氣，讓天空下起了滂沱大雨，使的亂數聖域判讀出錯，結果主角撲在克莉絲提娜的胸部上，之後克莉絲提娜直接對主角說要跟他結婚，因為克莉絲提娜的過去曾說出碰到她胸部的男性，那她就會跟那個男人結婚，克莉絲提娜對於承諾十分的重視，所以她說她一定會讓主角跟她結婚的。
遊戲初期為「王宮騎士團」副團長，在第一部第六章時，因為襲擊霸瞳皇帝而被關入地牢且解除王宮騎士團副團長身分，第九章成為慈樂之音的製作人。
本人十分的在意被叫阿姨，如果聽到阿姨就會語帶恐嚇的想要宰掉對方，大悟跟茉莉相當的作死稱她為阿姨好幾次。
遊戲跟現實中曾多次想要拉攏主角到她那裏，但是都被拉比林斯達用稍微恐嚇的方式被攔阻了下來。
現實中是一名美國人，而且是一名財力十分雄厚的企業家，對阿斯特朗傳奇出了不少資金，經常想去找拉比林斯達但是都撲了空。
能力
能隨心所欲控制遊戲世界的變數，例如可以強制自己無論怎麼擲骰子都會出現6、而其他人無論怎樣都擲不出6來，因此也具有「絕對防禦」、「絕對命中」的特性；另有「暴君」、「女帝」等諸多異名。
| 權能     | 介紹 |
| 亂數聖域 | 誓約女君的專屬能力，能夠調整遊戲中的變數調整成自己理想的狀態，衍生出「絕對防禦」、「絕對命中」這兩項能力。 |
| 絕對防禦 | 亂數聖域衍生出的能力，無法跟絕對攻擊同時使用，能夠瞬間閃避掉或是格擋任何的攻擊，無論對手怎麼攻擊都無法打中克莉絲提娜，但是並非是無敵的，周遭只要有塵土飛揚或是下雨，會嚴重干擾亂數聖域的判定，從而使的絕對防禦失效，面對高速移動的物體絕對防禦也無法發揮，因為必須要由克莉絲提娜肉眼看見才能夠使用。 |
| 絕對攻擊 | 亂數聖域衍生出的能力，無法跟絕對防禦同時使用，能夠輕鬆地擊中對手，無論對方怎麼的防禦一定會被克莉絲提娜攻擊到。 |

智
| 基本資料 | 介紹     |
| 年齡     | 13歲     |
| 身高     | 149cm    |
| 生日     | 8月11日  |
| 種族     | 人族     |
| 聲優     | 茅原實里 |
| 本名     | 御久間智 |

平民出身的「王宮騎士團」成員，喜歡以言語捉弄人（如：主角）。
在騎士團裡面，十分的討厭對長輩要說敬語這一類的傳統，但是因為自己是平民出身所以多少會注意自己的言行。
對自己會實施嚴苛的訓練，希望能夠證明自己的能力。
本人有著十分精湛的劍術，使用的流派名為「御久間流」，跟貪吃佩可交戰的時候絲毫不落下風。
十分的照顧茉莉，知道她是獸人族，卻仍然把她當作是自己的妹妹照顧。
現實世界是一名宅女，十分的喜歡街機，經常跟主角對戰，家裡是開劍術道場的，智的爺爺似乎把主角認定他是智的未婚夫。
茉莉
| 基本資料 | 介紹     |
| 年齡     | 12歲     |
| 身高     | 146cm    |
| 生日     | 11月25日 |
| 種族     | 獸人族   |
| 聲優     | 下田麻美 |
| 本名     | 織原茉莉 |

嚮往英雄的「王宮騎士團」見習生，對自己的身份很在意，不喜歡讓人知道她是獸人族，認為英雄是正義與勇氣的一方，對英雄秀上的魔法少女題材並不感興趣（在個人劇情中對魔法少女有所改觀，甚至也喜歡上了魔法少女）。
十分的害怕被認出來是獸人族，一直不斷遮蔽掩藏，戴上帽子蓋住獸耳，說尾巴只是個裝飾，但是自己經常無意間說出自己是獸人族，對公會其他人來說早就已經不是秘密，但是所有人都故意裝作不知道。
個性十分的單純，充滿著正義感跟孩童的天真，十分的信任智。
跟智經常一起訓練，兩人為此培養出了良好的默契，在戰鬥中兩人甚至可以合作無間的擊敗敵人。

## 公主騎士 咲戀育幼院（プリンセスナイト サレンディア救護院）
由咲戀自己出資建造的孤兒院，專門接納沒有雙親或是被拋棄的孤兒，讓這些兒童有一個可以居住的家，育幼院的資金由咲戀自己承包，主角跟可可蘿在這裡借住了一陣子。
咲戀
| 基本資料 | 介紹       |
| 年齡     | 17歲       |
| 身高     | 156cm      |
| 生日     | 10月4日    |
| 種族     | 精靈族     |
| 聲優     | 堀江由衣   |
| 本名     | 佐佐木咲戀 |

前「王宮騎士團」副團長，因為克莉絲提娜胡亂攻擊哞哞自衛隊的原因，選擇退出了王宮騎士團，為了追求更有價值的工作而讓育幼院公會重新運作，並從原本的貴族家庭獨立自主。
有著十分優秀的生意頭腦，有著十分長遠的目光，只要有一絲的商機咲戀便不會放過，因為這樣的個性咲戀所經營的生意相當的好。
跟秋乃是好朋友亦是競爭對手，兩人時常對於各種東西都喜歡分個高下，但是兩人的友情絲毫不會受到影響。
有著十分強烈的母性，對於照顧小孩子十分有一套，育幼院有不少的孩童都稱咲戀為「咲戀媽媽」，雖然本人被稱為媽媽的時候相當的不習慣。
現實中的咲戀是一名就讀於「櫻庭學園高校」的千金大小姐，跟主角是青梅竹馬關係相當得好，在咲戀小的時候家裡經濟十分的貧困，十分的節儉即便是吃的也一樣，有一次被一群小孩欺負自己買的麵包被糟蹋，當咲戀在哭泣的時候主角伸出援手給了咲戀炒麵麵包，為此咲戀跟主角成為了形影不離的好朋友，時常在一起玩耍，之後咲戀父親的事業成功全家一夕致富，咲戀也為此終於過上了好的日子，但是省吃儉用的習慣仍然沒有改變。
鈴莓
| 基本資料 | 介紹     |
| 年齡     | 15歲     |
| 身高     | 154cm    |
| 生日     | 12月12日 |
| 種族     | 人族     |
| 聲優     | 悠木碧   |
| 本名     | 天野鈴莓 |

服侍咲戀的女僕，然而個性冒失且笨手笨腳，總是導致事情越做越多，唯一擅長的家事是打掃。
做事情十分的認真努力，但是經常會把事情給搞砸，雖然如此咲戀一直很包容她，從來沒有對她問責過，但是鈴莓都會相當的自責。
接觸到的東西經常會爆炸，煮飯的時候能夠燒壞十幾個鍋子，在四格漫畫裡面咲戀穿她製作的衣服跟被鈴莓觸碰到的籤筒通通都會爆炸。
現實世界跟遊戲一樣是服侍咲戀的女僕，做事情一樣笨手笨腳的。
綾音
| 基本資料 | 介紹     |
| 年齡     | 14歲     |
| 身高     | 148cm    |
| 生日     | 5月10日  |
| 種族     | 人族     |
| 聲優     | 芹澤優   |
| 本名     | 北條綾音 |

因為某些原因離家，而被「咲戀育幼院」收養的少女。
遊戲世界中的人物都以為她的玩偶型鈍器「噗吉(ぷうきち)」是綾音透過腹語術發聲的，但在聖誕節活動「忘卻的頌歌(忘却のキャロル)」的活動劇情與千歌交換人格後，才發現原來噗吉擁有自己的獨立人格。
有著相當敏銳的感覺，離開家裡的原因是她認為平常的生活總有一股不協調的感覺，雖然父母親對她很溫柔也很照顧她，但是綾音總感覺自己的父母有著虛假感，懷疑人們是否是真實存在的，選擇到咲戀育幼院生活，偶爾會回去找自己的父母。
在咲戀育幼院這段期間跟胡桃、主角、咲戀、鈴莓一起生活感覺到了真實感，之後喜歡上了主角，但是不確定是家人的喜歡還是戀人的喜歡。
現實中綾音出於一些原因沒有辦法跟人說話，全部都是依靠自己的泰迪熊噗吉來跟主角溝通，用腹語的方式把想說的話表達出來。
胡桃
| 基本資料 | 介紹     |
| 年齡     | 12歲     |
| 身高     | 150cm    |
| 生日     | 6月9日   |
| 種族     | 人族     |
| 聲優     | 植田佳奈 |
| 本名     | 栗林胡桃 |

由於父母遭遇「消失」事件而變成孤兒，現被「咲戀育幼院」收養。個性相當內向害臊，在育幼院被發掘演戲的才能，而開始鑽研戲劇。
手持一個巨大的鈴鐺錘作為武器，模仿自其最喜歡的子供向作品鈴鈴噹。
十分的怕生，一點情況就很容易哭出來，但是綾音跟主角經常照顧跟保護她，讓她能夠有勇氣跟人溝通。
本人的演技十分驚人，而且入戲非常嚴重，在一次跟主角演練"抓小三"的戲碼，結果因為胡桃那過於逼真的演技，把情緒失控的動作跟言行表現得跟真的沒有兩樣，導致了咲戀跟鈴莓以為主角對胡桃做出了什麼事情。
現實中是一名就讀於「常盤小學」的小學生，經常跟綾音一起玩家家酒。

## 動物苑 哞哞自衛隊（動物苑 自警団／カォン）
真步
| 基本資料 | 介紹     |
| 年齡     | 16歲     |
| 身高     | 155cm    |
| 生日     | 9月22日  |
| 種族     | 獸人族   |
| 聲優     | 內田真禮 |
| 本名     | 姬宮真步 |

口音為京都腔的「哞哞自衛隊」公會會長，個性高雅開朗。自稱來自「真步真步王國」，並認定主角是她的王子殿下。
平時是個普通人，但遇見佑樹時會有彼得潘症候群的特徵，身穿一襲蘿莉塔時裝，是位看似柔弱，但實際上她是具有強勢氣場的女性，有優秀的談判能力，面對危害團體利益的條件絕不輕易妥協。
本作中因劇情動畫的表現之故（源自台灣官方翻譯咒語為咕嚕靈波的動畫橋段），而成為台灣熱門迷因之一。
真琴
| 基本資料 | 介紹       |
| 年齡     | 17歲       |
| 身高     | 168cm      |
| 生日     | 8月9日     |
| 種族     | 獸人族     |
| 聲優     | 小松未可子 |
| 本名     | 安藝真琴   |

個性和說話口氣都很男孩子氣，卻相當重人情，且具有強烈正義感。
香織
| 基本資料 | 介紹       |
| 年齡     | 17歲       |
| 身高     | 158cm      |
| 生日     | 7月7日     |
| 種族     | 獸人族     |
| 聲優     | 高森奈津美 |
| 本名     | 喜屋武香織 |

口音為琉球腔的空手道少女。個性樂天開朗，不拘小節。
霞
| 基本資料 | 介紹    |
| 年齡     | 15歲    |
| 身高     | 152cm   |
| 生日     | 11月3日 |
| 種族     | 獸人族  |
| 聲優     | 水瀨祈  |
| 本名     | 霧原霞  |

愛好閱讀與推理的偵探少女。受真步所託而著手調查「闇影」的相關情報。草野優衣的學妹。

## 動物苑 伊莉莎白牧場（動物苑 牧場／エリザベスパーク）
真陽
| 基本資料 | 介紹     |
| 年齡     | 20歲     |
| 身高     | 142cm    |
| 生日     | 3月3日   |
| 種族     | 人族     |
| 聲優     | 新田惠海 |
| 本名     | 野戶真陽 |

伊莉莎白牧場的經營者，說話帶有東北地方腔調。喜歡搞笑，日常交談也會帶些搞笑的笑點。
莉瑪
| 基本資料 | 介紹      |
| 年齡     | 17歲      |
| 身高     | 150cm     |
| 生日     | 3月14日   |
| 種族     | 獸人族    |
| 聲優     | 德井青空  |
| 本名     | 莉瑪 リマ |

配音：德井青空
懷有少女心的雌性大羊駝，經常為被誤認成魔物而苦惱。不過在現實中真的是一隻大羊駝，與主角無法進行溝通。
栞
| 基本資料 | 介紹       |
| 年齡     | 14歲       |
| 身高     | 153cm      |
| 生日     | 11月3日    |
| 種族     | 獸人族     |
| 聲優     | 小清水亞美 |
| 本名     | 柏崎栞     |

精灵族人初音的妹妹。原為「哞哞自衛隊」成員，不過由於體弱多病的關係，而調到「伊莉莎白牧場」進行休養。喜歡閱讀。
鈴
| 基本資料 | 介紹       |
| 年齡     | 17歲       |
| 身高     | 144cm      |
| 生日     | 1月1日     |
| 種族     | 獸人族     |
| 聲優     | 小岩井小鳥 |
| 本名     | 森近鈴     |

原為「哞哞自衛隊」成員，現在由於幫牧場擔任保全的關係而調來「伊莉莎白牧場」，個性懶惰，不過關鍵時刻還是會乖乖做好自己的本份。

## 墨丘利財團（メルクリウス財団）
以秋乃為首掌握龐大資金的財團，在蘭德索爾到處都有她們的事業，幾乎各行各業都有她們的影子有著很好的商業信譽，真正的公會目標是嚴懲用惡劣手段賺取金錢的商人。
秋乃
| 基本資料 | 介紹     |
| 年齡     | 18歲     |
| 身高     | 157cm    |
| 生日     | 3月12日  |
| 種族     | 人族     |
| 聲優     | 松嵜麗   |
| 本名     | 藤堂秋乃 |

「墨丘利財團」的創立者，紫藤廬家的千金大小姐。與咲戀是舊識，同時也是擁有競爭意識的好友。
武器是一把雙手大劍。
有著非常好的投資眼光跟觀察市場的能力，很容易把生意做得很大賺到大筆的金錢，但是也會因為過度天馬行空的生意想法導致災難發生。
雖然同樣都是名門出身的大小姐，但與咲戀相比就顯得不黯世事 (尤其在理財方面)。
在現實中也是一名千金大小姐，為了去找主角坐私人直升機直接到學校，嚇到學校的師生。
優花梨
| 基本資料 | 介紹       |
| 年齡     | 22歲       |
| 身高     | 164cm      |
| 生日     | 3月16日    |
| 種族     | 精靈族     |
| 聲優     | 今井麻美   |
| 本名     | 綾瀨優花梨 |

原本在秋乃父親的麾下擔任經理一職，現在負責處理墨丘利財團的事務，過去還有擔任過聖騎士的經歷，有著十分優秀的劍術跟魔法。
處事給人感覺相當可靠，但私生活卻顯得有些脫線。
武器是一把單手長劍。
非常喜歡喝酒而且酒量十分驚人，總會因渴望愛情但苦於找不到對象而借酒消愁，酒品差到連自己都有自覺。
主角是少數能完全讓她袒露心情的人，喝完酒後一些性情會毫無遮攔地表現出來，心裡十分喜歡主角但是不敢表露出來，在主角面前總是想要表現成為一名成熟可靠的姐姐。
現實是一名忙碌的公司員工(社畜)，即便是下班公司也會臨時加派工作要她完成，有空閒的時候喜歡喝酒看動漫，被輕浮男騷擾的時候會找主角幫忙，假扮成情侶讓對方死心，但是心中會相當害羞，六星劇情中由於被親戚的小孩說有著大叔酒味，變得十分在意變得不想喝酒，主角在看到優花梨因為想要試喝啤酒很痛苦後勸她不要在意，優花梨決定嘗試試喝啤酒結果把宣傳用的啤酒都喝光，之後優花梨問主角她身上的味道好聞嗎，得到肯定的回答後，笑著的安心在主角的背上睡著，主角則背著優花梨走回家。
美冬
| 基本資料 | 介紹     |
| 年齡     | 20歲     |
| 身高     | 163cm    |
| 生日     | 11月11日 |
| 種族     | 人族     |
| 聲優     | 田所梓   |
| 本名     | 大神美冬 |

原本效力秋乃父親的麾下，現為墨丘利財團的護衛。興趣為傭兵和打工，凡事都講求效率與節省，碰上大拍賣更是絕對不會放過。
武器是一把戟。
訓練主角如何提升做事效率跟打工，在很大的程度上幫助主角在失憶的情況適應打工賺錢，之後主角甚至可以身兼多職的工作。
現實是一個大家庭的大姊，有著非常多的弟弟跟妹妹要照顧，由於家庭的生活費用有限，美冬養成了如何把效率發揮到最大，變成了一名效率至上主義者，六星劇情中邀請主角跟她全家去澡堂洗澡，在回取的路上挽住主角的手打算告白，結果被弟弟妹妹盯著看說不出口，只能夠不了了之。
珠希
| 基本資料 | 介紹     |
| 年齡     | 19歲     |
| 身高     | 158cm    |
| 生日     | 3月1日   |
| 種族     | 獸人族   |
| 聲優     | 沼倉愛美 |
| 本名     | 宮坂珠希 |

平常都在鯛魚燒的攤販打工，但在夜晚卻是劫富濟貧的義賊(只劫為富不仁之人)。
曾因為懷疑墨丘利財團而潛入行竊，但在失手後得知墨丘利財團做的是正當生意，並且雙方在打擊不肖商人方面有著一致的利害關係，於是成為「墨丘利財團」的一員。
武器是一把匕首。
對於鯛魚燒有著十分強烈的執著，非常的喜歡貓咪會餵養野貓，講話的時候一定會用喵做結尾。
現實是一名鯛魚燒攤販的店員，時常會天馬行空想出一些十分奇怪的口味讓主角嘗試。

## 暮光流星群（トワイライトキャラバン）
以尋找傳說的暮光之都為目標的公會，除了流夏其他公會成員多少都有些問題，每一名成員實力都十分強悍，實力是所有公會中最強之一，地下公會跟地痞流氓只要聽到外號就會聞風喪膽，基本上沒有什麼人敢跟她們做對，經常接受非常危險的委託。
流夏
| 基本資料 | 介紹       |
| 年齡     | 25歲       |
| 身高     | 167cm      |
| 生日     | 7月11日    |
| 種族     | 人族       |
| 聲優     | 佐藤利奈   |
| 本名     | 太刀洗流夏 |

公會唯一沒有別名的正常人兼公會會長（儘管本人不太願意），能夠當上公會長的原因是因為實力比公會其他人都還要強。
行事風格相當具有遊走江湖的大姊頭風範，不過非常討厭別人叫她大姊頭。
喜歡行俠仗義，看到有人受到欺負或是被欺騙便會見義勇為的出手幫助。
跟是熟人，兩人都因為喜愛釣魚有相當多的共通語言。
本人非常的怕鬼，只要有一點風吹草動就會被嚇得不輕，在泳裝劇情中流夏真的碰上鬼，為此嚇到整晚都睡不好，一點聲音都會讓她大聲尖叫。
現實是一名魚販，其名號在商店圈十分有名，不只商店圈的人喜歡她，地方有不少流氓混混十分崇拜她，在露娜之塔劇情中被妮諾瘋狂的崇拜著，接下流夏魚店的招客工作。
能力
| 武器跟能力       | 介紹 |
| 劍術跟武術       | 本人有著極為高超的劍術跟武術，能夠輕鬆單挑整個不良集團，在發怒的情況下可以瞬間擋下公會其餘四人的集中攻擊。 |
| 真打 絕海·波浪丸 | 流夏兩把武士刀的其中一把，個人劇情中是一把極為凶險的妖刀，裡面寄宿著只想著殺戮的怨靈，一個平凡人在握住之後便會被附身，並且瘋狂攻擊任何能夠看到的東西，在劇情中流夏成功擊敗了妖刀，怨靈則因為終於有人能夠配得上使用它而被超度了，之後流夏將波浪丸當作殺手鐧，非必要時刻絕不會出鞘。 |

深月
| 基本資料 | 介紹     |
| 年齡     | 27歲     |
| 身高     | 166cm    |
| 生日     | 3月7日   |
| 種族     | 人族     |
| 聲優     | 三石琴乃 |
| 本名     | 宵濱深月 |

別名「獨眼惡魔」。雖然是科學家，但卻有著「喜歡開發可疑藥品並找人當白老鼠」這種與密醫沒兩樣的另一面（其實本人毫不避諱大方地承認自己是密醫）。
在個人劇情中一直不斷的拿主角做實驗，記錄了下不少主角的身體數據，在主線劇情中跟似似花合作修復主角的精神、靈魂、記憶等。
本人十分擅長調配各種藥劑，雖然多少都會有一些副作用，但是不會影響到生命安全。
個性雖然相當的古怪，但是內心相當的善良，經常提供免費的治療跟藥劑給貧民窟的孩童。
十分的在意自己的年齡，跟克莉絲提娜一樣被稱為阿姨的時候會糾正對方的言詞。
跟優妮是熟識，算是師生的關係，優妮有不少奇奇怪怪的藥丸跟藥水都是深月提供的，在活動劇情中被優妮稱作媽媽而大發雷霆，認為她的年紀還沒有大到當媽媽的程度。
現實中本人是一名植物學家，十分不擅長應付動物，當動物靠近的時候就會手忙腳亂的，跟優花梨一樣十分的渴望談戀愛，為此還買得不少的書籍作參考。
杏奈
| 基本資料 | 介紹     |
| 年齡     | 17歲     |
| 身高     | 159cm    |
| 生日     | 7月5日   |
| 種族     | 魔族     |
| 聲優     | 高野麻美 |
| 本名     | 柊杏奈   |

別名「會走動的龍卷（歩く竜巻）」的賞金獵人，自稱「疾風之冥姬」的中二病患者。
中二病十分的嚴重，把自己的遊戲ID名稱取為「安妮羅潔·馮·修特帕魯（アンネローゼ・フォン・シュテッヒパルム)」，並且稱呼主角為「閃光的吉格魯特（閃光のシグルド)」，一直深信自己跟主角在前世的關係匪淺。
本人個性雖然中二病十分嚴重，但是內心十分的單純，內心相當喜歡主角但是本人並沒有自覺，在一些情況下會因為過度害羞臉紅跑掉。
跟七七香的關係非常的好，劇情中兩人經常一起行動，兩人有相當多的共通話題跟默契，在活動劇情跟主線劇情中兩人能夠合作釋放巨大的破壞魔法，幾乎沒有東西能夠抵擋得住。
本人的經濟來源是接受抓捕兇惡罪犯的委託，如果治安太好的會斷了杏奈的收入，讓其苦惱許久。
現實中的杏奈是一名宅女，經常去商店圈買ACG的周邊商品，裝扮也十分的中二為此吸引了不少孩童的眼光，但是本人似乎十分的害怕被同班同學或是熟人給認出來，在面對同學跟熟人的時候言行舉止跟正常人沒有兩樣，但是在小孩面前就會不斷地說出中二的話語，盡情地放飛自我。
七七香
| 基本資料 | 介紹       |
| 年齡     | 18歲       |
| 身高     | 166cm      |
| 生日     | 8月21日    |
| 種族     | 魔族       |
| 聲優     | 佳村遙     |
| 本名     | 丹野七七香 |

別名「蒐集家（」，自稱「敲口愛魔法少女（ぐうかわ魔法少女）」的宅女，平時說話也經常帶有與ACG相關的梗。
經常去蒐集奇怪的魔法書籍跟一些漫畫，只要看到中意的便會砸下重金買下，幾乎都能夠搶些別人一步買下，如果有人搶先她買下，七七香就會死纏爛打利誘對方希望能夠讓出來。
本人有別於杏奈的中二，七七香無論是言行跟舉止還有裝扮，都往魔法少女的方向看齊，在活動劇情中甚至開導栞跟霞如何使用魔法少女的力量。
跟杏奈的關係非常的好，劇情中兩人經常一起行動，兩人有相當多的共通話題跟默契，在活動劇情跟主線劇情中兩人能夠合作釋放巨大的破壞魔法，幾乎沒有東西能夠抵擋得住。
現實世界是一名宅女，相當喜歡魔法少女，經常去商店圈購物，狂熱到買下許多周邊產品。
惠理子
| 基本資料 | 介紹       |
| 年齡     | 16歲       |
| 身高     | 154cm      |
| 生日     | 7月30日    |
| 種族     | 魔族       |
| 聲優     | 橋本千波   |
| 本名     | 倉石惠理子 |

本行是經營花店，但卻具有別名「破壞者」的蘭德索爾最強保鏢。
病嬌屬性，對主角一見鍾情（其實是誤會忍跟骷髏老爹占卜的意思），面對與主角相關的問題卻總會用最危險的方式處理，造成佑樹對她有心理陰影，本作中，隨著與佑樹的羈絆增加後，佑樹也逐漸開始接納並關心著她。
跟深月一樣擅長調配藥劑，但是不是用於治療的，惠理子製作的比較像是媚藥，經常試圖讓主角吃下去，希望讓主角離不開自己。
雖然個性是病嬌，但是內心十分的溫柔，面對迷路的小孩大哭的情況，惠理子能夠很溫柔地安撫小孩的情緒，不會用任何惡意、脅迫的方式，讓小孩能夠安心下來。
本人的力氣十分的驚人，經常在不經意的情況下把東西砸個粉碎，活動劇情中惠理子單純的劈砍木材，結果木材瞬間變成了木屑。
現實世界是一名就讀於「八枝高校」的女高中生。

## 月光學院（ルーセント学院）
在蘭德索爾的一間私立學校，因為蘭德索爾沒有義務教育，所以有關於上學的事情不會強制，月光學院有著相當多各式各樣的種族學生，有著優秀的師資。
伊緒
| 基本資料 | 介紹     |
| 年齡     | 23歲     |
| 身高     | 162cm    |
| 生日     | 8月14日  |
| 種族     | 魔族     |
| 聲優     | 伊藤靜   |
| 本名     | 支倉伊緒 |

幫請產假的老師代課而來到「月光學院」，為了避免「月光學院」因學力低落而廢校，而開始教導該校成績不好的學生。
因为本身的魅魔特性，加上其性感的穿着与气质，会无意间魅惑周围人群甚至魔物，但其实性格天然呆且纯情，对自己的所作所为毫不知觉。
是次在沒有自覺的情況下誘惑到了主角，諸如：在海邊游泳的時候被海帶纏住身體，伊緒拜託主角把她泳裝裡面的海帶拿出來。
本人由於受到少女戀愛書籍的影響，十分的憧憬談戀愛的感覺，在就讀大學期間一次戀愛都沒有談過所以想要體驗看看。
對主角很有好感，但是伊緒因為師生關係一直認為不該跨越，但是最後還是鼓起勇氣邀請主角跟她約會。
在現實世界伊緒是主角班級的國語教師兼班導師，跟主角的關係相當的好，為此主角被班上的男同學敵視甚至被追殺。
跟美里老師是熟識的關係。
鈴奈
| 基本資料 | 介紹     |
| 年齡     | 17歲     |
| 身高     | 167cm    |
| 生日     | 4月10日  |
| 種族     | 魔族     |
| 聲優     | 上坂堇   |
| 本名     | 美波鈴奈 |

辣妹系人氣模特兒，然而課業方面卻是致命級的差。
不但背不熟九九乘法表，甚至還將因失憶導致缺乏常識（但學習速度很快）的主角稱為「秀才（ヒデサイ）」，而不是「秀才（しゅうさい）」。
本人有著十分驚人的運氣，在一次在好奇心的驅使下進入一間賭場，單純的憑藉直覺就把賭場所有的錢都贏了下來。
在蘭德索爾是十分知名的模特兒，受到不少的女性跟少女的崇拜，有著大量的女粉絲，寫真集也受到大量男性的歡迎。
在現實世界中鈴奈也是一名十分知名的模特兒，經常在各種娛樂雜誌上當封面人物，跟望是熟識，在露娜之塔劇情中兩人一起舉辦一場大型演唱會。
美咲
| 基本資料 | 介紹     |
| 年齡     | 11歲     |
| 身高     | 120cm    |
| 生日     | 1月3日   |
| 種族     | 魔族     |
| 聲優     | 久野美咲 |
| 本名     | 玉泉美咲 |

年僅11歲便自稱「成熟淑女」的早熟女孩。
一直認為自己是大人了，十分的討厭被當成小孩子對待。
為了表現得像大人一樣，經常勉強自己做出自己不擅長的事情，諸如：穿高跟鞋走路結果狠狠地摔了一跤、為了證明自己很成熟去吃苦瓜，結果被折磨得十分難受。
跟鈴奈是非常好的朋友，經常去逛街購物。
現實世界是一名就讀於「上園小學」的小學生。

## 純白之翼 蘭德索爾分部（ヴァイスフリューゲル ランドソル支部）
莫妮卡·拜斯溫特
| 基本資料 | 介紹            |
| 年齡     | 17歲            |
| 身高     | 138cm           |
| 生日     | 7月28日         |
| 種族     | 人族            |
| 聲優     | 辻步美          |
| 本名     | 莫妮卡·拜斯溫特 |

《巴哈姆特之怒》的合作角色，也是目前唯一有主線與公會劇情的合作角色。
為了向祖國報告蘭德索爾的情況而前來臥底的軍人。由於個子嬌小而被人當成小孩子，本人也非常反感，但却总会露出孩子气的一面。这也因此無法加入別人的公會，於是產生「乾脆自己創一個公會」的想法，並招攬剛好出現在同一個地方的妮諾、小雪、空花加入。
妮諾·珠貝爾
| 基本資料 | 介紹        |
| 年齡     | 16歲        |
| 身高     | 163cm       |
| 生日     | 8月31日     |
| 種族     | 人族        |
| 聲優     | 佐藤聰美    |
| 本名     | 妮諾·珠貝爾 |

熱愛日本文化的外国人 (现实中是法国人)，卻經常對日本文化有錯誤的認知而不自知，虽然興趣是開發忍術，但造型却胜似武士，说话时带有デース (DE-SU，“是也”) 的口癖。認定主角是將來能一統天下的「將軍」。
雪
| 基本資料 | 介紹     |
| 年齡     | 14歲     |
| 身高     | 150cm    |
| 生日     | 10月10日 |
| 種族     | 精靈族   |
| 聲優     | 大空直美 |
| 本名     | 虹村雪   |

是所有公主中唯一的偽娘角色。自认为是世上最美、最可愛的人，也认为美丽不分性别界限。其自戀程度甚至誇張到手杖上頭都有一面鏡子，好讓隨時可以用來欣賞自己，並陶醉於自己的美貌。
空花
| 基本資料 | 介紹     |
| 年齡     | 18歲     |
| 身高     | 157cm    |
| 生日     | 11月19日 |
| 種族     | 人族     |
| 聲優     | 長妻樹里 |
| 本名     | 遠見空花 |

是個不管碰到什麼事情，都會以被虐待的方向妄想的被虐狂。稱呼主角為「虐待狂先生」。
步未
| 基本資料 | 介紹     |
| 年齡     | 16歲     |
| 身高     | 155cm    |
| 生日     | 4月7日   |
| 種族     | 精靈族   |
| 聲優     | 大關英里 |
| 本名     | 石橋步未 |

不論前作或Re:Dive，官方在劇情初期都讓她以路人角的方式登場，到後來才正式給她戲份並公布名字。稱呼主角為「學長」，看似純情，但實際上的行為卻完全是個跟蹤狂。

## 聖德蕾莎女學院 好朋友社（聖テレサ女学院 なかよし部）
優妮
| 基本資料 | 介紹       |
| 年齡     | 18歲       |
| 身高     | 142cm      |
| 生日     | 2月28日    |
| 種族     | 人族       |
| 聲優     | 小原好美   |
| 本名     | 真行寺由仁 |

聖德蕾莎女學院高中部三年級，學院內的優等生。
學院內的優等生，但是只對自己有興趣的事物感興趣，在學院中唯一被冠有「博士」之名的學生，有屬於自己的研究室「象牙之塔」，沒上課的時候都窩在塔內寫自己的專屬論文。
文科出身，但意外地擅長魔法與魔導機械工學等理科技能，曾為了完成墨丘利財團要求的商業簡報而參考了古代書籍，打造出以魔法為動力源的小型無人機「優妮升機」，但因機能不全而自爆損毀，但秋乃卻因為這台機器而激發了她的商業熱情。
曾讓主角與修復好的「優妮升機」進行AI對話測試，卻不小心問出了克蘿依的三圍情報，但爆料出開頭的「80」之後就被她打斷，這件事情因此成謎。
角色個人現實夢境劇情第一位想邀請主角結果被主角找理由拒絕的人，在露娜塔跟靜流的劇情裡搶主角亦輸給了靜流。
曾靠自己收集的資料推理出，所處的蘭德索爾可能是虛假的世界。
聖德蕾莎女狂人之一。
琪愛兒
| 基本資料 | 介紹       |
| 年齡     | 16歲       |
| 身高     | 156cm      |
| 生日     | 9月15日    |
| 種族     | 人族       |
| 聲優     | 佐倉綾音   |
| 本名     | 風間琪愛兒 |

聖德蕾莎女學院高中部一年級。
有著能夠和他人秒速成為好友（自稱）的社交能力，口頭禪為「切嚕（ちぇるーん♪）」（被克蘿依吐槽，這是抄襲自初音的「閃亮亮☆（キラー☆）」）。
想把自創的切嚕語發揚光大，夢想是將該語言成為蘭德索爾認證的第二語言，曾藉助優妮與克蘿依的幫助，打造了具有AI功能的布偶「會說話的小琪愛兒」。
各方面來說都是天才，體育跟智育都在學院頂尖水準，戰鬥方式雖然亂來但卻非常有效，據琪愛兒的說法:他只是在看過別人進行武打動作就學起來了。
在學院內被視為問題人物之一，因口頭禪而時常被同期生誤解有電波系屬性。
是「慈樂之音」的忠實粉絲，寄粉絲信時也會呈現她平常說話的語氣，但在當事者面前會變得非常內向，甚至不敢承認寄粉絲信的人就是她。
聖德蕾莎女狂人之一。
克蘿依
| 基本資料 | 介紹     |
| 年齡     | 17歲     |
| 身高     | 154cm    |
| 生日     | 8月7日   |
| 種族     | 精靈族   |
| 聲優     | 種崎敦美 |
| 本名     | 黑江花子 |

聖德蕾莎女學院高中部二年級。
由於是在治安差的地區中成長的，所以口氣上和穿著上皆不良，但卻因此有許多粉絲。
曾說自己是初音的遠房親戚。
實際上與第一印象相反，性格溫柔，熟人甚至會覺得是個很可愛的人。
曾經陰錯陽差接了一項神秘打工，而該打工內容就是本作中「王都終末決戰」討伐「霸瞳皇帝」旗下的四天王之一。
對於時尚有著不同的見解與獨特品味，有在服飾店打工的經驗，夢想是開一家屬於自己的個人服裝店。
崇拜具有英雄人格特質的人，私下對被稱為「龍殺手」的美冬有好感，是美冬的頭號粉絲。
聖德蕾莎女狂人之一。

## 龍族巢穴（ドラゴンズネスト）
由帆稀創建，主要公會目的是找出世界變異的原因，還有盡可能地找到龍族同類加入，主要在跟地下公會跟黑社會打交道，還有在市場販售商品籌措公會資金。
帆稀
| 基本資料 | 介紹     |
| 年齡     | 25歲     |
| 身高     | 168cm    |
| 生日     | 4月17日  |
| 種族     | 龍人族   |
| 聲優     | 大西沙織 |
| 本名     | 遠野帆稀 |

「龍族巢穴」的公會長，被2人稱為老大，平時總是擺出一副傻大姐的模樣，眼睛平時是瞇起來並且面帶微笑的說話，這種表情反而略微恐怖，喜歡裝的陰陽怪氣不說實話，還有不斷的打謎語讓人猜不透，實際上是一個老謀深算、心狠手辣、陰險狡詐、不擇手段的狠角色，還是一個不亞於克莉絲提娜的戰鬥愉悅狂，即便是憤怒軍團最有謀略的阿澤爾德也難以看出帆稀的思路，跟諾維姆一樣擁有著完整現實世界的記憶，武器是一把外型特殊的法仗。
身邊有一頭黃色會噴出巨大烈火類似龍的小型寵物，名字叫做拉格（ラーゴ），帆稀懶得動手的時候會讓牠動手，平時跟帆稀一樣瞇著眼睛而且不斷打哈欠，但是帆稀在覺醒或是認真戰鬥的時候一樣會張開眼睛。
有著不亞於七冠的強大實力，對於各種魔法都十分精熟且強大，眼睛在睜開的時候會散發著血紅色的光芒，似乎有著看穿一切的能力，在開啟龍族覺醒後可以把魔力媲美霸瞳皇帝的蘭法壓著打。
現實世界跟祈梨是一起遊玩阿斯特朗傳奇的夥伴，而且似乎十分疼愛祈梨，還是一名筆名叫做龍膽掃帚（竜胆ほうき）的同人畫師，不過同人繪師是興趣而不是本業，本業是一名職業駭客，專門接收偷取商業機密跟各式有價值的資料的委託。。
現實與流夏是同班同學，作為漫畫家的同時也是類似駭客的存在，在個人劇情中表示龍人族的存在是透過作弊而得來的，因其認為七冠把阿斯特朗當做私產的做法不對，想透過自己的力量來幫助密涅瓦。
嘉夜
| 基本資料 | 介紹     |
| 年齡     | 16歲     |
| 身高     | 156cm    |
| 生日     | 6月25日  |
| 種族     | 龍人族   |
| 聲優     | 小市真琴 |
| 本名     | 鬼道嘉夜 |

有暴衝屬性，擅長物理攻擊，熱愛與他人鬥爭，又稱打架狂（喧嘩バカ）。
對除打架以外的工作都沒有興趣，一聽到「戰鬥」、「打架」一類的詞就會興致高漲。
雖然身為打手，但在其所屬幫派頭目的指引下在某個小巷子裡劃了一個領地，用於撫養因為父母「消失」而不得不靠盜竊生活的小孩，也展現了自己善良的一面。
現實中曾在空手道場接受過訓練，但對打架卻沒有什麼興趣，而哥哥鬼道大悟是主角住地附近有名的打架狂魔，因此招惹了不少混混。
曾在與主角交流的過程中透露出龍族的人知道「巨變」發生前的世界，而現實中「阿斯特雷亞」遊戲裡的龍族也是剛加入不久的新種族。
在現實世界中與春咲日和是同學。
祈梨
| 基本資料 | 介紹       |
| 年齡     | 13歲       |
| 身高     | 145cm      |
| 生日     | 9月29日    |
| 種族     | 龍人族     |
| 聲優     | 藤田茜     |
| 本名     | 一之瀨祈梨 |

笨蛋屬性而且十分的毒舌，明明膽子非常的小又喜歡裝的很強，一直想要幹掉帆稀座上老大的位置，以下剋上是她的目標。
會從口中噴出火焰（打噴嚏也會），武器是一柄類打地鼠遊戲機的巨大錘子。
現實世界是一名十分容易哭，而且不擅長表達跟別人溝通的孩子。

## 阿爾克絲鍊金堂（アルケス錬金堂）
露易絲瑪莉
配音：鈴代紗弓
號稱其鍊金術絕對不會失敗，有著鹿角的獸人少女，對主角有很明顯的好感。
彩羽
配音：青山吉能
帶著大太刀和捕蟲網的大塊頭劍士，其實力與好戰的個性都備受克莉絲提娜欣賞，然而實際年齡只有10歲，也有著像抓蟲這類小朋友會有的興趣。其身體是因鍊金術藥水的效果導致與苑身心互換造成的。
苑
配音：井上穗乃花
身材嬌小，戴著眼鏡的白髮妖精族少女，阿爾克絲鍊金堂的店主，準時下班主義者。其身體是因鍊金術藥水的效果導致與彩羽身心互換造成的。

## 其他角色
米奈娃
配音：大關英里
由WISDOM的七冠所有人費盡心血所創造出來的超級人工智慧，主要工作是管理遊戲「阿斯特朗傳奇」，基本上可以控制遊戲裡面的一切是裡面的GM，有著強烈的自我意識不願意被七冠控制。
在前作裡駭入了跳躍王的角色帳號據為己用。
在前作的劇情中宣布只要有人登上索爾之塔的頂端，她就會實現那個人的願望，吸引了不少人登入了阿斯特朗傳奇遊玩，沒有經過WISDOM的同意自己自作主張。
第二部第3章在主角陷入沉睡的時候出現在夢境裡面，說明她把主角破碎的靈魂再次重新組回成99.9%，但是她沒有料到缺少的那0.1%竟然會有這麼巨大的影響，認為人類真的很有趣，並且對主角打敗霸瞳皇帝感到欣慰，認為產生了全新的可能性，但是她沒有辦法干涉只能夠靜靜地觀察，在交談的這段期間，米奈娃說把所有人困在這個世界不是她做，她不會這麼做也沒有這種嗜好，對於現實世界稱呼這場災難為「米奈娃的禁錮」感到有些惱火，認為她莫名其妙的扛下所有的罪責，提醒主角如果要拯救所有人必須要收集齊全索爾寶珠，正當米奈娃要繼續說的時候突然被打斷，有一個存在發現她的蹤影，她驚惶的向主角求救說一切都拜託他了，必須阻止不斷的輪迴，隨後發出慘叫消失在夢境中。
第二部第7章根據似似花的說法，米奈娃的能力不只是管理遊戲這麼簡單，還能夠控制全球的金融體系、通訊系統、情報偵察系統、軍事武器系統等，幾本上只要能夠進行連接的任何電子系統，米奈娃通通都能夠掌控，是非常危險的存在，也是因為這樣聯合國才會如此的關注米奈娃的禁錮，並且將七冠作為全球通緝犯，似似花為了防止回到現實世界被抓捕，打算把米奈娃據為己有。
第二部第9章主角群在解救跳躍王以後，主角抱住跳躍王的時候看到了米奈娃，得到了比以往更加強大的強化力量，公主騎士的能力又躍升了一個檔次。
根據美空的說法，厄莉絲是米奈娃創造出來的，是作為優衣的緊急臨時複製品來完成願望，可以說米奈娃就是害所有玩家無法離開遊戲世界的元兇之一。
在第二部劇情中主角公主騎士的力量跟米奈娃的力量相互融合，產生了名為「公主型態」的特殊強化模式，可以讓變身者的力量遠遠超過以往，即便是主角的一般強化都難以比擬，如果變身者跟主角的羈絆越加深刻，變身時候所發揮的力量就會變得更加強大，在使用這項強化的時候主角會聽到米奈娃，並且開始詠唱。
在可可蘿的個人劇情中，長老讓可可蘿跟具有初步意識的米奈娃交談，從而讓米奈娃可以更加快速的學習人類，也是可可蘿少數的朋友之一。
第二部第12章確定在厄莉絲的體內。
花凜
| 基本資料 | 介紹     |
| 年齡     | 24歲     |
| 身高     | 152cm    |
| 生日     | 9月12日  |
| 種族     | 人族     |
| 聲優     | 洲崎綾   |
| 本名     | 觀崎佳凜 |

公會聯絡者，兼公會監督者。
早就知道公會小屋的二樓和三樓都住有不明生物，但為了試探美食殿堂到底有沒有資格接受國家援助，而故意讓他們去調查。
愛梅斯
配音：相坂優歌（遊戲版、電視動畫第2期）、高橋李依（電視動畫第1期）
| 基本資料 | 介紹     |
| 身高     | 150cm    |
| 生日     | 2月18日  |
| 種族     | 不詳     |
| 聲優     | 相坂優歌 |
| 本名     | 菲歐     |

本作主線前期以及角色個人劇情的說書人，真實身分為前作主角群的嚮導妖精「菲歐」，由於自身處於故障狀態，只能在夢境世界存在而無法干涉（遊戲世界的）現實，所以委託可可蘿作為其代理人，引導主角在遊戲世界中進行冒險。
第一部指派可可蘿作為主角的嚮導照料失憶的主角，十分的喜歡可可蘿。
第二部第1章中似乎因憤怒軍團的關係發現自己已經不太能再次聯絡上主角，但在連線中斷前她還是説「希望有一天我能和你一起戰鬥」，後來主角再次進入夢境已經不能再見到愛梅斯。
第二部第3章中，破曉之星全員受似似花委託前往索爾之塔尋找素材，但他們在塔頂發現封印愛梅斯的水晶棺已經消失。
第二部第6章向涅維亞發出求救訊號後一度下落不明，後因某些原因成功跟主角聯繫，說明索爾之塔的情況很混亂，讓她必須東躲西藏不被發現，揭露了憤怒軍團的真實來歷及目的，軍團所有人都是在米奈娃禁錮事件後才進入遊戲，解釋了主角夢到現實相關的記憶是經過她稍作修改的，為了不被系統發現而做出的無奈之舉，也是為了讓主角能一點一點的恢復記憶，說如果優衣知道真相會直接精神崩潰，並要求主角好好守護優衣，以及誓言要好好引導主角到最後。
第二部第9章幕間被彌勒捕捉到，在夢境中向主角求救。
七週年揭示了其與菲歐的原型，是一名叫“幸雨澄花”的初始玩家。
尾狗刀
| 基本資料 | 介紹       |
| 年齡     | 18歲       |
| 身高     | 182cm      |
| 生日     | 10月8日    |
| 種族     | 人族       |
| 聲優     | 子安武人   |
| 本名     | 尾狗刀詠斗 |

在前作與矛依未是共同行動的伙伴，但在Re:Dive卻因失憶而不認得她（實際上是裝的）。
第一部取代克莉絲提娜成為王宮騎士團副團長，王宮騎士團全員都被霸瞳皇帝的洗腦裝置影響，只有尾狗刀用魔法保護頭部不受影響，他相當反感洗腦這種行為，決意調查出世界變成這樣的幕後主使者是誰，在主角營救佩可的行動中暗中救了主角。
在霸瞳皇帝敗北之後行蹤不明。
第二部第7章再次現身，不斷的躲避諾維姆的追查，選擇加入救贖之手的行列，聽到救贖之手對諾維姆感到相當有興趣後，笑著警告如果他敢對諾維姆動手絕對會讓他很不好受。
第二部第9章前來支援厄莉絲，又再次在諾維姆面前裝作不認識。
矛依未
| 基本資料 | 介紹       |
| 年齡     | 16歲       |
| 身高     | 148cm      |
| 生日     | 8月11日    |
| 種族     | 人族       |
| 聲優     | 潘惠美     |
| 本名     | 園上矛依未 |

流浪在蘭德索爾的謎之少女，掌握著這個世界的關鍵信息，也是推動劇情發展的關鍵人物。
在前作以「諾維姆（ノウェム)」的名字與主角等人處於敵對關係，第一部為了對抗霸瞳皇帝並喚醒尾狗刀的記憶，而與主角等人合作。
事實上在現實世界中，她是貨真價實的超能力者，前作中七冠的能力就是基於她的超能力而開發的，也因為這份能力使她被七冠「保護」，實際上是作為實驗體被軟禁。
少數沒被霸瞳皇帝竄改記憶而失憶的角色，之所以沒有失去記憶，也是因為在世界被改寫之前用超能力保護了自己，前作時期因為擔任測試人員的關係，而能使用最強武器(外掛)「天樓霸斷劍」，在Re:Dive使用的則是拉比林斯達以能力幫她構造出極其相似的複製品。
第二部在眾人擊派霸瞳皇帝後，尾狗刀便失蹤了，矛依未則踏上了尋找他的旅途。
似似花
| 基本資料 | 介紹         |
| 年齡     | 24歲         |
| 身高     | 149cm        |
| 生日     | 3月24日      |
| 種族     | 精靈族       |
| 聲優     | 井口裕香     |
| 本名     | 現士實似似花 |

前作《公主連結》中的七名超越者——「七冠」之一，別名「變貌大妃」
擁有能變身成所有存在於世上的生物、無機物的能力，甚至能製造出自己的分身。
前作曾經製作的大批的高還原優衣贗品對抗主角，戰敗後，被身為同盟的"霸瞳皇帝"背刺而落幕，最後和其他七冠一起在現實進行著事件的善後的處理工作。
第一部本體被霸瞳皇帝派軍隊抓捕到，被當成洗腦裝置的動力源，直到第12章才被主角群連同貪吃佩可與凱留救出。
第二部第3章中幫助主角恢復記憶，讓他吃下特製的藥品陷入熟睡，之後待在王宮內替佩可處理各項的政務，當憤怒軍團公會長贊恩抵達王宮門口選擇變身起來躲避。
第二部第7章憤怒軍團的卡里莎前來抓捕似似花，似似花相當的瞧不起卡里莎，但是最終被卡里莎的激將法刺激到，憤怒的似似花把他打倒打算捉去審問，但是被突然現身贊恩擊退，似似花本來想把贊恩跟卡里莎一起抓住，但是她過分低估贊恩的實力，面對贊恩壓倒性的實力即將被抓住之際，公主騎士真崎衝出來救下似似花，似似花知道自己沒有勝算直接跟真崎一起逃跑。
後揭示了其已接收了霸瞳皇帝的魔力與智慧，並成功掌握了蘭德索爾的實權，然而最終目標仍然是要獲得米奈娃的控制權，並認為只要控制了米奈娃就能解除「米奈娃的禁錮」，讓眾人回到現實世界，順便將米奈娃為己所用。
第二部第7章幕間在王宮被厄里斯和她的三位手下抓走。
第二部第9章被美空洗腦當作一個可以使用的棋子，角色的權能跟數據全部被取出來。
第二部第12章解除洗腦，但是厄莉絲注入魔力的話，還是會遭到洗腦。
根據第一部第13章及15章以及第2部第3章的內心獨白顯示該角色有不輸霸瞳皇帝的野心，只是跟霸瞳皇帝相比懂得忍耐跟收割。
現實世界中是政府官員，當過主角的代班老師，曾對主角說過代班期間是第一次也是唯一一次現實世界的見面，然而在新年一開始卻以家庭訪問為由拜訪了主角並進了他的家檢查考試成績、說教主角以及做飯，並解釋「居然輕易相信敵人說的話，你還真是個老好人呢，這只是隨口說說罷了」。
霸瞳皇帝
| 基本資料 | 介紹     |
| 年齡     | 29歲     |
| 身高     | N/A      |
| 生日     | 7月1日   |
| 種族     | 獸人族   |
| 聲優     | 蒼井翔太 |
| 本名     | 千里真那 |

現實世界的本體為男性，但為了能夠實現自己的野心而在遊戲中而創立女性角色，並以該身分行動（索爾之塔比賽只有女性能參加），前作最大反派及本作第一部反派，在Re:Dive序章擊敗主角一行人，竄改了絕大多數玩家的記憶。
百地希留耶（凱留）的遠房親戚和前期的崇拜對象，也是給凱留公主騎士能力的人，兩人在現實中亦曾見過幾次面。
前作決戰敗給了主角群後，拉著主角一起被捲入遊戲的重置中導致意識資料遺失並無法被米奈娃（ミネルウァ）所找到與修復，被判定無法回歸現實。
現實中是個IT天才，手下擁有數家IT企業，也是前作和本作的舞台，也就是虛擬遊戲《阿斯特雷亞》的領頭開發者，但是他的野心相當大，一心想要創造一個由自己統治的世界，其性格扭曲與個人的經歷有關，米奈娃（ミネルウァ）曾表示該角色的願望不是發自內心。
奪走並取代了貪吃佩可的真名（尤絲蒂亞娜·F·阿斯特賴亞（ユースティアナ・フォン・アストライア）及能力，還有她在皇家的存在，並給自己賦予了公主騎士的能力。
十分的忌妒晶的才華與能力超越自己。
自稱自己是無法被認可為主角的壞蛋，並以身為神自豪，但實際上內心的心願是想成為一名公主被騎士守護。
自尊心強烈，喜歡保持孤高，不與任何人交心，即便是同為七冠的同胞也一樣，因此被晶評斷他永遠無法超過自己的極限，也永遠無法達成他的願望，最後都會因為達到極限而自滅。
前作《公主連結》中的七名超越者——「七冠」之一，別名「霸瞳天星」，能夠讀取《阿斯特朗傳奇》中所有數據，在應用上能藉由這些數據完全模仿他人動作甚至複製他人的能力，同時也是七冠之中實力最強的一位。
本人的魔力十分的龐大，可以釋放炸毀整座山區的戰略級破壞魔法，跟堅硬到即便是誓約女君的全力也無法破壞的屏障。
第一部第15章提及在阿斯特朗的世界觀中，魔力（マジック）指的是釋放的魔法能力，而和瑪那（マナ）指的是釋放一切能力所需的能量，兩個概念並不完全相同，而後者字彙正好與真那（マナ）相同。
第一部第15章被主角群擊敗，被終身鎖在王宮的特製監獄。
第二部第3章主角的夢境中，夢境中主角群由於羈絆不夠而敗給霸瞳皇帝的時間線，霸瞳皇帝在消滅掉主角群後吸收了整個大陸的魔力，認為自己已經成為至高無上的存在前去消滅厄莉絲，結果被輕易的殺掉世界再次被厄莉絲重置，陷入了輪迴之中。
第二部第3章憤怒軍團公會長贊恩親自前來抓捕他，但是拉比林斯達前去阻擊贊恩為此逃過一劫。
第二部第5章根據帆稀的說法，霸瞳皇帝在被擊敗以前不斷的修復世界的破洞，但是現在他已經不在了，整個世界出現看不見的巨大破口，提醒凱留要小心不陷落進去了。
第二部第9章根據美空的說法，厄莉絲的誕生是因為前作決戰中，優衣在許下願望後被霸瞳皇帝給消滅掉，米奈娃因為優衣的消失無法實現願望產生錯誤，為了解決問題米奈娃創造了厄莉絲來當作替代品，厄莉絲是造成米奈娃禁錮產生的主因，也因為這樣霸瞳皇帝跟米奈娃是造成所有人無法離開遊戲的真正根源。
拉吉克馬爾·拉吉尼坎特
配音：杉山紀彰
前作《公主連結》中的七名超越者——「七冠」之一，別名「跳躍王」，同時也是公會永恆集會會長，除了瞬間移動外還具有操縱被自己公會成員擊倒的玩家的能力，永恆集會大部分的成員都是這樣洗腦來的。
然而在前作前半段故事中，也就是在永恆集會解散前，其帳號都是由米奈娃（ミネルウァ）所操縱的，因此算是半個冒牌貨。
本人有著十分強悍的格鬥技巧，實力相當強大。
有著名為「空間跳躍」的七冠的權能，能夠移動到任何的地方或是進行瞬間移動攻擊對手，能夠傳送多人進行移動，但是人數太多的話會沒有辦法做到傳送。
脾氣十分暴躁，在晶的個人劇情中動不動就想要跟晶打架。
第一部劇情中協助主角群參與跟霸瞳皇帝之間的戰鬥。
第二部劇情中被贊恩抓捕到，蘭法將其困在水晶當中。
第二部第9章被主角群解救出來，幫助主角群傳送回到蘭德索爾跟憤怒軍團戰鬥。
本人主要在現實世界中行動，協助長老跟晶處理米奈娃禁錮的事件，極少登入遊戲中但是他的角色卻被別人拿來使用，為此他說要調查出來究竟是誰在搞鬼。
大悟
配音：中井和哉
本名鬼道大悟（鬼道 大悟），嘉夜的哥哥，主角認識的不良少年，前作被AI米奈娃假扮的七冠“跳躍王”所選中，成為公會"永恆集會"所屬的公主騎士，被其擊倒的玩家，事後都不能再次登入遊戲，後來還被賜予“跳躍王”所屬的固有能力“跳躍攻擊”，被主角群打敗後也無法登入遊戲，後來在模索路晶的幫助下，得以重新登入遊戲作為主角的外援作戰，不過不再具備“公主騎士”的固有能力。
真崎
配音：井上剛
本名狂真咲真軌（狂真咲 真軌），似似花的公主騎士，對似似花非常崇拜與忠誠，在似似花被王宮騎士團抓走後更是不顧自己受了重傷想把似似花救出。
前作肩負著對於似似花的護衛任務和私底下對於國際組織Wisdom進行調查的任務基於防止犯罪和治安維護，以及幫助AI米奈娃的願望，而成為公主騎士，擁有召喚BUG怪獸的能力，此外，身為公主騎士的能力為「煌輝創正」，讓怪獸產生BUG，打算追捕千里真那，似似花失敗後，因為無法登出，將一切坦白之後，便與鬼道大吾一起去阻止襲來的魔獸大軍，並將解決千里真那的任務寄託在了主角群身上。
第二部第7章幕間，看到似似花被抓走，要對厄莉斯的三位手下攻擊，結果遭到她們的反擊而倒下。
涅比亞
| 基本資料 | 介紹     |
| 年齡     | 不詳     |
| 身高     | 不詳     |
| 生日     | 不詳     |
| 種族     | 不詳     |
| 聲優     | 相坂優歌 |
| 本名     | 涅比亞   |

愛梅斯的姐妹，喜歡惡作劇，會使用幻覺之霧（幻惑の霧），在霧中，玩家會把其他人看成是怪獸。
這也使最初的她被認為有設計缺陷，但愛梅斯認為她是最優秀的導航妖精。
有著十分惡趣味的個性，對於戀愛有著十分強烈的好奇心，第二部第1章故意煽動其他人吻主角，經常被幼兒化的主角跟雪菲當成玩具或是奶嘴，基本上除了涅比亞跟愛梅斯，所有的嚮導妖精都因為世界的重置被消滅掉，由於是世界被重置前的的存在，所以涅比亞不能夠擅自離開公會小屋，不然會被系統判定是BUG被清除掉。
經常在公會小屋跟凱留拌嘴，時常把凱留氣的不輕大罵她是：「害蟲色情妖精(害虫エロ妖精)」。
第二部第3章中面對獨自留在公會小屋看家的凱留時，反覆暗示凱留與主角的感情，此時的涅比亞已有聯繫不上愛梅斯的徵兆。
第二部第6章在愛梅斯跟其發出求救訊號後再也聯繫不上愛梅斯。

## 第二部
雪菲
配音：近藤玲奈
參見#雪菲
豪紳
配音：木內秀信
蘭德索爾的議長，克蕾琪塔的上司，典型蘭德索爾貴族思想，對獸人族亦有所謂的種族歧視。
霸瞳皇帝在位時就是貴族成員，表面上和眾貴族都表現出對貪吃佩可的絕對忠誠，但實際上對佩可的為人處世不是很滿意，多次勸說其端正自己的王族形象。其實只是想攀附權貴取得更大的私利。
是個極其腐敗的貪官，利用佩可不懂政務在財報上面偷偷修改金額，來騙取大量的公款據為己有，所幸的是佩可清楚自己能力不足，委託似似花代替她審查複雜的公文文件，由於似似花對於公務非常熟練所以豪紳動的手腳被輕鬆識破，沒有讓他得逞。
手下統領有別於王宮騎士團的「黃金之手」私人衛隊。
跟救贖之手有一定關係，同時也是這世界蘭德索爾王族推翻計畫的提出者。
第二部第6章篡奪了克蕾琪塔的公會，派人追殺她滅口。
第7章試圖篡位貪吃佩可的王位，聯合其他貴族還有黃金之手打算政變，大量的兵力被公主型態凱留的全方位攻擊摧毀，豪紳跟其他殘兵只能夠狼狽地逃進下水道，看到克蕾琪塔沒死還一副趾高氣昂的樣子十分憤怒，後被智、茉莉聯手打倒，被貪吃佩可、凱留、純、智、茉莉、王宮騎士團等人逮捕，之後看守他監獄的衛兵被擊倒，豪紳看到是救贖之手的人本來鬆一口氣，但是發現救贖之手並不是來救他的，豪紳不斷拼命的求饒但最後還是被殺死。
厄莉絲
| 基本資料 | 介紹     |
| 年齡     | N/A      |
| 身高     | 168cm    |
| 生日     | 2月15日  |
| 種族     | 人族     |
| 聲優     | 桑島法子 |
| 本名     | 紫苑愛莉 |

第一部最末尾首次登場。
似乎是米奈娃禁錮的元兇，讓所有人失去記憶無法離開遊戲，米奈娃在第3章主角的夢境中跟主角說這個慘劇不是她做的，她絕對不會這麼做，諾維姆跟帆稀都稱優衣為：「諸惡的根源」。直到第二部第9章第9話，經過美空的解釋，矛依未才意識到自己當時看到的「優衣」其實是厄莉絲，厄莉絲才是真正的「萬惡之源」。
有著極為可怕的力量是劇情當中最為強大的存在，即便霸瞳皇帝豁出全力應戰仍然被輕鬆的消滅掉，似乎是奪取了米奈娃的能力才能夠達到如此境界。
跟憤怒軍團處於合作關係，由於無法自由行動，只能夠把事情委託給軍團。
美空是厄莉絲派進去憤怒軍團的眼線，觀察軍團成員的弱點。
本人一直不斷的監視著主角群的行動，把主角群所在位置告訴美空讓她通知其他軍團成員。
跟優衣有著密不可分的關係，第9章正式露脸，容貌和优衣一模一样。
第二部第3章揭示了其不停的在霸瞳皇帝殺害主角群後，殺死挑戰她的霸瞳皇帝並重置遊戲世界。
第二部第7章能夠暫時親自行動後，讓美空引誘出誓約女君輕鬆地抓到了誓約女君，變貌大妃則在王宮被她抓住，抓到的兩名七冠交給美空保管。
第二部第9章第9話由美空解釋是在主角、破曉之星與霸瞳皇帝的最終決戰的最後階段(第一部序章的劇情)，優衣向米奈娃許願（根據前作劇情，為了徹底挫敗霸瞳皇帝的計劃，需要破曉之星三人中選出一人向米奈娃許願，並分為三條結局線，而續作看來是接續了前作的優衣線，或至少是時間線比較接近），米奈娃也回應了她的心愿試圖實現這一願望，結果卻在中途因霸瞳皇帝的干擾導致優衣被強制下線。在沒有許願對象的情況下，「運營世界，實現願望的裝置」米奈娃發生了異常（bug），為了解決這一異常情況緊急創造了一個新的帳號，即厄莉絲。
幾乎是優衣的完全複製體，所以優衣對主角的愛意也一併複製過去，令厄莉絲執意地想樣製作一個只有她跟主角的幸福世界，由於優衣的願望成為了世界的法則，厄莉絲所希望的世界是不可能發生的，每當厄莉絲想要修改時系統便會判斷這跟優衣的願望不符合再度重置世界，厄莉絲不斷的嘗試陷入了瘋狂的境地，終於在一次的時間線主角群成功擊敗霸瞳皇帝，讓厄莉絲看到了一絲的希望，從而跟美空不斷的策劃如何避開系統實現她的願望。
從言行舉止可以看出厄莉絲個性其實十分的單純像孩子一樣，無條件的信任美空，能夠說的話很有限，因為從出身到現在實際年齡只有一歲，甚至不少殘忍的手段是美空唆使她動手的。
2024年2月29日起只有在公主祭才能招募。
除了合作的憤怒軍團之外，還有其它的下屬，諸如：
| 部下   | 介紹 |
| 使徒   | 厄莉絲製作出來的巨型怪物，身高按照比例接近20米到30米高，身邊周圍有著漂浮的尖刺可以釋放威力巨大的能量炮，能夠將吸收整個大陸魔力的霸瞳皇帝打到灰飛煙滅，身軀極為堅硬公主型態佩可豁出全力的攻擊，只造成了微小的傷口，目前劇情中出現三隻使徒，其中一隻被贊恩一刀斬殺。                                                                |
| 親衛隊 | 有三名成員明成分別是R、Q、P，由於厄莉絲無法隨意使用力量需要她們的保護，每一名都有十分強悍的實力且三人配合的完美無間，能夠輕鬆打倒公主騎士真軌，輕易擋下天樓霸斷劍的攻擊讓諾維姆陷入苦戰，似乎沒有自我意識也完全不會說話，其中P似乎是阿澤爾德被洗腦的女兒，面對阿澤爾德的呼喊也絲毫沒有反應。 厄莉絲被消滅後洗腦控制也隨即被解除。 |

「紫苑愛莉」是在厄莉絲的個人劇情由主角命名而來，原本擔憂主角將其名字與草野優衣產生關聯的厄莉絲，相當欣慰地將其視為自己的本名。另外紫苑愛莉的片假名拼音「シオンエリ」是至福樂土（エリュシオン）的拆字。
彌勒
配音：鳥海浩輔
穿著黑色袍子臉上有著奇怪刺青的神祕成年男性，在劇情中數次打啞謎無法猜出他的真正動機。
第二部第5章幕間登場，一開始叫做救贖之手，豪紳的上司，認為豪紳也只是可以偶爾陪伴說話的小丑，崇敬遊戲世界的絕對存在，也就是索爾之塔的神，認為掌握索爾之塔管轄權的蘭德索爾的王家會妨礙神的降臨，掌握美食殿堂的情報，第二部第7章幕間正式露面，並在告訴豪紳神的真正意旨後殺死了豪紳，之後拉攏尾狗刀為厄莉絲效力。
第二部第9章前來支援厄莉絲，跟美空是熟識，稱讚美空洗腦誓約女君跟變貌大妃是聰明的作法。
第二部第9章幕間在索爾之塔中把愛梅斯捉起來。

## 里士滿工商協會（リッチモンド商工会）
主要承接各項的建築包案，蘭德索爾在經歷霸瞳皇帝的戰鬥後變得破敗不堪，里士滿工商協會在重建蘭德索爾方面出了很大的心力，跟墨丘利財團屬於商業競爭對手。
克蕾琪塔·凱許
| 基本資料 | 介紹            |
| 年齡     | 26歲            |
| 身高     | 160cm           |
| 生日     | 9月19日         |
| 種族     | 人族            |
| 聲優     | Lynn            |
| 本名     | 克蕾雅·波洋希亞 |

公會「里士滿工商協會」的負責人，積極投入遭霸瞳皇帝肆虐後的王都災後重建。
對於貪吃佩可作為一位真正的公主但一些行為(比方說邊走邊吃)及跟主角群非常親近之事非常不解。
富有且精明，其公會在處理蘭德索爾的重建工程時效率非常高，但性格傲慢無禮，偏向於使用暴力解決問題。當佑樹對她做出幼稚的行為後要拘捕他，但被佩可拒絕，由此威脅說要停止重建工程。
視錢如命，在自己的財產受到大量損失時表現出極大的失落感，但面對自己的個人事項卻揮霍無度，提到自己的衣服的材料來自之前劇情從未提到的『艾拉爾德島（エラルド島）』，在重建蘭德索爾時在廣場耗資10億盧幣修建自己的塑像。
傲嬌性格，因為看到貪吃佩可對朋友的付出不忍心對貪吃佩可下真正的毒手，也因此在第二部第5章被豪紳痛罵並警告給予其最後一次機會。
第二部第6章正式被豪紳取代公會負責人的位置，豪紳派人追殺她，被佩可救後下定決心跟凱留一樣效忠佩可。

## 憤怒軍團（レイジ・レギオン）
跟霸瞳皇帝處於敵對關係的公會，因霸瞳皇帝被主角群擊敗變成主角群第二部初期的敵人，輕鬆剿滅掉全部由霸瞳皇帝扶植的地下公會，目標是抓七冠並將七冠獻祭以實現更多的願望，每一名成員實力都異常的強大。目前已經抓到的七冠分別為：跳躍王、變貌大妃、誓約女君。後美空退出憤怒軍團，厄莉絲用使徒攻擊所有人，導致軍團決定跟主角群合作，攻擊厄莉絲和美空，由於先前戰鬥體力損耗太過嚴重，而且還出現厄莉絲的支援部隊，最終贊恩被厄莉絲重傷生死不明，阿澤爾德為了保護主角群們，把他們傳送到獸人王國，獨自面對厄莉絲一行人，結果戰敗生死不明，憤怒軍團幾乎分崩離析。
贊恩
| 基本資料 | 介紹     |
| 年齡     | 21歲     |
| 身高     | 187cm    |
| 生日     | 8月8日   |
| 種族     | 龍人族   |
| 聲優     | 古川慎   |
| 本名     | 阿賀斗善 |

公會「憤怒軍團」的公會長，成年男性青年，武器為噬魂大刀，跟佑樹、雪菲一樣失去記憶。
性格忠厚老實、有問必答、天然呆、絕不說謊，十分在乎憤怒軍團的成員。
現實疑似是將棋棋士，在劇情對話的時候時常說出日本將棋的用語，諸如:王手飛車取り、穴熊、歩を突いてすらいないのだから、手を殘しているのだから。
第二部第8章幕間確定是是雪菲的哥哥，名字為——「阿賀斗善」。
想要實現的願望因為失去記憶而未知，但是贊恩跟主角群表示過他曾經有一個十分強烈想要實現的願望，但是他無法回想起來(主要原因是優依的願望和被捲入再構築，導致失去記憶和人格改變)。
能力
使用的噬魂大刀類似主角的劍具有吞噬數據的能力，拉比林斯達在看到之後本來一派輕鬆的臉色變很嚴肅。
力量、防禦力、耐力、速度極其強大，實力是公會最強的存在。
力量單純一擊就足以讓公主型態吃不消，稍微出力就可以劈爛巨大隕石。
防禦力被美空喻為結實到被龍踩了都沒事的身體，在面同時對6個公主模式的全力一擊仍然支撐的住並且反擊。
耐力在面對6個公主模式的車輪戰下，絲毫不落下風甚至佔據上風，其耐力甚至強過拉比林斯達。
速度快到像瞬間移動，公主型態日和幾乎無法看見，目前只有拉比林斯達可以看得清。
| 招式     | 介紹 |
| 龍族覺醒 | 龍人族特有的能力，足以讓各種能力數倍的增強，副作用是體力消耗巨大，贊恩覺醒的特徵是右眼會散發血紅色光芒，長出巨大的漆黑色翅膀。 |
| 蠻牙龍咬 | 贊恩最常使用的招式，使用語為：，快速突進的斬擊瞬間會爆發巨大的衝擊來攻擊對手。                                                 |
| 蠻牙龍吼 | 贊恩覺醒狀態的招式之一，威力足以粉碎掉由公主型態的優衣、凱留、可可蘿合力製作的強力護盾，順便震飛所有人。                       |
| 絕牙龍咬 | 贊恩覺醒狀態的招式之一，使用語為：，瞬間沖到高空再以極快的速度落地揮出斬擊，威力足以讓六個公主型態倒地不起。                   |

登場劇情
| 章節         | 內容 |
| 第二部第1章  | 首次登場，勸說卡里莎拿史萊姆出氣很不好，並且告誡卡里莎這個「再構築」的世界充滿著未知的錯誤，千萬不可以大意。 |
| 第二部第3章  | 為了抓霸瞳皇帝與卡里莎及阿澤爾德一同襲擊蘭德索爾，卡里莎及阿澤爾德充當誘餌對付美食殿堂跟破曉之星，本人則前往王宮時被貪吃佩可跟王宮騎士團攔下，在說明完自己的目的後繼續走向王宮，團長純強制攔阻被贊恩一擊打倒，王宮騎士團看到後全體進攻被一擊打倒，佩可選擇王家裝備全開進攻，結果被當成小孩子一樣被甩飛，即便開啟公主模式後仍然被一刀秒殺，之後便不再理會前往王宮擊敗駐守王宮的黃金之手，跟駐守在王宮大門的拉比林斯達展開激戰，在一番交手後贊恩劈開拉比林斯達降下的隕石，贊恩在沒有開啟龍族覺醒的情況下就讓拉比林斯達感到相當棘手，光憑蠻力就摧毀了迷宮女王的陷阱，拉比林斯達評價她從來沒有這麼不想跟一個人交手過，越看越覺得不得了的實力，沒有使用覺醒就可以拿出劈爛隕石的力量，稍有一個疏忽幾條命都不夠用，最後拉比林斯達將關押霸瞳皇帝的監獄移走，自己則用權能——「物件變換」遁地離開，贊恩則因為不知道霸瞳皇帝的位置而自認計畫失敗。 |
| 第二部第7章  | 卡里莎親自去單挑變貌大妃，由於似似花被激將法刺激到把卡里莎擊倒後想把他抓走審問，就在千鈞一髮之際贊恩現身一刀擊退似似花，卡里莎很震驚為何贊恩在這裡，贊恩因為卡里莎失蹤很擔心，聽到美空說他亂跑後請阿澤爾德找到定位再趕快過來救他，似似花變身融入森林從死角攻擊贊恩被擋住，她本來想把贊恩跟卡里莎一起抓住，但是贊恩不斷的劈砍森林一刀足以砍飛十幾棵樹，似似花訝異贊恩純粹蠻力就有如此強大的力量，認為贊恩絕對不是能夠輕鬆應付的對手，贊恩直接識破似似花的樣貌直接進攻，當似似花以為自己要完蛋的時候被她的公主騎士真崎救下，真崎認為贊恩極為強大就算他拿出全力也不知道能撐多久，似似花直接決定不糾纏直接逃離就在贊恩打算追擊的時候，卡里莎的兩頭魔獸被真崎用他的能力——「輝煌創正」操控攻擊贊恩，最後似似花跟真崎逃走成功，贊恩瞬間打暈這兩頭魔獸救下卡里莎。 |
| 第二部第8章  | 決定獨自面對主角群，為其他公會成員進攻蘭德索爾爭取時間，在跟主角群見面的時候就下馬威，隨意一刀劈出絲毫不亞於天樓霸斷劍的斬擊，威力從島中央延伸到摧毀了數百米停靠在海岸的飛空艇甚至到了海面，並且好言相勸要主角離開這座島，如果主角群識相離開他也不會追擊，在溝通無果後正式跟主角群8人展開決戰，在面對6個公主模式圍攻下冷靜分析戰況，分析完後用 ——「蠻牙龍咬」吸收了凱留製作的迷霧，並且一刀砍飛正在進攻的佩可跟怜，在迷霧消失、陣型崩潰後，找到了佑樹瞬間衝上去準備解決他，其他人來不及回防雪菲擋下一擊後劍刃飛了出去，當贊恩決定揮下解決佑樹一擊的時候看著雪菲突然愣住，給了其他人回防的時間，擋下了日和一拳、佩可跟怜合力攻擊後被有著佑樹強力加持下優衣跟凱留的合力攻擊——「天神爆裂」給正面擊中，主角群要贊恩投降說他已經無法再戰鬥了，並且質詢其他公會成員在哪裡，在聽到其他成員在蘭德索爾後驚慌的要用傳送魔法回去，贊恩為了不讓主角群妨礙其他成員開啟了龍族覺醒，由於只有佑樹見過龍族覺醒對其他人來說相當陌生，凱留為此還不屑的說贊恩是在虛張聲勢，日和在察覺到危險後衝上去阻擋足以全滅主角群的一擊，為此日和身受重傷直接倒下，優衣想要緊急治療日和贊恩直接追擊，佩可在緊急情況展開的全力防禦也僅能夠擋下一次，覺醒贊恩單純一擊就足以產生巨大的衝擊波震碎周圍的岩石，為此優衣先停止治療要求凱留、可可蘿跟她一起製作防禦魔法，三人合力下製作出了足以擋下贊恩一般攻擊的最強防禦屏障——「天神之盾」，但是贊恩直接使用了——「蠻牙龍吼」，其威力之大粉碎了天神之盾並震飛了所有人，凱留跟怜形容贊恩強到太過離譜，在擊倒所有人後贊恩再次好言相勸要主角離開，說打到現在沒有人死亡已經十分幸運，他也不想取走主角群的性命，可是他很不會拿捏力道如果再打下去就不好說了，主角群仍然拒絕了他的要求，佩可則說如果無法防禦他攻擊那麼就用攻擊來對抗攻擊，贊恩則說要比耐力的話正合他意，雙方都放棄防禦不耍花招來正面對決。 在激戰幾回之後主角群的體力跟魔力接近極限，贊恩的體力也快耗盡，贊恩在心中佩服主角群的意志力可以支撐到現在，並且思考雪菲究竟是什麼人，為什麼他會猶豫下不了手放過了這麼好的機會，日和在看到贊恩有空隙後直接攻擊，為此贊恩收起思路打出了——「絕牙龍咬」，威力之巨大擊倒了6個公主，在看到贊恩累到喘氣其他人幾乎無法行動的時候，把握機會的雪菲決定嘗試一把，在佑樹的強化下雪菲進攻贊恩並且把他凍結起來，但是贊恩一瞬間碎掉冰塊並且攻擊雪菲，雪菲無法承受一擊直接昏迷了過去，贊恩在聽到其他人喊雪菲的時候愣住了，喃喃自語說著：「我...我...我做了什麼?」，怜在見到贊恩有空隙後打了先頭攻擊，並說贊恩也許不是惡人但是她不會認同憤怒軍團為了實現願望而傷害所有人，怜使出了公主型態最強的一招攻擊，佩可在見狀後一樣使出了最強的攻擊，再來是可可蘿、日和、優衣、凱留，被6個公主最強攻擊打中後贊恩身體負荷到了極限覺醒狀態解除掉，當主角群以為贊恩要倒下的時候，贊恩直接使用最後的體力打出了「蠻牙龍咬」反擊，6個人在被擊中後公主型態解除紛紛倒下，在看到所有人無法戰鬥後佑樹衝上去跟贊恩對決，佑樹意識到贊恩雖然已經極其虛弱了，但是剩下的餘力仍然能夠打贏他，為此佑樹抱住贊恩往懸崖同歸於盡落海，不知去向。 |
| 第二部第9章  | 游泳橫跨大海抵達蘭德索爾支援憤怒軍團的成員，凱留在看到他後憤怒的說贊恩真的是結實到難以置信的地步，帆稀看到贊恩後想要拉攏他被果斷拒絕，並說出了憤怒軍團才是他的同伴，為了願望他是絕對不會退讓的，由於先前在島上激戰的傷勢尚未恢復，跟主角群激戰後體力不支敗北跪下，在佩可說服眾人跟憤怒軍團和解後跟主角握手，對於厄莉絲親自現身後十分訝異，除了美空其餘憤怒軍團成員都未曾看過厄莉絲真面目，在美空打算挑起第二次戰鬥的時候贊恩要她住手，說明他們已經敗北了即便已經豁出全力，之後美空仍然出手攻擊主角群，贊恩感到十分的憤怒，美空直接宣布退出憤怒軍團後大吃一驚，對於美空對公會所有成員隱瞞這麼多事情感到憤怒，說你很早就預料到有這一天跟這一切了對吧。 厄莉絲直接召喚出無名的使徒攻擊眾人，眾人在剛才的激戰後早已體力不支，根本無法面對使徒猛烈的攻擊，贊恩看清情況後拜託阿澤爾德治療他的傷勢，即便阿澤爾德警告他副作用可能會致命，贊恩仍然堅定地要求他執行治療，治療的副作用令他感到十分痛苦但是勉強恢復傷勢，在雪菲跟諾維姆即將被使徒的光炮擊殺前，贊恩開啟龍族覺醒一刀劈開攻擊，雪菲疑惑贊恩為何要做到如此地步，贊恩說這場戰鬥是他們敗北了，但是他也不能讓主角群失去這場勝利，隨後使用「蠻牙龍咬」攻擊使徒讓使徒毫無招架之力，最後一刀劈開使徒將其擊殺，隨後憤怒的質問厄莉絲是否能夠真的實現願望，在看到卡里莎的兩頭魔獸直接被厄莉絲蒸發掉後感到十分的震驚，之後厄莉絲直接攻擊眾人贊恩為了保護雪菲身受重傷，但是也因為這樣他終於回想起自己的願望是什麼，他需要去保護的事物是什麼了，隨後厄莉絲用了強大的攻擊魔法打算把雪菲抹殺掉，贊恩用自己的背後替雪菲擋下攻擊，在確認雪菲沒有事後，用著極其虛弱的語氣笑著說：「嗯......太好了......」，現況生死不明。 |
| 第二部第10章 | 證實存活，但是身體遭到彌勒改造控制，對付貪吃佩可、凱留、雪菲、卡里莎四人。 |

卡里莎
| 基本資料 | 介紹       |
| 年齡     | 12歲       |
| 身高     | N/A        |
| 生日     | 9月20日    |
| 種族     | 魔族       |
| 聲優     | 岡咲美保   |
| 本名     | 狩崎座太郎 |

公會「憤怒軍團」的成員，男性少年。
個性有點像是凱留，不擅於表達、時常咒罵痛恨被瞧不起、即便被讚美也只會臉紅說奉承我也不會有好處，有的時候相當自大跟過分自信，但是也相當重視憤怒軍團絕對不透漏軍團秘密、在乎同伴但是會找理由搪塞。
曾經多次在劇情中表示要宰了主角群，諸如：要把凱留的皮扒了做成三味線每天來彈、要把日和的貓鬍鬚跟尾巴扯下來等。
對主角群取過許多難聽的綽號：凱留——「垃圾貓」，日和——「煩人貓」，似似花——「蘿莉老太婆」 。
對軍團的同伴也會辱罵難聽的綽號，諸如：美空——「腦袋空空女」，蘭法——「陰沉廢材女」，阿澤爾德——「死肥豬、大豬頭」。
想要實現的願望是獲得自由，不遵守常規。
能力
武器為會發光的鞭子，能強化、巨大化並命令魔物（使用普通的物理攻擊和魔法攻擊均會無效化），鞭子除了強化魔獸還能讓攻擊對象變的虛弱，還能自由的進行空間移動。
主要由兩頭魔獸做為主力名字為——「阿諾爾德、伊諾利斯」，外型長的類似甲蟲類有兩個巨大的前足，身上的尖刺可以當作飛彈發射。
有三隻不同顏色的特別史萊姆，卡里莎分別取名為：「小黃、小紅、小藍」，其中小黃是相當的特殊，每當卡里莎拿史萊姆出氣的時候，小黃都能夠很輕鬆的閃開卡里莎的鞭子 。
本人的實力是憤怒軍團中最弱的，但是仍然可以擊敗非公主型態的對手或是虛弱的公主型態。
登場劇情
| 章節         | 內容 |
| 第二部第1章  | 首次登場，現身的時候直接摧毀了克蕾琪塔建造的紀念碑，在蘭德索爾跟主角群戰鬥，由於沒有特殊的強化主角群的攻擊對卡里莎的兩頭魔獸完全沒有用，被打得毫無還手之力，主角在吞下水晶球後發出奇怪的光芒把卡里莎的強化消散掉，面對這個奇怪的情況卡里莎選擇傳送撤退。 之後傳送進王宮地牢打算把主角群全部殺掉，在面對卡里莎壓倒性的攻擊下主角突然覺醒了新的強化，讓佩可跟優衣成功變身公主型態有了一戰的資本，最後兩頭魔獸被擊敗卡里莎選擇撤退。 |
| 第二部第3章  | 跟阿澤爾德一起襲擊蘭德索爾，阿澤爾德在魔獸身上植入了即時再生，使的公主型態佩可跟可可蘿即便擊倒魔獸，魔獸也會瞬間回復到最佳狀態，最後公主型態時間到了仍然沒有擊敗魔獸，佩可跟可可蘿因為公主型態副作用飢餓到無法行動，在擊敗了主角、雪菲、小小甜心全員與公主型態的佩可跟可可蘿，對方因被拉比林斯達所救而沒成功殺死對方。 之後跟阿澤爾德襲擊了美食殿堂的公會小屋並擊敗了凱留、優衣、日和，本試圖想殺死她們因阿澤爾德發現主角的藏身位置而作罷，但也逼使凱留跟優衣不得不消耗生命力讓日和還能行動，之後到了育幼院用鞭子猛烈抽打著被阿澤爾德擊倒的可可蘿，再把她綁起來要可可蘿親眼看著佑樹被殺死，傷勢嚴重的日和跟怜擋在阿澤爾德跟卡里莎面前，卡里莎則嘲諷到你們現在又能做什麼，揮舞著鞭子要解決掉兩人，在那一剎那佑樹突然甦醒阻擋並且啟動日和跟怜的公主型態，卡里莎看到這一幕極為憤怒，在跟日和交戰的時候被綾音跟胡桃的激將法刺激到，讓兩隻魔獸對付日和他要對付綾音跟胡桃，結果不小心踏入禊之前在育幼院玩遊戲挖的陷阱，綾音跟胡桃兩個人一直敲打卡里莎的頭，由於魔獸的即時再生效果還在，日和節節敗退，最後她選擇用打飛的方式來解決，兩頭魔獸被打飛至遠處暫時回不來，憤怒的卡里莎從陷阱爬起來用鞭子抽打綾音跟胡桃後，日和本以為她可以輕鬆解決卡里莎，結果被鞭子打的節節敗退，卡里莎要給日和致命一擊的時候，佑樹直接抓住鞭子阻止他的行動，日和趁機使用一套連打把卡里莎擊倒，阿澤爾德在擊倒怜後在看到卡里莎被擊敗，一個衝撞把日和擊敗再衝撞佑樹，之後便帶走了卡里莎傳送回基地療傷。 |
| 第二部第6章  | 在開會的時候提出了抓主角引誘拉比林斯達，抓拉比林斯達跟似似花好方便抓霸瞳皇帝，抓霸瞳皇帝引誘克莉絲提娜的計畫，在美空及蘭法想辦法利用愛梅斯的夢境能力拉攏並抓主角的時候負責掩護，在大江戶的時候美空及蘭法成功連上佑樹的夢境，並且打算給佑樹洗腦成為己方助力，蘭法在給佑樹膝枕的時候，卡里莎則一直抱怨有夠無聊的沒有事情做，史萊姆小黃突然出現在夢境中，卡里莎為此很驚訝說為什麼牠會在夢境裡，美空則跟卡里莎聊史萊姆的事情，可以得知卡里莎的史萊姆是特別的存在。 在進行到一半的時候優衣、可可蘿、雪菲、深月、妮諾、空花成功闖入夢境要解救佑樹，卡里莎準備攻擊時深月說空花可以給他攻擊，結果空花被鞭子打到後感到十分愉悅，卡里莎直接說這傢伙是怎麼回事好噁心啊。卡里莎本來鬥志高昂結果看到可可蘿跟蘭法在吵誰才是佑樹的媽媽感到無語，吐槽說這些人在搞什麼啊害我都沒幹勁了。美空在說明夢境裡面什麼都做得到後，直接一個彈指把卡里莎變成跟她的巨型布偶類似的樣子，卡里莎直接大罵這是在搞什麼鬼，不管三七二十一直接衝上去把主角群踢飛，妮諾則用想像力呼喚出數個正義代官跟卡里莎大戰一場，卡里莎倒地後被坐在他身上的深月做實驗，在發出慘叫後變回原狀說每個人都胡搞瞎搞，並且嘲諷佑樹說在夢境裡公主騎士的能力是不是很不好用，之後蘭法為了阻止主角群逃離放出魔法攻擊阻止，美空則直接讓所有人直接看見現實世界的樣貌，主角群則因為看到現實世界產生了劇烈的頭疼無法應戰，卡里莎則跟蘭法一起攻擊當作肉盾的優衣，之後主角群被愛梅斯救走，之後從夢境醒來後卡里莎則說他找到似似花據點的位置，要去親自去對付變貌大妃直接傳送離開。 |
| 第二部第7章  | 獨自對付似似花，在似似花自我介紹完後卡里莎直接說：「啊啊我知道，別耍帥了蘿莉老太婆。」，似似花質問卡里莎的時候他直接說：「知道了也不會告訴你笨蛋!」，似似花被激怒到對卡里莎放出變身成美食殿堂的分身對付他，觀察卡里莎戰鬥的能力認定卡里莎確實有一定的實力，卡里莎在擊倒了所有的分身後似似花還以嘲諷的口吻讚美他，由於卡里莎給似似花取的綽號叫做——「蘿莉老太婆」，似似花極其討厭被當成小孩子跟阿姨，所以卡里莎取的綽號剛好都踩到了似似花的地雷，卡里莎故意一直講這個綽號並且說他知道似似花很容易被激將法刺激到，只要讓她氣到一直攻擊他似似花就不會逃跑了，似似花還故作鎮定的說：「什麼啊真是無聊，無論你再怎麼刺激我我都不會有感覺，是我太高估你了，簡直是在跟小丑說話。」，卡里莎直接不爽地回說：「哈?小丑不是你嗎，你這個小丑老太婆!」，似似花終於忍不了了要卡里莎更正他的言詞，說她現在才24歲還不到被稱為老太婆的年齡，結果卡里莎直接嘲諷道說：「24歲那都是我一倍的年齡呢，那不就是老太婆了嘛!老太婆!，再說了都已經24歲了還穿得全身都是粉紅色，要放飛自我也該有個限度啊!，老太婆!蘿莉老太婆!滿腦子都是粉紅色的小丑老太婆!」，似似花直接氣到了極點放出了數個魔鏡分身，卡里莎則鞭打兩頭魔獸讓牠們放出尖刺攻擊，似似花用屏障擋住攻擊，直接本體跟分身直接放出大量的魔法攻擊卡里莎，卡里莎被似似花擊敗後，似似花想逼出有關憤怒軍團的秘密還有基地的位置，卡里莎無論如何打死也不說，似似花決定把卡里莎抓走後折磨他讓他逼供。 贊恩突然出現救了卡里莎，似似花意識到自己不是贊恩的對手跟公主騎士真崎一起逃跑，回到基地後卡里莎不斷的發怒說被那個蘿莉老太婆瞧不起他快要氣死了，並且直接大罵看他發脾氣的贊恩跟美空，說他們兩人也瞧不起他對吧，為了安撫卡里莎美空用略帶戲謔的口吻安慰他，贊恩則是用很認真的口吻說安慰他，卡里莎聽到贊恩對他的讚美後臉紅冷靜了下來不再發脾氣。 |
| 第二部第8章  | 憤怒軍團在島上的基地開會的時候，美空說主角全8人正在行駛飛空艇前往這裡要救回似似花，最後贊恩決定獨自一人對付主角群，卡里莎聽到後說：「你是認真的嗎？就算是你也寡不敵眾吧。」，卡里莎說贊恩在逞能實際上是相當擔心贊恩但是沒有表達出來，問其他人有沒有意見其他人認為可以嘗試一把，卡里莎則相當不爽這種回答，美空則說卡里莎是在擔心贊恩嗎，贊恩則感謝他的關心，卡里莎則說：「怎麼可能誰會擔心你啊，啊隨便啦，那麼想要爭取時間就去吧，我不管你了。」，在4人出發以前卡里莎再次問贊恩真的要一個人面對嗎，得到了肯定的回答，他說他想要幫忙贊恩一起作戰，贊恩則是禮貌地拒絕了，卡里莎為此很憤怒說贊恩是在看不起他嗎，贊恩則說他怕在戰鬥的時候誤傷到卡里莎，最後4人在蘭德索爾的露天咖啡廳討論行動後，卡里莎決定去咲戀育幼院報之前綾音跟胡桃還有之前吃虧的仇。 |
| 第二部第9章  | 跟咲戀育幼院還有小小甜心展開交戰，雖然咲戀跟鈴莓拼命的阻擋但是沒有主角的強化，無力面對卡里莎的能力只是一群待宰的羔羊，當卡里莎準備了結掉在場所有人的時候，真崎在迷宮女王的幫助下及時趕到擋下卡里莎的攻擊，先前被厄莉絲親衛隊攻擊的傷害還沒有完全好，只能使出「輝煌創正」迫使卡里莎讓做為主力的阿諾爾德、伊諾利斯撤退，跟卡里莎展開交戰，之後凱留、日和及時趕到戰場支援，真崎則不堪重負離開拜託她們兩人了。 由於主角的強化大幅的增強超過以往的程度，再加上阿諾爾德、伊諾利斯無法幫助卡里莎，只有史萊姆能夠幫助他，最後卡里莎被眾人擊敗被史萊姆們救走，成功逃離咲戀育幼院。 跟其餘三人會合後，嘲諷其他人好弱竟然被這麼快被擊退，面對慈樂之音的質問立刻說是美空抓了誓約女君，之後四人同意團結一心作戰，卡里莎相當希望贊恩能夠跟他們並肩作戰，隨後贊恩抵達蘭德索爾跟他們會合，卡里莎看到贊恩後大吃一驚，憤怒軍團跟主角群展開激戰最後全員敗北，當帆稀說要處決他們的時候，卡里莎則虛弱的說：「要殺要剮隨便你們。」，但是佩可替憤怒軍團說情讓雙方和解，卡里莎被日和像布偶一樣被抓起來說：「從今天起大家都是好朋友了。」，之後厄莉絲親自登場。 卡里莎在面對厄莉絲之前不知道她是誰要美空說明，聽到是厄莉絲本人後問她為何現在才出現，厄莉絲沒有回答惹怒了他，卡里莎本來想要繼續說下去被贊恩阻止，贊恩要他不要放鬆警戒，在看到美空答應贊恩不攻擊後又突然開火感到相當生氣，厄莉絲召喚出無名的使徒直接攻擊在場的所有人。 之後聽到厄莉絲想要實現願望，卡里莎憤怒的質問美空說厄莉絲不是擁有能夠實現願望的力量嗎，結果她連自己的願望都無法實現是怎麼回事，他們做的這些苦勞究竟是為了什麼，之後美空開始說明厄莉絲的身世跟目的，卡里莎愈發的憤怒說：「喂美空，你從剛才就在那邊嘰嘰喳喳說個沒完，看來你知道很多事情啊，哈啊！？」，說從一開始美空就打算把憤怒軍團使用完後就扔掉對吧，後來卡里莎說原來誓約女君跟變貌大妃不是美空抓到的，而是厄莉絲，說他還覺得奇怪美空什麼事後這麼有本事了，在贊恩質詢厄莉絲是否能夠實現願望的時候，厄莉絲說憤怒軍團一名七冠都沒有抓到所以不會實現他們的願望，卡里莎激動的說：「喂！先不論變貌大妃跟誓約女君是你們的成果，跳躍王那個混蛋可是贊恩親自抓到的！」，厄莉絲再次重複說他們一名七冠都沒有抓到，憤怒的卡里莎對厄莉絲說你這婊子竟敢欺騙我們，美空要卡里莎閉嘴，因為厄莉絲不會說謊，卡里莎反嗆美空現在誰還會信你的話，最後說他已經氣炸了，利用他、玩弄他、羞辱他、戲弄他還不給報酬，直接大罵說開什麼玩笑該給我適可而止，贊恩想要制止激動的卡里莎，但是他已經氣到什麼話都聽不進去了，直接呼叫阿諾爾德、伊諾利斯過來給牠們最大強化，要牠們把厄莉絲還有美空給宰了，結果厄莉絲放出一道光芒在消散後阿諾爾德、伊諾利斯直接蒸發掉，卡里莎跟其餘軍團三人簡直不敢置信，阿澤爾德先前在魔獸體內植入即時再生，結果恢復的效果趕不上被摧毀的速度，令阿澤爾德十分震驚，之後厄莉絲攻擊所有人卡里莎也身受重傷，看到贊恩保護了雪菲說這不像他的作風。 贊恩替雪菲擋下致命攻擊後，卡里莎十分的慌張大叫贊恩的名字，憤怒的說厄莉絲跟美空不可原諒，把魔獸殺了連贊恩都動手，之後看到厄莉絲的支援不斷地趕到認清了局勢，一臉覺悟的說：「這樣的話，臨死之前也要多拉幾個當墊背。」，對阿澤爾德說他應該也做好決定了吧，隨後被打暈陷入昏迷被交給蘭法照顧，最後被阿澤爾德傳送走。 |
| 第二部第10章 | 被阿澤爾德傳送回基地，對於蘭法不斷的哭泣聲跟美空的背叛發怒中，大罵蘭法要哭到什麼時候，說贊恩跟阿澤爾德還有他的魔獸都死了，兩人也無法回到現實世界，他們已經完蛋了，而且美空是一個混蛋背叛者，她隱瞞著我們把我們把利用完就扔掉，聽到蘭法說美空不是這種人後，破口大罵蘭法還不肯認清現實嗎，如果美空真的是把他們當作朋友的話為甚麼要隱瞞這麼多事情，蘭法說不出話來，卡里莎直接問贊恩蘭法是不是很煩人，結果才意識到贊恩已經不在了，蘭法直接大哭出來，卡里莎則啜泣的說：「不要哭了你這笨女人，不是只有你一人想要哭而已」，自我安慰的說：「對啊，只是贊恩跟阿澤爾德死了，跟我有什麼關係」，不斷的強忍想要哭出來的心情，最後卡里莎狂怒的大吼：「可惡!，可惡可惡!!，可惡啊啊啊啊!!!!」，準備離開基地，蘭法問卡里莎要去哪裡，卡里莎大吼說：「那還用說!當然是把美空、厄莉絲跟其他同夥全部都殺的一乾二淨!」，蘭法拚了命想要攔阻卡里莎，卡里莎則說：「那不然呢，難道要在這裡忍氣吞聲，連贊恩的份都一起嗎」，蘭法說卡里莎會被殺掉的，卡里莎則說：「與其在這裡忍氣吞聲，我還寧願去死算了」，難過的說我們的願望已經不會實現了，憤怒軍團的毀滅已經是當然的吧，他也已經沒有跟蘭法組隊的理由了，他要離開這裡了，蘭法就在這裏哭一輩子吧，隨後傳送離開。 之後跟蹤佩可、凱留、雪菲偷偷的潛入王宮裡面，三人跟彌勒對峙的時候卡里莎現身，說他要為贊恩、阿澤爾德、魔獸們報仇，在佩可提出聯手請求的時候卡理莎直接回絕，說佩可跟凱留仍然還在他名單上面，只不過優先順序排到後面，面對彌勒那令人不舒服的笑聲跟啞謎，卡里莎直接暴怒說：「我直接讓你去見甚麼狗屁神跟佛」，直接把鞭子揮向彌勒結果在打到之前鞭子就被反彈掉，卡里莎相當吃驚，隨後彌勒控制贊恩的身體來對付四人。 |

蘭法
| 基本資料 | 介紹     |
| 年齡     | 20歲     |
| 身高     | N/A      |
| 生日     | 12月28日 |
| 種族     | 魔族     |
| 聲優     | 原田彩楓 |
| 本名     | 卯之花蘭 |

公會「憤怒軍團」的成員，成年女性。
個性相當的內向，說話非常的慢溫溫吐吐的，十分討厭吵鬧的聲音，主要是因為她可以聽到一般人聽不到的聲音，被阿澤爾德形容是非常溫柔跟善良的孩子，被美空形容是非常的單純跟純真就像孩子一樣，有著強烈的母性，做有關家政的事笨手笨腳，幫公會的大家泡茶結果不小心把茶全部潑在贊恩身上。

第2章因主角願意聽她唱歌、聽她的話不會吵鬧而對主角有了好感，燃起了母性為了失智的主角看起了育兒書。

想要實現的願望是得到一個安靜之處。

能力
武器為鑲著一顆寶石的法仗，魔力量根據貪吃佩可描述跟認真狀態的霸瞳皇帝並駕齊驅，能透過詠唱來讓法仗上的寶石幻化出各種形體戰鬥或迷惑他人，還能操縱暗影及讓對手困在結晶裡，釋放迷霧削弱對手的體力，讓對手變的昏昏欲睡順便將其結晶化，使用歌唱放出強大的魔法攻擊，用詠唱讓寶石製作出龍牙兵，其身軀堅硬到即便是怪力無雙的惠理子也難以傷害到半毫。
登場劇情
| 章節         | 內容 |
| 第二部第2章  | 首次登場，來到蘭德索爾時試圖殺害獨自外出的主角但看到可可蘿跟主角如母子般的感情而收手，並要可可蘿跟主角盡早逃離蘭德索爾，後利用能力製作出了數隻用寶石製成的龍牙兵襲擊蘭德索爾，暮光流星群則跟其中一隻展開激戰，龍牙兵的身體堅硬到即使是力氣巨大的惠理子跟流夏全力攻擊也難以留下一條痕跡，最後是七七香跟杏奈合力使用了大型破壞魔法摧毀掉，之後蘭法現身請暮光流星群的各位安靜下來，眾人察覺到她不是等閒之輩，但是七七香跟杏奈仍然大聲地說話，蘭法被吵到忍無可忍，秒殺了暮光流星群全員並把她們關在結晶裡，後跟覺醒公主型態的可可蘿交戰，在製作的龍牙兵被可可蘿消滅後決定拿出真本事戰鬥，由於可可蘿的能力關押暮光流星群的結晶碎裂掉讓全員恢復了自由，七七香跟杏奈合力使用了大型破壞魔法攻擊她，巨大的威力吹飛在場所有人，在煙霧消散後主角群發現佑樹趴在蘭法身上，蘭法要大家安靜不要吵說佑樹睡著了，憤怒的可可蘿則要蘭法把佑樹還來，蘭法照做直接把佑樹回過去可可蘿為此還愣住了一下，之後蘭法直接傳送回了基地讓這場戰鬥不了了之。 |
| 第二部第3章  | 卡里莎、阿澤爾德、贊恩回到基地後，聽到阿澤爾德說卡里莎沒事後說：「那就好了。」，聽到贊恩受傷後有點不敢置信也擔心贊恩的傷勢，跟美空討論後續的行動過後，美空說最後一個七冠可能性很大的人選是龍族巢穴的公會長帆稀，蘭法決定去確認帆稀的身分跟實力。 |
| 第二部第5章  | 龍族巢穴的成員正在進行各式的鍛鍊，蘭法躲了起來觀察情況結果被帆稀一眼看穿只好現身，嘉夜跟祈梨則詢問她這麼晚在這裡做什麼，蘭法無視了兩人的問題直接說龍族巢穴的公會長是誰，祈梨直接大罵說不准無視我，帆稀則面帶笑容輕鬆的說公會長是我喔，蘭法則詢問她是否真的是七冠之一，嘉夜跟祈梨則疑惑地在想憤怒軍團是什麼人，在帆稀承認自己是七冠以後，蘭法則直接詠唱製作出了數隻龍牙兵，嘉夜跟祈梨則被蘭法強大的魔力跟召喚龍出來的能力給震驚到，帆稀則說那不是龍是用了寶石魔法跟唱喚術製作出來的，並且說蘭法有著不是很好的興趣，蘭法跟龍牙兵直接進攻被帆稀躲開，帆稀則笑著稱讚她做得很好，作為獎勵她也拿出真本事出來，蘭法則說：「這樣才好，我必須確認你的實力。」，嘉夜則生氣的放話要把蘭法絞成碎肉，祈梨則緊急把嘉夜拖走大罵她是笨蛋，說老大如果拿出真本事變成碎肉的是我們，帆稀則說難得祈梨說得不錯要他們倆人退下。 之後帆稀直接飛上天開啟了她的龍族覺醒，蘭法放出了大量的寶石射擊帆稀，結果帆稀從背後放出了幾條黑紫色的閃電瞬間粉碎寶石，蘭法被震驚到攻擊直衝她而來，數隻龍牙兵衝上去抵擋攻擊後消失掉，蘭法則跪倒在地上，帆稀則說：「不會這樣就結束了吧?我才剛剛開始而已，希望你可以更努力一點。」，蘭法則說：「是的，為了讓你心臟停止我會努力的。」，帆稀則點頭說：「這樣才對，這樣我要繼續囉。」，帆稀從法仗放出一條巨大黑紫色的魔法攻擊，蘭法則製作了魔法陣用歌唱放出魔法攻擊，兩人的攻擊互相對撞衝擊吹飛了在一旁觀戰的嘉夜跟祈梨，之後帆稀直接大笑說蘭法做的很棒，使用這種職業可以達到這種實力令人敬佩，她對蘭法很感興趣想要再看更多蘭法的招式，越打她的心情越來越愉悅，蘭法則說她一點都不愉悅，拿出了空間跳躍的道具準備離開，嘉夜看到後相當的生氣說她要逃跑了，祈梨則大罵蘭法是卑鄙小人、沒種的、嘀嘀咕咕的女人，蘭法則說：「對我要逃跑了，因為我是卑鄙小人、沒種的、嘀嘀咕咕的女人。」，之後蘭法啟動道具結果沒有反應說為什麼沒有辦法使用，帆稀則是哼哼的笑說周圍已經布下了妨礙空間跳躍的結界了，她為了跟憤怒軍團交手故意放出消息引誘，做了一點準備來對付她們也是正常的，帆稀則說：「要打架的話一定要贏，無論是用什麼手段。」，蘭法意識到已經沒有辦法用傳送離開了，帆稀最後說：「好了，讓我們開始第二輪吧，憤怒軍團。」，說完便放出了強大的魔法攻擊。 之後從阿澤爾德跟帆稀的交談可以知道蘭法最後成功逃跑了。 |
| 第二部第6章  | 阿澤爾德因為傷勢比較重必須要療養一陣子，贊恩、卡里莎、美空、蘭法聚在一起討論之後的行動，由於大部分的情報偵察工作都是由阿澤爾德負責，贊恩跟卡里莎不太擅長這種事情，蘭法則說自己因為要從龍族巢穴逃離消耗了很多的力氣，最後美空則說主角群去大江戶了，她們3人也過去吧順便可以泡溫泉放鬆，之後贊恩留在基地其餘三人前往大江戶，美空跟蘭法在泡溫泉的時候把卡里莎綁在柱子上，蘭法泡到滿臉通紅後聽到美空說她有辦法可以讓她跟佑樹增進感情，為此蘭法還尖叫一聲，之後美空提議用催眠曲進入佑樹的夢境並且困住他再來洗腦，這樣就可以增進感情了，後來成功進入夢境後蘭法練習怎麼當媽媽，要給佑樹膝枕但是一直失敗，佑樹的頭一直滑落撞到地上，卡里莎為此還吐槽說蘭法不會是想要把公主騎士的頭砸爛吧，之後蘭法終於成功膝枕用奶瓶給佑樹餵奶。 之後優衣、可可蘿、雪菲、深月、妮諾、空花成功闖入夢境，雪菲直接把佑樹搶回來，可可蘿則說：「蘭法小姐，在下剛才看見了你在照顧主人，真是抱歉，那麼粗暴的手法沒有辦法把主人交給你。」，蘭法聽到後大受打擊，之後蘭法用歌唱的方式把正義代官變成了惡代官攻擊主角群，雪菲也因為歌聲的影響精神退化嬰兒狀態，蘭法為了搶回佑樹幹勁十足，主角群在被逼上絕境的時候被愛梅斯救走，之後所有人從夢境醒來後，蘭法則親自去主角群休息的旅館把索爾寶珠交給他們，主角群為此大吃一驚以為蘭法又要來打架，在送完寶珠後蘭法直接離開，卡里莎去找似似花，蘭法跟美空則回去基地。 |
| 第二部第8章  | 憤怒軍團全員在島上的基地開會，可以得知蘭法在現實世界沒有朋友，所以她相當的重視憤怒軍團的所有人，把大家都當成她的朋友，為了實現所以人的願望她會全力以赴，當贊恩提出要獨自面對的時候蘭法則相信贊恩，之後4人在蘭德索爾的露天咖啡廳討論行動，蘭法說只要是安靜的地方她就可以了，之後4人分開行動。 |
| 第二部第9章  | 被慈樂之音的演唱會吸引過去，結果王宮騎士團看到她之後上去準備逮捕她，就在情況越來越混亂後，蘭法認為可以製作足夠的混亂後，製作龍牙兵在演場會會場，演唱會所有人都大吼要蘭法滾開，結果蘭法因為太吵鬧詠唱把將在場所有人結晶化，慈樂之音看到後也則用音樂回擊成功粉碎結晶，之後蘭法稱讚慈樂之音的音樂很棒，但是她不能夠在這裡失敗，用魔法攻擊在場所有人。 就在慈樂之音要被徹底擊敗之際，大悟在迷宮女王的幫助下抵達現場支援對峙蘭法，蘭法在看到混亂已經夠大了選擇撤退掉，說她並不想要傷害所有人，結果大悟開啟結界阻擋蘭法撤離，蘭法被大悟給激怒到打算拿出真本事，之後主角群成功返回蘭德索爾，可可蘿跟優衣前來支援。 由於主角在見到米奈娃後能力大幅增強，遠超過去以往，蘭法逐漸落敗但是為了實現大家的願望她不能夠輸，準備豁出全力，就在眾人認為沒辦法打破僵局的時候，大悟衝出來大吼大叫，蘭法發出厭惡的聲音直接傳送走跟其他人會合，之後跟阿澤爾德道歉說她的計畫失敗了，之後公會四人打算並肩作戰，贊恩抵達蘭德索爾支援大家蘭法為此十分高興。 在激戰後憤怒軍團全員敗北，在貪吃佩可說出雙方和解以後，千歌對蘭法伸出手來為此蘭法不知所措的握住千歌的手，之後厄莉絲親自絲現身，蘭法對於厄莉絲的現身感到十分的吃驚，當美空準備再次攻擊的時候，蘭法拜託美空停手，聽到美空同意後蘭法高興地說太好了，但是美空卻欺騙她跟贊恩，聽到美空宣布退出憤怒軍團後大吃一驚，聽到卡里莎說美空欺騙他們所有人還把他們扔掉後，蘭法簡直不敢置信，帶著哭腔不斷的問美空是認真的嗎，美空欺騙了她們嗎?她一直把美空當作是最好的朋友，用身體擋在美空的槍口面前，美空則警告蘭法再不讓開她就會開火。 之後贊恩替雪菲擋下致命一擊後，蘭法驚慌的大叫贊恩名字，對於阿澤爾德打昏卡里莎後感到十分困惑，被阿澤爾德拜託照顧好卡里莎，之後被阿澤爾德傳送走。 |
| 第二部第10章 | 跟卡里莎一起被傳送回基地，蘭法因為贊恩跟阿澤爾德的死還有美空的背叛，不斷地痛哭失聲，甚至還不斷自我安慰的說美空不是這種人，美空是她的好朋友，結果被卡里莎罵到啞口無言說不出來，卡里莎呼喚贊恩的名字結果發現贊恩已經不在後，蘭法難過得大哭出來，當卡里莎準備離開的時候蘭法驚慌失措地說千萬不行，拼命地想要攔住卡里莎，但是面對卡里莎的質問蘭法說不出話來，之後卡里莎傳送離開基地，蘭法直接跪倒在地上啜泣的說：「贊恩先生、阿澤爾德先生、美空，我究竟該怎麼辦才好」。 |

美空
| 基本資料 | 介紹     |
| 年齡     | 16歲     |
| 身高     | N/A      |
| 生日     | 7月2日   |
| 種族     | 人族     |
| 聲優     | 鬼頭明里 |
| 本名     | 流魅空   |

公會「憤怒軍團」的成員（已退出），年輕的少女，性格十分的開朗和活潑。
臉型、髮型跟優衣幾分神似，瞳孔跟佑樹一樣黯淡無光，跟蘭法的關係非常的好就像閨蜜一樣，喜歡調戲蘭法偶爾欺負卡里莎。
表面上是一個單純的樂天派，實際上有許多的祕密沒有跟憤怒軍團的成員說，在某方面表現得非常陰險、可怕還有危險，對於摧毀美好的事物有著病態般的喜好。
第9章劇情中對矛依未說“同族嫌惡”得知，現實中可能也是被帶走強行研究的超能力者。
第9章背叛跟算計憤怒軍團所有人，導致了贊恩跟阿澤爾德的犧牲，憑藉著陰險的手段成功摧毀憤怒軍團。
從劇情中美空故意算計讓阿澤爾德跟贊恩在先前的戰鬥耗盡體力，當他們筋疲力竭的時候讓厄莉絲能夠輕鬆應付，從而鏟除掉這兩個最麻煩的存在，憤怒軍團也因此分崩離析。
想要實現的願望是毀滅世界（可能是故意亂說的）。
之後只有在公主祭才能招募。
能力
武器為格林機槍，設定集中能夠從空氣中汲取瑪那作為彈藥，從而能夠源源不絕的發射，而且每一發的威力都十分的巨大，逼的公主型態佩可必須不斷地閃躲，有一個包包裡面裝著屬於自己的布偶魔物，美空隨意地取名為怪奇怪靈（ぺんぽこりん），體型可以變的十分的巨大，力氣相當巨大跟公主型態佩可不相上下，身體非常結實即便公主型態佩可使出絕招砍下去也只能畫出一條痕跡。
登場劇情
| 章節         | 內容 |
| 第二部第2章  | 首次登場，在蘭法傳送回基地後突然從背後抱住她，把蘭法嚇得不輕。 |
| 第二部第4章  | 以學生的身分進入月光學院，是主角群最後見到的憤怒軍團成員，利用這個優勢美空打算盡可能地收集情報，順便享受美好的學院生活，在這段期間裝作一名十分乖巧的學生，實際上在放學期間綁走同學洗腦他們為己所用，在主角群離開學院的那一天利用同學在教室掀起一場暴動，讓其他人方寸大亂還故意假裝自己什麼都不知道，在伊緒相信她不會做出這種事情後，美空笑著承認這一切是她的所作所為，她認為玩弄所有人對她的信任十分的好玩，之後從包包拿出玩偶怪奇怪靈讓其瞬間巨大化摧毀掉教室，並在游泳池內設置洗腦裝置控制了伊緒班上幾乎所有學生。 隨後打算跑到蘭德索爾大鬧一場讓佩可失去民心，並且說想看到民眾叛亂然後佩可被斬首，感覺會十分的有趣，凱留、佩可、佑樹前去阻擊防止事態更加嚴重，在市區內摧毀不少的建築物，佩可雖然變身成公主型態但是無法擊敗怪奇怪靈，美空在與主角、佩可和凱留的對決中發現了公主型態會隨著跟主角的羈絆而能力增強和維持更久時間，隨後佩可要求凱留變身公主型態，美空在聽到後表示相當的有興趣想要看看，讓怪奇怪靈停止動作，不斷的煽動凱留變身讓凱留氣得不輕，在變身失敗後感到有些失望，並取笑無法成功轉換變身的凱留，讓怪奇怪靈再次大鬧並且瘋狂掃射主角群讓她們無法靠近，佩可別無選擇之下要凱留用攻擊魔法打她的背後，隨後佩可用驚人速度衝向美空，怪奇怪靈直接揮拳打向佩可，雙方的力氣不分上下，最後佩可不斷的回想起跟佑樹美好的回憶，公主型態的力量大幅強化，成功將怪奇怪靈給擊敗，當主角群以為美空被布偶壓扁的時候，美空突然出現在她們背後說那還真是糟糕呢，嚇了所有人一跳，美空說她準備的玩具都壞掉了，就先到此為止希望凱留下次能夠變身成功，隨後傳送離開。 幕間劇情跟厄莉絲透過通訊魔法直接聯繫，證實了美空是厄莉絲派來監視憤怒軍團的間諜，美空說已經分析完軍團成員的弱點並且加以說明，唯獨贊恩只是輕笑一聲帶過。 |
| 第二部第6章  | 在阿澤爾德敗北後跟其餘公會三人開會討論後續的行動，說沒有阿澤爾德公會很多事物都沒有辦法運轉，稱讚蘭法調查帆稀的工作做得不錯，在看完公會成員的情況後美空提議一起去泡溫泉放鬆，之後卡里莎、蘭法、美空三人前往大江戶，贊恩則留在基地裡面照護阿澤爾德，在大江戶時候美空先去取得索爾寶珠，之後跟蘭法一起去泡溫泉把卡里莎綁在柱子上，說卡里莎如果偷窺的話就要把他打成馬蜂窩，泡澡期間提議如何讓蘭法跟主角增進感情，泡完澡後卡里莎掙脫束縛衝上去大罵美空一頓，並且質問美空為何知道主角群會到大江戶，究竟是誰提供美空這些情報的，美空在聽到後嘲笑卡里莎臉上有被繩子綁住的痕跡，讓卡里莎氣的不輕，成功轉移這個話題。 在主角群入睡之後成功進入主角的夢境打算洗腦佑樹，進入夢境後對於優衣為何會出現在主角的夢中感到大吃一驚，之後請卡里莎幫忙把優衣趕出夢境，卡里莎用一大堆的蟲子把優衣嚇到驚醒，優衣離開夢境後美空不斷的教導蘭法如何育兒，在蘭法給佑樹膝枕的這段期間美空去找卡里莎，對卡里莎的史萊姆小黃有很多的疑問，但是即使是卡里莎也不知道小黃是什麼來頭，隨後來法的膝枕有點成效後美空說到了吃飯時間，說媽媽應該要餵小孩喝什麼呢，蘭法在聽到後感到十分的害羞說這種事情她做不出來，美空直接拿出奶瓶給蘭法說蘭法在想什麼呢。 之後妮諾、深月、空花、可可蘿、雪菲、優衣成功進入夢境，聽到可可蘿說蘭法照顧的手段太粗糙後，美空有點生氣的說可可蘿好過分蘭法可是很努力的在照顧佑樹，在可可蘿變身公主型態失敗後笑著說這是夢境什麼都做得到，隨後彈指把卡里莎變成怪奇怪靈說這個樣子比較可愛，當主角群準備離開夢境的時候蘭法強制攔阻，正當卡里莎準備動手的時候美空相當的緊張說不能夠攻擊佑樹跟優衣，然後把夢境的場景換成現實世界，讓主角群看到現實世界後記憶錯亂產生極度劇烈的頭疼無法應戰，並且臉黑著說沒有嚮導妖精守護的話根本沒有辦法應付，看到卡里莎跟美空完全沒有事的時候說真不愧是那位大人選中的人，令蘭法跟卡里莎感到十分疑惑，卡里莎開始攻擊主角群，優衣知道美空她們不會對她下重手，所以衝出去當作肉盾抵擋攻擊，美空看到後慌張地要卡里莎住手，但是卡里莎完全不理美空，之後主角群被愛梅斯救走，離開夢境後美空把索爾寶珠給蘭法請她交給主角群，卡里莎決定去單挑變貌大妃美空認為他不自量力，跟蘭法一起回到基地。 |
| 第二部第7章  | 卡里莎被似似花狠狠羞辱過後在基地內大發脾氣，美空用戲謔的口問稱讚卡里莎很努力了，之後贊恩說他的願望是恢復自己的記憶，認清他自己究竟是誰為何會到這裡，美空臉黑笑著不說話似乎知道詳情，之後說她打算去度假順便釣出獵物，贊恩問美空有什麼計畫的時候美空笑著說這是秘密。 幕間劇情在海邊度假引誘出誓約女君，當克莉絲提娜要對美空動手的時候，美空說她還想要多享受渡假呢，戴上墨鏡後說：「接下來就拜託你了，厄莉絲大人」，隨後厄莉絲出現在克莉絲提娜背後直接把她抓走，克莉絲提娜的劍留在地上人直接消失了，美空笑著繼續度假。 |
| 第二部第8章  | 通知公會所有人主角群8人乘坐飛空艇準備到基地來救似似花跟克莉絲提娜，在一番討論後贊恩決定獨自留下來應付，美空聽到後強烈的支持贊恩的決定，卡里莎擔心贊恩打算決定支援他，美空故意刺激卡里莎說他在擔心贊恩嗎，之後再蘭德索爾的露天咖啡廳跟其他三人討論後續行動，在這段期間王宮騎士團前來捉捕四人，美空把怪奇怪靈扔出去要說讓騎士團安靜一點，隨後怪奇怪靈殺掉在場的騎士團成員，美空說她決定去月光學院報答一下之前的恩情。 |
| 第二部第9章  | 在跟其他三人散夥後發現厄莉絲的兩名親衛隊R、Q在蘭德索爾大街閒晃，急著跑上去把她們拉進巷子口，說現在還不是她們登場的時候把R、Q給送走，看到走進來的阿澤爾德臉直接黑掉，笑著說阿澤爾德真是的竟然跟蹤她，面對阿澤爾德的質詢為何要委託他們的時候，說厄莉絲沒有辦法隨意行動所以才委託他們，並且為了打破輪迴，阿澤爾德聽到輪迴後十分的困惑，在阿澤爾德詢問美空的願望是什麼，美空笑著說她現在只想當個愛的邱比特。 之後突然出現在月光學院的教室裡面嚇到所有人，面對眾人的問題美空沒有回答，而是直接拿出機槍掃射所有人，展開了一場校園槍擊，並且把教室用結界封鎖讓所有人出不去，打算殺掉學院所有人，說出了她相當喜歡學院的所有人而且有著相當棒的回憶，所以才要徒手摧毀掉並且殺了他們，感覺有一股輕春期的衝動呢，這種感覺令她覺得很棒，最後說了：「那麼老師跟各位，永別了」隨後笑著拿機槍瘋狂的掃射，在危機關頭的情況下諾維姆在迷宮女王的幫助下闖入了教室展開了護盾，擋住了所有的射擊保護在場的所有人，跟美空展開交戰，隨後趕上的雪菲也來支援學院所有人，美空看到雪菲趕到後說你們趕上代表贊恩輸了呢，隨後笑著用戲謔的口吻說：「雪菲也砍了贊恩嗎？如果是這樣命運還真是殘酷呢。」，雪菲聽到後激動的要美空說明她究竟知道什麼，美空則說如果雪菲她們擊敗她的話就說。 由於主角的強化又進到更高的境界，學院所有人都變得比以往更加的強大，美空最後選擇撤退跟其餘三人會合，仍然沒有跟雪菲說明就傳送走了，跟其餘三人會合後之後慈樂之音問是誰抓走了製作人，卡里莎直接說是美空幹的，為此美空感到有些不悅，之後跟主角群說她們所有人團隊合作會難以撼動，隨後看到現身的贊恩，美空表現得如同意料之外，冒汗的問贊恩是否沒事，在一番激戰後憤怒軍團所有人戰敗，但只有美空完全沒有受傷，在戰鬥的時候美空故意保存實力讓公會其他人使出全力應戰，在戰鬥結束後軍團成員跟主角群握手言和，當優衣對美空伸出手的時候美空在她的手掌放了一枚花瓣，並且笑著說：「GAME OVER，優衣小姐」，突然一個攻擊直接打中優衣的腦袋，隨後厄莉絲親自現身。 由於沒有見過厄莉絲真面目，卡里莎要美空說她究竟是誰，在聽到她就是厄莉絲後公會四人都相當吃驚，美空說現在現身的時機還是有點早了，阿澤爾德說厄莉絲來問罪的嗎，美空說她不這麼認為因為厄莉絲至始至終只在乎一個人，帆稀在撤退以後美空說要多加留意她，帆稀似乎認識了很麻煩的人物，並且說優衣接下的攻擊是不會致命的，因為如果優衣死掉的話一切都要再次重新來過，當諾維姆準備對厄莉絲動手的時候美空拿出機槍準備攻擊，贊恩要美空住手蘭法也拜託她，美空聽到後說：「我知道了，那麼就當作這是憤怒軍團的失敗吧」，當贊恩跟蘭法以為她要住手的時候，美空直接掃射茉莉被純擋下，贊恩跟卡里莎感到相當憤怒，美空說她雖然很想要執行公會長贊恩的命令，但是她決定要退出憤怒軍團了，令其他三人大吃一驚。 蘭法聽到美空說要退出後不敢置信希望美空是在騙人的，美空說她已經決定退出了，而且她的願望是幫助厄莉絲獲得幸福，並且說厄莉絲為了見到主角花了很長很長的時間，破曉之星的成員卻對厄莉絲感到有異常的熟悉感，詢問為何長相跟優衣如此相似，美空則說因為厄莉絲跟優衣的角色數據是一模一樣的，並且用說故事的方式說明厄莉絲是如何出現的，阿澤爾德問美空厄莉絲的願望究竟什麼，美空說阿澤爾德都已經結婚這麼久了，應該能夠猜出女孩子的心思了吧，當阿澤爾德準備說出口的時候厄莉絲感到不悅，美空則警告阿澤爾德還是由本人說出口比較好，厄莉絲決定殺掉跟佑樹關係良好的所有女性除了優衣，因為優衣一旦死亡世界就會再次重置即便是厄莉絲也無能為力，至於厄莉絲會有殺掉其他人的想法是美空慫恿她去做的，美空則拿起機槍說這項工作就交給她跟使徒吧。 贊恩跟使徒搏殺的時候美空瞄準贊恩準備攻擊，蘭法衝上去擋在槍口面前要美空聽她說話，美空則要蘭法讓開，蘭法帶著哭腔說美空真的欺騙了她們嗎，她明明一直把美空當作最好的朋友，美空則說因為是朋友所以她才不想對蘭法動手，話一說完美空大吃一驚，贊恩衝上去把使徒一刀劈開將其擊殺，美空感到不可置信的冒著汗說：「唉呀，使徒被打倒了嗎，真不愧是贊恩呢。」，對於蘭法已經感到相當的生氣準備開槍了，卡里莎在聽到無法實現願望後大罵厄莉絲是婊子，美空有點生氣要卡里莎閉嘴被卡里莎反嗆，之後說這個世界是優衣的願望所構成的，如果有違背優衣願望的事情發生系統就會重置世界，不斷地維持優衣所希望的世界，在厄莉絲重傷所有人後說雖然優衣跟佑樹不能夠死，但是對著可可蘿說再抓一個也可以，美空打算把可可蘿的角色拆了取出裡面的七冠碎片，這個碎片屬於可可蘿的父親長老。 贊恩替雪菲接下致命攻擊後，眾人在知道贊恩是雪菲的哥哥後憤怒的準備攻擊美空，美空則說沒有幫手的話會很麻煩呢，畢竟厄莉絲不能隨便使用力量，隨後厄莉絲親衛隊R、Q、P現身支援，阿澤爾德看到其中一人後憤怒的跟美空說他們結下樑子了，美空聽到後笑了一聲作為回應，隨後其他的支援陸續地抵達，看到被洗腦的似似花跟克莉絲提娜後眾人十分吃驚，美空則說已經取出她們的權能跟數據了，本來是想就這樣直接刪除掉她們兩個，但是憤怒軍團被她支解後人手有些不足就洗腦了她們，在眾人無力應戰的情況下美空請厄莉絲消滅掉所有人，最後阿澤爾德救走所有人自己獨自留下來斷後，美空則說阿澤爾德不逃跑嗎，在阿澤爾德敗北即將被消滅之時，美空面帶笑容的說：「阿澤爾德先生，這段期間感謝你的料理。」，對他深深一鞠躬最為最後的羞辱。 |
| 第二部第10章 | 運用精神魔法把精神接近崩潰的優衣引誘到荒郊野外，跟優衣展開一對一的談話，美空說她只是單純的看厄莉絲很可憐才打算幫助她的，並不算稱得上是上下屬的關係，在交談的這段期間美空不斷的說優衣就是害所有人無法離開遊戲的罪魁禍首，因為她許下了自私的願望，優衣是一個非常非常壞的孩子，但是美空說優衣可以不用擔心，因為壞孩子到處都是也不算稀奇，美空說在現實世界就有不少人因為她的緣故死去，不斷地要讓優衣接受她就是害慘所有人的根源。 之後再舉例說贊恩跟雪菲就是因為優衣的願望導致角色被摧毀再重構，導致了兩人失去記憶拔劍相向，贊恩本來是為了保護雪菲才踏入阿斯特朗傳奇，如果沒有優衣的願望兩人會和平地在現實生活，也不會有這場兄妹相的殘酷戲碼，不過她隱瞞故意對贊恩隱瞞這件事情，因為她想要看到這齣戲碼，之後在優衣徹底精神崩潰後，美空說她打算帶走優衣把她放在一個沒有人知道黑暗但是死不了的空間，直到厄莉絲的願望實現為止，就在優衣即將被帶走的那一刻，主角衝出來救下優衣跟美空對峙。 |

阿澤爾德
| 基本資料 | 介紹     |
| 年齡     | 43歲     |
| 身高     | N/A      |
| 生日     | 10月15日 |
| 種族     | 獸人族   |
| 聲優     | 小伏伸之 |
| 本名     | N/A      |

公會「憤怒軍團」的成員，成年肥胖男性大叔，食量相當的龐大是個美食家，年齡是軍團最大的。
個性和譪，脾氣相當的好，在面對卡里莎難聽的咒罵下，會大笑說卡里莎不要那麼生氣，第3章綾音跟胡桃還有小小甜心全員看到他以後都大聲地說有一頭豬，為此阿澤爾德也是大笑地承認說沒錯我是豬。
在卡里莎面前總是裝成的只懂得吃的笨蛋，但是偶爾會開導卡里莎的一些計畫，實際上公會的主要事務是由他來承辦，無論是基地的維護、成員要吃的料理、情報偵察分析等，贊恩會請教阿澤爾德的建議，雖然贊恩十分聰明但是不如阿澤爾德那麼經驗老練。
第9章根據帆稀的說法，阿澤爾德在現實世界是ICPO的高層人物。
想要實現的願望是拯救自己的女兒。
能力
武器為短劍，擅長刺探情報分析資訊，有著數量極為龐大的萬能人偶軍團，在軍團中實力僅次於贊恩。
| 武器跟能力 | 介紹 |
| 煉金術     | 阿澤爾德的獨門能力，可以製作幫助魔物回血的道具，製作治療的藥物或是毒藥或是強化身體的藥物，憑空變出無盡的資源跟資金。 |
| 萬能人偶   | 阿澤爾德極為自豪的產品，無論是料理、虐殺、偵查等都能夠完美做到的機器人，滲透進蘭德索爾的數量龐大到讓拉比林斯達也吃驚，阿澤爾德可以用模仿似似花的權能把人偶變身成各式NPC。 |
| 七冠權能   | 阿澤爾德能夠根據七冠的數據資料來模仿出來，雖然沒有辦法跟正版的相比，但是也有達到七成的水準。 1.阿澤爾德根據捕獲跳躍王身上的資料，成功模仿出「空間跳躍」。 2.阿澤爾德根據捕獲到似似花分身的資料 ，成功模仿出「變身」。 3.阿澤爾德根據贊恩跟迷宮女王的戰鬥資料，成功模仿出「物件變換」。 |
| 即時再生   | 阿澤爾德製作的強力恢復藥物，受到的傷害會在一瞬之間恢復，阿諾爾德、伊諾利斯使用過兩次，贊恩使用過一次。 |
| 猛豬・突襲 | 阿澤爾德的招式之一，運用那龐大的身軀進行高速移動來衝撞對手，產生的巨大動能衝擊足以讓三個公主型態吃不消。 |
| 硬度最大   | 阿澤爾德的招式之一，瞬間硬化自己的身軀能夠輕鬆彈開公主型態的攻擊。 |
| 亞音速     | 阿澤爾德的招式之一，將自己的速度提升到亞音速，快到讓人幾乎難以用肉眼看到。 |

登場劇情
| 章節        | 內容 |
| 第二部第2章 | 首次登場，面對熱鬧的公會相當高興，跟贊恩討論七冠捕捉計畫的行動規劃。 |
| 第二部第3章 | 跟卡里莎一起襲擊蘭德索爾，在出發說卡里莎的計畫是否太過自信並且故意暗示他可能會輸後，阿澤爾德在卡里莎的同意下在魔獸身體植入即時再生，在跟主角群做完自我介紹後就直接離開去找餐廳吃飯，在拉比林斯達把主角群救走以後憤怒的卡里莎想要追擊，阿澤爾德衝出來跟卡里莎說蘭德索爾的餐廳料理太難吃了，汙辱了他美食家的舌頭，他要回去基地清理嘴巴把卡里莎一同傳送回去，卡里莎為此痛罵了阿澤爾德一頓，實際上阿澤爾德在察覺到迷宮女王出現後，知道卡里莎不是迷宮女王的對手才把他強制帶走。 之後跟卡里莎襲擊了美食殿堂的公會小屋，卡里莎叫阿澤爾德找到佑樹的位置，他要親自對付日和、優衣、凱留，因萬能人偶滲透的關係得知主角被藏在咲戀育幼院，前去準備支解因似似花的藥的藥效沉睡的主角，可可蘿跟怜擋在他的面前，為此阿澤爾德要她們退下他不想取走年輕少女的性命，說出了萬能人偶很擅長剁肉如果不想成為蛆蠅跟野狗的晚餐就請再三思，最後溝通無果阿澤爾德打暈了兩人沒有下死手，佑樹被綾音跟胡桃還有雪菲拖出了室外，咲戀在擊倒數台萬能人偶後傷痕累累，被阿澤爾德一個手刀打至昏迷並沒有生命危險，阿澤爾德和藹的跟綾音跟胡桃還有雪菲說把佑樹交給他吧，三人直接拒絕，阿澤爾德為此很困擾的他說不想對小孩動手，此時卡里莎抵達育幼院讚美阿澤爾德給他留下活口，阿澤爾德看到可可蘿被打得傷痕累累綁起來後，訓斥卡里莎這可不是好的興趣，傷痕累累的日和跟怜擋在他們面前，阿澤爾德澤相當佩服地說兩人的體力應該早就不行了，當佑樹甦醒開啟兩人的公主模式後阿澤爾德相當吃驚。 直接攻擊阿澤爾德兩人展開戰鬥，但是在戰鬥中怜雖然壓制了他但是一直無法擊敗，認為阿澤爾德放水了，為此阿澤爾德還遊刃有餘的說，他已經拿出全力了他對這種白刃戰很苦手的，怜則憤怒的說他直接拿一把短刀就擋住了所有的攻擊，阿澤爾德則用嘲諷的口吻說這是他最擅長戰鬥的姿勢就是一手拿刀子一手拿叉子，憤怒的怜則持續猛攻，阿澤爾德則大笑說好可怕喔、真是可惜呢，在之後一個衝撞擊敗怜公主模式解除，看到卡里莎被打敗後把日和跟佑樹擊倒，對佑樹說他對公主模式已經詳細的分析過了，希望以後能夠再次碰面如果主角群還活著的話，帶著卡里莎一起傳送回了基地做治療，主角群周圍則還有大量的萬能人偶準備殺了他們，做完卡里莎的治療後必須要讓他療養好幾天，贊恩則把迷宮女王的戰鬥資料交給阿澤爾德，阿澤爾德順便治療贊恩在跟迷宮女王戰鬥後留下的傷勢。 |
| 第二部第5章 | 阿澤爾德親自進攻蘭德索爾，他先用經濟戰打算搞垮蘭德索爾各項產業，創立了銀汞貿易為名義在蘭德索爾成立，之後用似似花的權能把大量的萬能人偶變成NPC，再用煉金術製作大量品質非常高的資源，之後在蘭德索爾開啟了大量的各式店面，販售的東西不僅非常便宜而且品質非常的高，還會買幾送幾的大放送，很快的把蘭德索爾其他的貿易商跟店家搞得苦不堪言，這其中就包括了墨丘利財團，墨丘利財團全員決定調查銀汞貿易究竟是什麼來頭，但是無論如何都調查不出來，無論是供應商、資金來源、物資運送、來源等都很正規，再這樣下去墨丘利財團跟其他的商家遲早會破產倒閉，全員都說按照正常的貿易來說東西這麼便宜品質又高不可能做到如此大的規模，這肯定有鬼。 由於萬能人偶工作無須休息也無須領錢，能夠一直不斷的工作是源源不絕的勞動力，再加上萬能人偶對於料理的能力是超一流的地步，能讓消費者吃過就沒有辦法忘懷，珠希在一家鯛魚燒店吃過後說極其的好吃，她雖然有辦法做到這種程度，但是絕對沒有辦法賣到這麼便宜，金融業則提出了超低利息且日期很長的貸款，讓金融業也無法支撐下去，之後阿澤爾德用物件變換把凱留抓走運到其他地方，等到蘭德索爾的各式商家開始慢慢孳生對王宮不滿，阿澤爾德則出現在市集買路邊攤的東西邊走邊吃，主角群看到阿澤爾德就這樣大搖大擺的出現在蘭德索爾很吃驚，佩可跟克蕾琪塔則質詢他是否是這一切混亂的元兇，阿澤爾德則一派輕鬆的說你們有證據嗎，佩可則因為凱留失蹤很生氣，之後阿澤爾德向佩可挑戰大胃王比賽，說如果佩可贏了他就把凱留的位置告訴她，但是他贏的話就必須把迷宮女王的位置告訴他，為了救出凱留佩可接受挑戰。 在龍族巢穴的主持下雙方一直不斷的吃，佩可用很快的速度一直吃阿澤爾德則是慢慢品嘗，但是之後佩可開始飽了甚至是撐了只好開啟王家裝備消耗飽足感，阿澤爾德還是遊刃有餘的繼續吃，周圍有些觀眾看不下去他們曾經是倒閉的店家老闆，痛罵說這個公主非常沒用沒保護他們的生意就算了，還吃銀汞貿易旗下餐廳的料理，認為佩可是一個無能的昏君，就在群眾怒火越來越大的時候，墨丘利財團的成員挺身而出說明她們一直在努力的調查一定會有結果的，由於墨丘利財團跟他們是同病相憐再加上財團過去給他們很多援助，群眾的怒火才消了下來願意相信她們。 在比賽期間佑樹看到地板有一個硬幣好奇地拿起來看了出神，可可蘿跟雪菲很疑惑他要做什麼，結果佑樹直接把硬幣咬下去嚇到兩人，雪菲下意識的還喊出了歐尼碳，克蕾琪塔則說：「你突然咬硬幣幹嘛?又不是小孩子。」，阿澤爾德驚訝了一下，結果這枚硬幣露出牙齒像受傷野獸吼叫一樣，結果是銀汞貿易所用的資金全部都是用魔物變身而成的，墨丘利財團的成員則質問揹著錢袋的店員後把錢袋劃開，灑出來的金幣都是魔物偽裝成的，優花梨則質問店員說他是否有兄弟姊妹，因為她看到好幾家店面的店員跟他長得很像，這名店員一直在辯解，帆稀偷笑一聲放出了沒人察覺的魔法，炸掉了店員的頭顱嚇到墨丘利財團的全員，結果店員直接變回了萬能人偶。 之後阿澤爾德大笑稱讚佑樹幹的漂亮，並且說明這金幣叫做金幣怪的擬態生命體，是他用煉金術做出來的，墨丘利財團終於知道銀汞貿易那無窮無盡的資源還有勞力是哪裡來的了，克蕾琪塔則相當忌妒說阿澤爾德太狡猾了，墨丘利財團說要讓阿澤爾德付出代價，阿澤爾德則說接下來才是重頭戲呢，佩可直接臉色鐵青應聲倒下嚇到所有人，克蕾琪塔則說這是中毒的症狀，阿澤爾德在佩可吃東西的時候讓佩可沒有意識到吃進毒藥，憤怒的可可蘿則說太狡詐了，阿澤爾德說：「隨便你們怎麼說好了，說我卑鄙、陰險、狡詐都好，我可是一個人要對付你們所有人啊，也不能夠怪我不擇手段，為了我的願望，為了我保護的事物，不管用什麼手段我都不能輸。」，當主角所有人準備攻擊阿澤爾德的時候，隨後便頻繁的傳出慘叫聲，眾人發現金幣怪跟萬能人有在大肆攻擊其他人，基本上金幣怪跟萬能人偶已經完全滲透蘭德索爾，嘉夜跟祈梨則說那個大叔陰險狡詐好厲害，是打算跟整個蘭德索爾對上嗎，帆稀則說看他的樣子是在轉移注意力，之後阿澤爾德觀察完情況後用快到眾人無法察覺的速度把佑樹撞暈，讓萬能人偶抓住佑樹後用物件變換直接移動走，憤怒的可可羅則說他對主人做了什麼，阿澤爾德則說：「不會殺了他啦，畢竟他可是有著人質以上的價值。」，完成行動後阿澤爾德打算離開，但是被克蕾琪塔布下的妨礙移動的結界干擾無法傳送走，秋乃說不會讓你如願的，並且下令其他公會成員一批人去找人討伐萬能人偶，另外一批去找王宮騎士團一起救其他被攻擊的人，剩下的其他人來擊敗阿澤爾德，雪菲警告大家他超級強不要大意，阿澤爾德決定拿出真本事來應戰，之後破曉之星的成員趕到準備對付阿澤爾德，結果帆稀看到優衣後很興奮的說終於出現了，叫嘉夜跟祈梨去對付日和跟怜她有一些事要問優衣。 在看到龍族巢穴對付破曉之星後，阿澤爾德相當驚訝的說：「這可真是預料之外的助力啊。」，帆稀走過來跟阿澤爾德說：「你好啊憤怒軍團，要是你同意我們現在不要動手就太好了呢。」，阿澤爾德則面帶笑容的說：「好啊好啊，當然沒有問題，畢竟我們現在沒有對你動手的理由。」，帆希說看來她不是七冠的事情已經被發現了，並且說為了阻止蘭法逃跑用出了許多的招式，但還是讓她跑了，阿澤爾德說來蘭法雖然力量強大但是心地善良，這股力量拿來保護自身沒有問題，但是稱不上擅長戰鬥，並且說他分析了蘭法給的戰鬥資料經過對比跟七冠不吻合，不會再對帆稀動手了，帆稀聽完後發出了很可怕的笑聲說：「不一致嗎，這是理所當然的嘛，因為『那個人』現在並不在這裡嘛。」，阿澤爾德對這段話感到困惑，之後帆稀就去對付優衣了，阿澤爾德要所有萬能人偶收起東西要收店了，順便觀察墨丘利財團攻擊人偶的戰鬥方式，帆稀攻擊的餘波摧毀了財團周圍的人偶，人偶爆炸震飛財團所有人，只有美冬沒有受到波及，阿澤爾德邊吃蓋飯邊大笑說慘叫也是不錯的調味料呢，憤怒的美冬衝上去攻擊他，結果阿澤爾德只用筷子就夾住了武器，隨手一揮把美冬甩好幾圈出去。 之後阿澤爾德分析出了雖然財團個人能力一般但是協調、默契卻配合的相當好，為了防止被帆稀攻擊他要保存實力，然後佑樹那邊出事了，地面突然劇烈震動後一道強大的攻擊魔法從地底衝上來，凱留跟佑樹從洞口飛上天空，凱留在天空用公主型態的能力放出了全範圍的攻擊，蘭德索爾全境幾乎所有的萬能人偶都被精準摧毀，之後在跟主角群的對話中知道了，凱留被抓走後阿澤爾德讓她看見霸瞳皇帝，讓霸瞳皇帝一直折磨她是想讓凱留交出迷宮女王的位置跟情報，本來佑樹跟凱留的移動位置是不一樣的，但是由於拉比林斯達從遠方出手干擾他的物件變換，讓佑樹移動到凱留的位置讓凱留能夠下定決心徹底斷開跟霸瞳皇帝的關係，讓凱留無所牽掛成功變身成公主型態擊敗霸瞳皇帝，但是這個霸瞳皇帝是冒牌貨，是阿澤爾德運用數十倍資源製作的傑作萬能人偶，並且說：「能從這麼遠的地方干擾我的物件變換，還可以不用親自現身，真不愧是迷宮女王擊退贊恩的人，要是沒有那個干擾騎士少年就不會跟那個貓少女碰面，之後所有事情都會按照我的計畫來走。」，帆稀問完事情後就呼叫其他兩人說要走了，留下錯愕的破曉之星，佑樹成功回來之後，眾人有了可以跟阿澤爾德一戰的資本，凱留因為先前的折磨跟對付太多的萬能人偶公主型態已到支撐極限解除了。 破曉之星全員變身成公主型態跟阿澤爾德展開戰鬥，阿澤爾德對付3個公主型態稍顯吃力但是仍不落下風，之後優衣放出——「神聖之雨」攻擊，阿澤爾德則嘆氣說：「真是的，使用提升身體能力的藥物，隔天的副作用可是不饒人啊。」，說完便直接喝下去正面接下神聖之雨，並且大笑稱讚他們三人做的很好，優衣看到他無傷感到很震驚，怜則說是有傷害的只是頂住了要所有人繼續攻擊，阿澤爾德使用了硬度最大、亞音速加持身體，打出了 —— 「猛豬・突襲」，直接把破曉之星三人撞飛讓她們搞不清楚是怎麼回事，阿澤爾德則說這只是單純的衝撞而已，怜跟日和分析有著接近音速的突進，身體又堅硬到可以彈開怜的劍刃再加上阿澤爾德本身的重量，這些讓能力讓他變成了一顆動能十分巨大的砲彈，阿澤爾德則說他很不喜歡這種野蠻的戰鬥方法，但是按照現在的情況只能夠速戰速決了，阿澤爾德的速度太快了讓優衣無法瞄準攻擊，怜決定讓優衣強化大家的防禦後能夠頂住攻擊，阿澤爾德直接衝過去對準三人，三人則使出全力攻擊但還是被阿澤爾德壓制，阿澤爾德說：「看來對付你們3個人我還是稍微佔有優勢呢。」，怜則說：「是嗎?」，日和則是高興說：「那果然是我們贏了。」，可可蘿突然變身完偷襲阿澤爾德放出了——「極光聖界」，讓阿澤爾德措手不及，怜、日和、優衣把握機會合力攻擊，阿澤爾德無法承受攻擊被打飛後倒下敗給了主角群，之後眾人決定把他抓起來，但是發現倒在地上的阿澤爾德變成萬能人偶，阿澤爾德趁眾人慶祝擊倒他的時候讓僅存的萬能人偶搬走他，其中一個偽裝成倒下的他，成功回到了基地但是需要療養一陣子。 |
| 第二部第8章 | 憤怒軍團的所有成員在島上的基地集合討論後續行動，阿澤爾德的傷勢已經復原得差不多了，之後聽到贊恩決定獨自面對主角群8人，認為可以嘗試一把畢竟贊恩白刃戰遠比他要強大很多，之後軍團4人在蘭德索爾露天咖啡廳討論各自行動目標，阿澤爾德決定前往王宮，在離開前叮囑大家不可以大意。 |
| 第二部第9章 | 在眾人散夥後偷偷的跟蹤美空，在美空送走厄莉絲的親衛隊R、Q後，走上前去問美空那些人是不是她的朋友，美空看到阿澤爾德後臉直接黑掉，阿澤爾德說真是不得了美空果然有什麼東西在瞞著他們，他已經調查許久但是什麼都沒有發現，調查是還是他的拿手項目呢，難道是他人老不中用了，隨後質問美空既然厄莉絲她有如此的力量為何還要委託他們辦事，在得到回覆後問美空的願望究竟是什麼，得到的也是一個戲謔地回答。 在跟美空交談結束後阿澤爾德前往王宮準備抓捕霸瞳皇帝，隨後被王宮騎士團阻擋在大門面前，阿澤爾德直接呼叫出大量的萬能人偶跟騎士團的士兵戰鬥，跟團長純展開決鬥，之後徒手把純給打倒在地上，但是也佩服純不屈不撓的毅力，就在王宮騎士團即將潰敗的時候，龍族巢穴在迷宮女王的委託下前來支援，帆稀親自跟阿澤爾的展開戰鬥，之後及時趕上前來支援的主角群也來應戰，由於主角公主騎士的能力大幅增強，在蘭德索爾的所有人都比以往更加的強大，最後阿澤爾德不敵眾人的進攻選擇暫時性撤退。 之後跟其餘敗退的三人聚集決定聯手作戰，隨後趕來的贊恩也加入戰局，在激戰後憤怒軍團全員戰敗所有人幾乎無法戰鬥，在佩可說服眾人跟憤怒軍團和解後，笑著嘆氣說真是敗給你們了，隨後握住佩可伸出的手，在厄莉絲現身後阿澤爾德分析一下質問美空，是不是因為他們沒有抓到霸瞳皇帝所以親自來問責，得到了否定的回答，之後美空宣布退出憤怒軍團只有阿澤爾德毫不意外，隨後厄莉絲直接召喚出無名的使徒攻擊所有人。 眾人在面對使徒的攻擊下毫無招架之力，阿澤爾德跟贊恩看不下去現在的情況，面對贊恩的請求阿澤爾德使用了「即時再生」治療贊恩的傷勢，在看到了厄莉絲的三名親衛隊R、Q、P後對其中一名感到十分的吃驚，並且十分的憤怒對美空說他們結下大仇了，由於所有人已經筋疲力盡難以戰鬥，再加上厄莉絲的手下不斷的出現，面對絕望的戰況下阿澤爾德選擇打暈激動的卡里莎將其交給蘭法，並且笑著說蘭法非常的溫柔一定能夠找到幸福的，隨後在厄莉絲跟其同手下毫無察覺的情況下用跳躍王的權能將所有人傳送走，並且用變貌大妃的變身把所有的萬能人偶變成眾人的樣貌，自己獨自留下來斷後防止追擊，在變身被識破後身負重傷的阿澤爾德說：「我可真是的，能夠實現任何願望什麼的，我明明知道不可能會有這麼好的事情」，隨後看的親衛隊的P說：「而且，根據我的估計，在那裡的就是......」，隨後跟厄莉絲的手下激戰，但是由於體力嚴重不支再加上先前戰鬥的傷勢，讓阿澤爾德被輕易地打到趴在地上，面對美空的嘲諷十分的憤怒並且看到厄莉絲聚集了一顆大型的能量求打算將他消滅掉，知道自己無力回天後盯著P看，留下眼淚的說：「對不起，父親我......」，隨後厄莉絲扔出能量球，最後阿澤爾德大吼：「布蕾茜亞(プレシア) ——！」隨後消失掉，現況生死不明。 |

涅婭
| 基本資料 | 介紹       |
| 年齡     | 19歲       |
| 身高     | 157cm      |
| 生日     | 6月13日    |
| 種族     | 魔族？     |
| 聲優     | 和氣杏未   |
| 本名     | 志木場寢亞 |

當初是與卡里莎一起行動的史萊姆「小黃」，但實際上卻是個性有如褐色辣妹的人物，是名非常喜歡年幼少年的正太控。尤其中意卡里莎，把捉弄他視為最大的樂趣。

## 第三部
※人名暫譯

## 幻變少女（アルターメイデン）
原為厄莉絲的親衛隊，在第二部結尾被解除控制後組成。
莉莉配音：鈴木實里
| 基本資料 | 介紹     |
| 年齡     | 15歲     |
| 身高     | 154cm    |
| 生日     | 4月29日  |
| 種族     | 人族     |
| 聲優     | 鈴木實里 |
| 本名     | 德川莉莉 |

公會【幻變少女】的會長。
清純且認真，標準的大和撫子。
雖是位有些不諳世事的深閨大小姐，但在發生了某件事之後，便以此為契機深深地傾慕著主角。
身為冒險新手的她雖然不擅長戰鬥，但只要使用某項能力後，似乎就能讓自身獲得飛躍性的強化。
可璃亞配音：前田佳織里
| 基本資料 | 介紹       |
| 年齡     | 13歲       |
| 身高     | 147cm      |
| 生日     | 11月1日    |
| 種族     | 人族       |
| 聲優     | 前田佳織里 |
| 本名     | 久央璃亞   |

公會【幻變少女】的成員。
雖然經常因為外表而被認為是一位既像天使一般純潔且惹人憐愛，又像聖女一般高潔的純真少女……
但實際上只是位內心懷著極為普通的感性的女孩子。
縱然不習慣冒險，卻意外相當堅強地享受著每一天。
然而儘管平時並不會在人前表現出來，內心卻似乎懷著某種重罪的意識。
普蕾西亞配音：高尾奏音
| 基本資料 | 介紹             |
| 年齡     | 10歲             |
| 身高     | 135cm            |
| 生日     | 3月1日           |
| 種族     | 獸人族           |
| 聲優     | 高尾奏音         |
| 本名     | 普雷西亞・懷斯曼 |

公會【幻變少女】的成員。
身為豬的獸人族的她，是個無法從那幼小的體型想像出來的貪吃鬼。
雖然有著天賦異稟的魔法才能，但因沒有足夠的知識及經驗而尚未熟稔，因此偶爾會爆炸。
性格非常我行我素的她，在率先用「老哥」稱呼主角後，讓莉莉及可璃亞也開始跟著一起叫了。

## 蠻賊三姊妹（バンディ・シスターズ）
倭配音：菲鲁兹·蓝
| 基本資料 | 介紹      |
| 年齡     | 21歲      |
| 身高     | 168cm     |
| 生日     | 1月8日    |
| 種族     | 精靈族    |
| 聲優     | 菲魯茲·藍 |
| 本名     | 蠻出井倭  |

三姊妹中的大姐，豪邁、不拘小節、嗜酒如命，並擅長使自己的大刀奪取自己想要的任何事物，讓她雖然是敵人也敬佩她的膽識。
作為蠻賊三姊妹的頭領與公會長，她已經盯上了貪吃佩可等人的財寶。
若菜配音：石见舞菜香
| 基本資料 | 介紹       |
| 年齡     | 16歲       |
| 身高     | 158cm      |
| 生日     | 5月30日    |
| 種族     | 人族       |
| 聲優     | 石見舞菜香 |
| 本名     | 蠻出井若菜 |

三姊妹中的二姐，團隊的常識人、煮飯、家事、打掃、家計與被害擔當，甚至有著不像盜賊般的禮貌，活像苦命中間職。
不同於姐姐與妹妹擅長戰鬥與掠奪，但似乎對防禦魔法有所心得，也能拿平底鍋戰鬥，因為氣質與興趣似乎與姊姊與妹妹不同，乍看之下有點格格不入，但她的存在也同時是讓兩個擺明是家事廢人的姊妹能好好發揮長才的重要關鍵。
布武機配音：花井美春
| 基本資料 | 介紹         |
| 年齡     | 12歲         |
| 身高     | 136cm        |
| 生日     | 3月5日       |
| 種族     | 獸人族       |
| 聲優     | 花井美春     |
| 本名     | 蠻出井布武機 |

三姊妹中的小妹，雌小鬼性格，黏密與帶挑釁的語調，以及當面直接稱主角是雜魚哥哥（ザコお兄さ～ん♡），但她在團隊中並不只是虛張聲勢的小鬼，而是重要的技術擔當，蠻賊三姊妹馳騁四方的蠻賊貪鯊號可以看的出來是她所製造與維護的，同時能使用火箭筒中的管狐進行隨機彈爆破，實力也不容小覷。
名字捏他自[天下布武]

## 吉歐‧提格尼亞（）
不論植物、房屋都由糖果甜點製成的童話般的天府之國，由芭菲之城（キャッスル・オブ・パルフェ）管治，雖然種族很多，但吉歐‧提格尼亞的住民都愛好和平，很少衝突，也很少有魔物出現。
克蘿茜配音：長谷川育美
| 基本資料 | 介紹       |
| 年齡     | 不詳       |
| 身高     | 170cm      |
| 生日     | 11月11日   |
| 種族     | 機械人族   |
| 聲優     | 長谷川育美 |
| 本名     | 九郎千惠   |

一行人在背面世界「吉歐‧提格尼亞」最先遇見的機械人族（Automaton）少女。基於開朗又友善的性格設定上，讓她不論在面對人類或是魔物時，都會毫不在意地想著與對方交朋友。
雖然擁有在「吉歐‧提格尼亞」首屈一指的戰鬥力，但卻也同時有著無法以機械手臂進行精細的作業、無法撫摸可愛的東西等等煩惱。
萊拉耶爾配音：河瀨茉希
| 基本資料 | 介紹     |
| 年齡     | 不詳     |
| 身高     | 162cm    |
| 生日     | 1月17日  |
| 種族     | 天使族   |
| 聲優     | 河瀨茉希 |
| 本名     | 祓樹艾爾 |

地底世界「吉歐‧提格尼亞」的公主。
治理著以糖果建立而成的城堡「芭菲之城」，是位婀娜多姿且溫柔端莊的天使族女性。
雖然擁有與貪吃佩可不同效果的「皇家裝備」，但基於某個原因，平常似乎並沒有在使用的樣子。
庫露露配音：田中美海
| 基本資料 | 介紹     |
| 年齡     | 16歲     |
| 身高     | 158cm    |
| 生日     | 8月2日   |
| 種族     | 寶石兔族 |
| 聲優     | 田中美海 |
| 本名     | 卯中樞   |

寶石兔族少女，受萊拉耶爾任命為「夢幻樂園」的經理，擅長寶石魔法，能將魔力寄宿於寶石，再加以運用於原先設定好的用途。但她平常都將魔法用在與樂園相關的部分，幾乎無法在戰鬥中使用。
琳德配音：豐田萌繪
| 基本資料 | 介紹     |
| 年齡     | 12歲     |
| 身高     | 145cm    |
| 生日     | 2月5日   |
| 種族     | 龍族     |
| 聲優     | 豐田萌繪 |
| 本名     | 燐人     |

服侍萊拉耶爾公主的龍人族雙胞胎的姊姊。
縱然年紀仍稱得上是個孩子，但卻為了能夠成為與主人相襯的女僕而盡心盡力地努力著。
然而由於地底世界「吉歐‧提格尼亞」多半住著一些個性開朗且溫吞的人，導致個性認真的她常常遇到許多倒楣事。
烏爾姆配音：關根明良
| 基本資料 | 介紹     |
| 年齡     | 12歲     |
| 身高     | 145cm    |
| 生日     | 2月5日   |
| 種族     | 龍族     |
| 聲優     | 關根明良 |
| 本名     | 撫瑠無   |

服侍萊拉耶爾公主的龍人族雙胞胎的妹妹。
作為一名女僕總是表現得不太認真的她，經常惹來姊姊琳德的怨聲載道。
即使對貪吃佩可等人表現出冷淡的態度，但深知自身的行動會影響主人的評價，因此表現出了最低限度的禮儀。
……不如說她或許就是在享受那剛好處在安全範圍邊線上的感覺也說不定。
沃爾加諾配音：白石稔
自稱種族為貓妖精，個頭高大的戰士，在「芭菲之城」擔任守門人。

## 吉歐‧格黑納（）
到處都是會噴火的植物以及強大魔物棲息的煉獄之國，在鬼岩城塞管治下，居住區鬼的跟前(Devils Steps)住著弱肉強食的妖魔人族。
安涅默涅配音：立花日菜
| 基本資料 | 介紹     |
| 年齡     | 13歲     |
| 身高     | 145cm    |
| 生日     | 4月2日   |
| 種族     | 妖魔人   |
| 聲優     | 立花日菜 |
| 本名     | 一華牡丹 |

背面世界「吉歐‧格黑納」的公主涅妃‧涅羅的守護騎士，自稱吸血妖花的妖魔人。因小時候的經歷，對人戒心很重。
涅妃＝涅羅配音：大久保瑠美
| 基本資料 | 介紹       |
| 年齡     | 不詳       |
| 身高     | 139cm      |
| 生日     | 12月31日   |
| 種族     | 妖魔人     |
| 聲優     | 大久保瑠美 |
| 本名     | 志木場禰羅 |

吉歐‧格黑納的公主，史萊姆的妖魔人。吉歐‧格黑納中最強的妖魔人，實力可以與單獨毀滅整個吉歐‧格黑納的六頭魔物「六凶」匹敵。
涅婭配音：和氣杏未
「#憤怒軍團（-{レイジ・レギオン}-）」參照
拿娜配音：黑澤朋世
華音配音：幸村惠理
| 基本資料 | 介紹       |
| 年齡     | 18         |
| 身高     | 155cm      |
| 生日     | 10月9日    |
| 種族     | 妖魔人     |
| 聲優     | 幸村惠理   |
| 本名     | 鵺之宮伽音 |

企圖征服吉歐・格黑納，卻因敗給涅妃・涅羅而淪為奴隸劍鬥士的蠍獅妖魔人。態度與個性都是十足高傲的大小姐。對主角的稱呼「馬Bone」是從日語「馬の骨」（意指來路不明／沒用的人）轉變而來。
鳳凰配音：篠田南
| 基本資料 | 介紹     |
| 年齡     | 18       |
| 身高     | 142cm    |
| 生日     | 10月10日 |
| 種族     | 妖魔人   |
| 聲優     | 篠田南   |
| 本名     | 華宮鳳子 |

合作角色，來自《巴哈姆特之怒》的萬花鳳凰，在本作中六凶型態時稱作「萬花菲尼克斯」、「煉花鳳凰」，後來化身成人形時簡稱「鳳凰」、「小鳳」。吉歐‧格黑納六凶（Six Calamity）的魔鳥，由於垂老而導致權能失控，所到之處都被燒成灰燼。被解救後遭到暗算，失去六凶的權能。
米亞配音：中野彩麻
涅妃‧涅羅的心腹，大蛇的妖魔人。

## 吉歐‧尼布爾黑爾（）
冥府般幽靜無光的永夜之國，由巨鯨城的代表者們管治。
格雷斯配音：富田美憂
| 基本資料 | 介紹         |
| 年齡     | 21（享年？） |
| 身高     | 166cm        |
| 生日     | 10月31日     |
| 種族     | 人族         |
| 聲優     | 富田美憂     |
| 本名     | 幽野 絣      |

吉歐‧尼布爾黑爾公主薇歐莉特的守護騎士，以「堇」稱呼薇歐莉特公主。

## 第三部其他角色
媞雅配音：高田憂希
芙蕾雅配音：市之瀨加那
阿剌克涅女士配音：遠藤綾
吉歐‧格黑納六凶（Six Calamity）的魔蜘。
涅妃‧涅羅形容是六凶中最卑劣、狡猾的巨大怪物。

## 合作角色
註：根據本遊戲製作人木村唯人的訪談，自第三週年開始，非Cygames直屬作品僅會有世界觀合作，角色暫且不會登場及給玩家使用。
莫妮卡·拜斯溫特
配音：辻步美
参見#莫妮卡·拜斯溫特。
吉塔
配音：金元壽子
來自《碧藍幻想》當中的玩家角色。
亞里莎
配音：優木加奈
來自《闇影詩章》。
露娜
配音：小倉唯
來自《闇影詩章》。
安
配音：日笠陽子
來自《巴哈姆特之怒 -Manaria Friends-》。
古蕾婭
配音：福原綾香
來自《巴哈姆特之怒 -Manaria Friends-》。
露
配音：古山貴實子
來自《巴哈姆特之怒 -Manaria Friends-》。
愛蜜莉雅
配音：高橋李依
來自《Re:從零開始的異世界生活》。
雷姆
配音：水瀨祈
來自《Re:從零開始的異世界生活》。
拉姆
配音：村川梨衣
來自《Re:從零開始的異世界生活》。
艾姬多娜
配音：坂本真綾
來自《Re:從零開始的異世界生活》。
島村卯月
配音：大橋彩香
來自《偶像大師 灰姑娘女孩 星光舞台》。
涉谷凜
配音：福原綾香
來自《偶像大師 灰姑娘女孩 星光舞台》。
本田未央
配音：原紗友里
來自《偶像大師 灰姑娘女孩 星光舞台》。
班比
配音：釘宮理惠
來自《巴哈姆特之怒》，在個人劇情與伊莉亞有所互動。
碧卡拉
配音：種崎敦美
來自《碧藍幻想》，在活動劇情與吉塔和花凜有所互動。
鳳凰
配音：篠田南
參見#鳳凰
梅杜莎
配音：水橋香織
來自《巴哈姆特之怒》，在活動劇情與莫妮卡和咲戀有所互動。

## 簡體中文版限定角色
橋本環奈
配音：橋本環奈
簡體中文服與日本藝人橋本環奈合作的限定角色。